# Grande Fratello (diciottesima edizione)
La diciottesima edizione del reality show Grande Fratello è andata in onda in diretta in prima serata su Canale 5 dal 16 settembre 2024 al 31 marzo 2025. È durata 197 giorni, ed è stata condotta da Alfonso Signorini, affiancato dalle opinioniste Cesara Buonamici e Beatrice Luzzi, e da Rebecca Staffelli in qualità di inviata social.
Le vicende dei concorrenti sono state trasmesse da Canale 5 in prima serata con un doppio appuntamento settimanale: al lunedì e al giovedì (solamente per le prime sei puntate e dalla ventiduesima puntata alla trentanovesima puntata), solo il lunedì (dalla settima all'undicesima, dalla sedicesima alla ventesima e dalla quarantesima alla quarantaduesima puntata), solo il martedì (nella dodicesima e nella quindicesima puntata), al martedì e al sabato (nella tredicesima e nella quattordicesima puntata) e solo il mercoledì (nella ventunesima puntata), mentre la trasmissione delle strisce quotidiane nel day-time è stata affidata a Canale 5 (dal lunedì al sabato) e Italia 1 (tutti i giorni). Inoltre, la diretta è stata visibile su La5 in tre fasce orarie, su Mediaset Extra e in streaming su Mediaset Infinity.
Gli Highlights di ogni puntata sono stati accompagnati dal brano Where Did You Go? di Jax Jones e MNEK.
L'edizione è stata vinta da Jessica Morlacchi, che si è aggiudicata il montepremi di 100000 €.

## Antefatti
Come nella precedente edizione, il gruppo dei concorrenti è stato misto e prevedeva sia persone sconosciute che personaggi appartenenti al mondo dello spettacolo. Anche quest'edizione ha visto la presenza di persone che hanno partecipato come un unico concorrente, in questo caso a partecipare al reality sono state le ex ragazze di Non è la Rai Eleonora Cecere, Ilaria Galassi e Pamela Petrarolo che hanno partecipato in trio, successivamente ridotto ad un duo in seguito al ritiro di Eleonora nel corso della decima diretta serale (giorno 43) e infine allo scioglimento definitivo, in seguito al ritiro momentaneo di Pamela nel corso della ventesima diretta serale (giorno 106), la quale è rientrata in gioco come concorrente singola nel corso della ventunesima puntata (giorno 115). Dalla sedicesima (giorno 78) alla ventesima diretta serale (giorno 106) nella casa è stata presente una seconda coppia, quella de Le Monsè, composta da Maria Monsè e dalla figlia Perla Maria Paravia. Questa è stata pertanto la prima edizione nella storia del Grande Fratello in cui due coppie in forma di unico concorrente hanno convissuto insieme all'interno della casa.
Come nelle precedenti edizioni, anche in questa i concorrenti hanno trascorso le festività del Natale, di Capodanno e dell'Epifania all'interno della casa, in quanto il programma ha coperto la stagione televisiva autunno-primavera dell'emittente Mediaset.
Con una durata di 197 giorni, pari a circa sei mesi e mezzo, si è trattata dell'edizione più lunga del Grande Fratello, insieme alla settima edizione del Grande Fratello VIP e all'edizione precedente, mentre il concorrente rimasto più a lungo all'interno della casa, sin dall'inizio dell'edizione, è stato Lorenzo Spolverato.
Si è trattata della prima edizione in cui la casa e lo studio sono ubicati presso i Lumina Studios di Roma e non più presso la storica sede a Cinecittà. Inoltre, si è trattata di un'edizione con diversi primati. Per la prima volta nella storia del reality, la prima eliminazione è avvenuta dopo 18 giorni dall'inizio del programma: una concorrente, Ilaria "Ila" Clemente ha scoperto di essere incinta dentro la casa. Yulia Bruschi è stata la prima concorrente ad abbandonare la casa di comune accordo con il Grande Fratello in seguito a dei problemi legali personali, mentre Jessica Morlacchi è stata la prima concorrente a ritirarsi volontariamente dal gioco per protesta nei confronti di un provvedimento disciplinare adottato dalla produzione nei suoi confronti, in quelli di Ilaria Galassi e in quelli di Helena Prestes. Inoltre, il televoto aperto tra la ventunesima e la ventiduesima diretta serale (giorni 115 e 120), che vedeva coinvolti Helena Prestes, Ilaria Galassi, Luca Calvani, Shaila Gatta e Tommaso Franchi, ha destato moltissimo coinvolgimento da parte del pubblico e ha decretato il più alto numero di voti in assoluto (più di 3,4 milioni) e ha visto in particolare Helena e Shaila contendersi una delle eliminazioni più eclatanti del programma, richiamando il clamore mediatico suscitato in passato dallo scontro tra Stefania Orlando e Giulia Salemi durante il Grande Fratello VIP 5 e la nomination molto sofferta tra Veronica Ciardi e Sarah Nile durante il Grande Fratello 10.
Durante il giorno 36, in occasione della nona diretta serale, è avvenuto, dopo quattordici anni, il secondo interscambio di concorrenti tra il Grande Fratello italiano e il Gran Hermano spagnolo. In particolare, a soggiornare nel reality italiano è stata la giovane concorrente spagnola Maica Benedicto (che ha poi abbandonato la casa la notte del giorno 39), mentre ad essere ospiti nella casa spagnola sono stati i concorrenti italiani Shaila Gatta e Lorenzo Spolverato, risultati essere i due preferiti del pubblico nel televoto chiuso in tale puntata, i quali sono poi rientrati in Italia nel corso della decima diretta serale (giorno 43). Più avanti, nel corso dell'undicesima diretta (giorno 50), anche il concorrente Tommaso Franchi è stato coinvolto in una successiva ospitata nella casa del Gran Hermano per ricongiungersi con Maica, la concorrente che precedentemente aveva soggiornato nella casa. Il primo interscambio era avvenuto in occasione della decima edizione e i concorrenti a trascorrere una settimana presso la casa del Gran Hermano 11 furono Carmela Gualtieri e Massimo Scattarella.
Durante il giorno 127, in occasione della ventiquattresima diretta serale, è avvenuto, per la prima volta nella storia del reality, un ripescaggio dei concorrenti in precedenza eliminati e/o ritirati dal gioco fino a quel momento: il conduttore ha chiesto inizialmente al pubblico di decidere, tramite un televoto, se consentire o meno il ripescaggio e, all'approvazione del pubblico, è stato pertanto aperto un televoto flash per decretare chi tra i dieci candidati fuori dal gioco (Clarissa Burt, Clayton Norcross, Eva Grimaldi, Federica Petagna, Helena Prestes, Iago García, Jessica Morlacchi, Le Monsè, Michael Castorino e Stefano Tediosi) potesse rientrare nella casa. Al televoto non hanno preso parte Ilaria "Ila" Clemente, Eleonora Cecere e Yulia Bruschi perché ancora alle prese con le motivazioni per cui erano state obbligate a lasciare il gioco, alle quali si è poi aggiunto anche Enzo Paolo Turchi, punito dal Grande Fratello con un provvedimento per aver riportato all'interno della casa informazioni esterne al concorrente Luca Calvani. Al termine del primo televoto, dei dieci candidati eliminati, sei hanno fatto il loro ritorno nella casa: Eva, Federica, Helena, Iago, Jessica e Michael che hanno soggiornato nel tugurio in attesa di poter rientrare ufficialmente in gioco, tramite il secondo televoto chiuso nella puntata seguente che ha consentito ad Eva, Helena, Iago e Jessica di tornare ufficialmente in gioco nel corso della venticinquesima diretta (giorno 130). Al fronte delle polemiche suscitate dai concorrenti ancora in gioco, il Grande Fratello ha deciso di offrire tale opportunità anche ai concorrenti nella casa, aprendo un televoto flash con la finalità di individuare quattro preferiti dal pubblico a cui concedere il rientro in gioco qualora venissero eliminati: i concorrenti più votati sono stati Zeudi Di Palma, Javier Martínez, Lorenzo Spolverato e Shaila Gatta, che hanno ottenuto formalmente la possibilità di rientrare nella casa al momento della loro eliminazione. Di questi però, solo Javier Martínez ha avuto la possibilità di rientrare in casa al momento della sua eliminazione, avvenuta in occasione della quarantesima puntata serale (giorno 183), ovvero l'ultima puntata in cui era possibile usufruire di tale bonus.
Lorenzo Spolverato è stato l'unico concorrente ad aver soggiornato nella casa per l'intera durata del programma ed è insieme a Beatrice Luzzi, Rosy Chin, Letizia Petris e Massimiliano Varrese (Grande Fratello 17), il concorrente con la permanenza più lunga in una sola edizione del Grande Fratello.
Jessica Morlacchi è stata la prima vincitrice nella storia del programma ad essersi ritirata e ad essere tornata in gioco in seguito al ripescaggio proposto dal Grande Fratello. Il ballottaggio tra lei ed Helena Prestess rappresenta un evento unico nella storia del reality: per la prima volta, due concorrenti che avevano abbandonato il gioco in corsa, e poi successivamente riammesse attraverso un ripescaggio, si giocano la vittoria del programma. Dopo il Grande Fratello 3, il Grande Fratello 12 e il Grande Fratello 17, si è trattata quindi della quarta edizione in cui la vittoria sia stata contesa tra due donne ed è stata la seconda consecutiva in cui il podio sia stato rappresentato unicamente da donne.

## La casa
La casa in questa edizione è una sorta di villaggio ubicato presso i Lumina Studios di Roma, che ospitano anche il nuovo studio rinnovato e insieme occupano una superficie di 1 750 mq. È caratterizzata da un grande salone, da due confessionali e da una serie di camere da letto. Sono presenti anche alcune stanze speciali, come la Mystery Room, dove vengono eseguite le nomination palesi e la Stanza Super Led, dove i concorrenti si confrontano con le proprie storie personali. Questo rappresenta una novità rispetto alla vecchia casa, poiché le nomination avvenivano nella Stanza Super Led mentre le storie personali dei concorrenti venivano raccontate nella Mystery Room.

## Concorrenti
L'età dei concorrenti si riferisce al momento dell'ingresso nella casa.
| Concorrente             | Età     | Professione                                      | Luogo di nascita | Stato                |
| ----------------------- | ------- | ------------------------------------------------ | ---------------- | -------------------- |
| Jessica Morlacchi       | 37 anni | Cantante, bassista, personaggio TV               | Roma             | Vincitrice           |
| Helena Prestes          | 34 anni | Modella                                          | San Paolo        | Seconda classificata |
| Chiara Cainelli         | 25 anni | Influencer, cubista                              | Trento           | Terza classificata   |
| Lorenzo Spolverato      | 27 anni | Modello                                          | Milano           | Quarto classificato  |
| Zeudi Di Palma          | 23 anni | Modella                                          | Napoli           | Quinta classificata  |
| Mariavittoria Minghetti | 31 anni | Medico estetico                                  | Roma             | Eliminata            |
| Shaila Gatta            | 28 anni | Ballerina, personaggio TV                        | Aversa           | Eliminata            |
| Javier Martínez         | 29 anni | Pallavolista                                     | Córdoba          | Eliminato            |
| Luca "Giglio" Giglioli  | 24 anni | Parrucchiere                                     | Reggio Emilia    | Eliminato            |
| Tommaso Franchi         | 24 anni | Idraulico                                        | Siena            | Eliminato            |
| Stefania Orlando        | 57 anni | Conduttrice TV, cantante                         | Roma             | Eliminata            |
| Federico Chimirri       | 34 anni | Chef, disc jockey                                | Buenos Aires     | Eliminato            |
| Mattia Fumagalli        | 38 anni | Istruttore di sci                                | Lecco            | Eliminato            |
| Maria Teresa Ruta       | 64 anni | Showgirl, giornalista, conduttrice TV            | Torino           | Eliminata            |
| Amanda Lecciso          | 36 anni | Imprenditrice                                    | Lecce            | Eliminata            |
| Iago García             | 45 anni | Attore                                           | Ferrol           | Eliminato            |
| Maxime Mbanda           | 31 anni | Rugbista                                         | Roma             | Eliminato            |
| Alfonso D'Apice         | 25 anni | Imprenditore                                     | Napoli           | Eliminato            |
| Pamela Petrarolo        | 47 anni | Cantante, showgirl                               | Roma             | Ritirata             |
| Eva Grimaldi            | 63 anni | Attrice, personaggio TV                          | Nogarole Rocca   | Eliminata            |
| Ilaria Galassi          | 48 anni | Showgirl, badante                                | Avezzano         | Ritirata             |
| Emanuele Fiori          | 28 anni | Fisioterapista                                   | Cagliari         | Eliminato            |
| Bernardo Cherubini      | 61 anni | Organizzatore d'eventi, tour operator            | Roma             | Eliminato            |
| Luca Calvani            | 50 anni | Attore, personaggio TV                           | Prato            | Eliminato            |
| Maria Monsè             | 50 anni | Attrice, conduttrice TV                          | Catania          | Eliminate            |
| Perla Maria Paravia     | 18 anni | Studentessa, influencer                          | Catania          | Eliminate            |
| Stefano Tediosi         | 32 anni | Barista, ristoratore                             | Milano           | Eliminato            |
| Federica Petagna        | 20 anni | Estetista                                        | Napoli           | Eliminata            |
| Yulia Naomi Bruschi     | 26 anni | Direttrice creativa di un locale, personaggio TV | L'Avana          | Ritirata             |
| Clayton Norcross        | 70 anni | Attore                                           | Arcadia          | Eliminato            |
| Enzo Paolo Turchi       | 75 anni | Ballerino, coreografo, personaggio TV            | Napoli           | Ritirato             |
| Eleonora Cecere         | 45 anni | Cantante, ballerina                              | Roma             | Ritirata             |
| Michael Castorino       | 35 anni | Animatore turistico                              | Varese           | Eliminato            |
| Clarissa Burt           | 65 anni | Attrice                                          | Filadelfia       | Eliminata            |
| Ilaria "Ila" Clemente   | 30 anni | Esperta di cybersecurity                         | Roma             | Ritirata             |

## Tabella delle nomination
Legenda
     Concorrente immune dalle nomination
     Concorrente preferito/a dell'opinionista
     Concorrente in nomination
     Concorrente salvato/a
     Concorrente preferito/a del pubblico/Per mandare in finale
     Concorrente non salvato/a oppure non salvato/a in una catena di salvataggio
     Concorrente in nomination per provvedimento disciplinare
     Concorrente eliminato che però viene ripescato/a
     Concorrente candidato/a al ripescaggio provvisorio
     Concorrente candidato/a al ripescaggio definitivo
     Concorrente ottenente il bonus per poter rientrare in gioco dopo l'eliminazione
     Concorrente direttamente in nomination
     Concorrente candidato/a alla finale
     Concorrente finalista
     Concorrente super-finalista candidato/a alla vittoria finale (in due)

|                                 | Settimana 1                                              | Settimana 1                                              | Settimana 1                                              | Settimana 1                                                   | Settimana 1                                                   | Settimana 2                                              | Settimana 2                                              | Settimana 2                                              | Settimana 2                                              | Settimana 2                                              | Settimana 2                                              | Settimana 3                                              | Settimana 3                                              | Settimana 3                                              | Settimana 3                                              | Settimana 4                                              | Settimana 4                                              | Settimana 5                                              | Settimana 5                                              | Settimana 6                                              | Settimana 6                                              | Settimana 7                                       | Settimana 7                                       | Settimana 8                                       | Settimana 8                                       | Settimana 9                                       | Settimana 9                                       | Settimana 10                                      | Settimana 10                                      | Settimana 10                                      | Settimana 10                                      | Settimana 10                                      | Settimana 10                                      | Settimana 11                                      | Settimana 11                                      | Settimana 11                                      | Settimana 11                                      | Settimana 12                                      | Settimana 12                                      | Settimana 13                                      | Settimana 13                                      | Settimana 14                                          | Settimana 14                                          | Settimana 14                                          | Settimana 14                                          | Settimana 15                                      | Settimana 15                                      | Settimana 16                            | Settimana 16                            | Settimana 16                            | Settimana 16                            | Settimana 17                            | Settimana 17                            | Settimana 18                            | Settimana 18                            | Settimana 18                                                      | Settimana 18                                                      | Settimana 18                                                      | Settimana 19                                                                     | Settimana 19                                                                     | Settimana 19                                                                     | Settimana 19                                                                     | Settimana 19                                                                     | Settimana 19 | Settimana 19 | Settimana 19                                                                     | Settimana 19                                                                     | Settimana 19                                                                     | Settimana 19                                                                     | Settimana 20                             | Settimana 20                             | Settimana 20                              | Settimana 20                              | Settimana 21                                               | Settimana 21                                               | Settimana 21                            | Settimana 21                            | Settimana 22                                          | Settimana 22                                          | Settimana 22                                            | Settimana 22                                            | Settimana 22                                          | Settimana 22                                          | Settimana 22                                          | Settimana 23                                                                         | Settimana 23                                                                         | Settimana 23                            | Settimana 23                            | Settimana 24                                          | Settimana 24                                          | Settimana 24                                          | Settimana 24                                          | Settimana 24                                          | Settimana 24                                          | Settimana 24                                          | Settimana 25                                          | Settimana 25                                          | Settimana 25                                          | Settimana 25                                          | Settimana 25                                          | Settimana 25                                          | Settimana 26                                 | Settimana 26                                 | Settimana 26                                 | Settimana 26                                 | Settimana 27                            | Settimana 27                            | Settimana 27                            | Settimana 28                                               | Settimana 28                                               | Settimana 28                                               | Settimana 28                                               | Ultima settimana                                                                | Ultima settimana                                                                | Ultima settimana                                                                | Ultima settimana                                                                | Ultima settimana                                                                | Numero totale di nomination |
| Giorno 1                        | Giorno 1                                                 | Giorno 1                                                 | Giorno 4                                                 | Giorno 4                                                      | Giorno 8                                                      | Giorno 8                                                 | Giorno 8                                                 | Giorno 8                                                 | Giorno 11                                                | Giorno 11                                                | Giorno 15                                                | Giorno 15                                                | Giorno 18                                                | Giorno 18                                                | Giorno 22                                                | Giorno 22                                                | Giorno 29                                                | Giorno 29                                                | Giorno 36                                                | Giorno 36                                                | Giorno 43                                                | Giorno 43                                         | Giorno 50                                         | Giorno 50                                         | Giorno 58                                         | Giorno 58                                         | Giorno 65                                         | Giorno 65                                         | Giorno 69                                         | Giorno 69                                         | Giorno 69                                         | Giorno 69                                         | Giorno 72                                         | Giorno 72                                         | Giorno 72                                         | Giorno 72                                         | Giorno 78                                         | Giorno 78                                         | Giorno 85                                         | Giorno 85                                         | Giorno 92                                         | Giorno 92                                             | Giorno 92                                             | Giorno 92                                             | Giorno 99                                             | Giorno 99                                         | Giorno 106                                        | Giorno 106                              | Giorno 106                              | Giorno 106                              | Giorno 115                              | Giorno 115                              | Giorno 120                              | Giorno 120                              | Giorno 123                              | Giorno 123                                                        | Giorno 123                                                        | Giorno 127                                                        | Giorno 127                                                                       | Giorno 127                                                                       | Giorno 127                                                                       | Giorno 127                                                                       | Giorno 130                                                                       | Giorno 130 | Giorno 130 | Giorno 130                                                                       | Giorno 130                                                                       | Giorno 130                                                                       | Giorno 134                                                                       | Giorno 134                               | Giorno 137                               | Giorno 137                                | Giorno 141                                | Giorno 141                                                 | Giorno 144                                                 | Giorno 144                              | Giorno 148                              | Giorno 148                                            | Giorno 148                                            | Giorno 148                                              | Giorno 151                                              | Giorno 151                                            | Giorno 151                                            | Giorno 155                                            | Giorno 155                                                                           | Giorno 158                                                                           | Giorno 158                              | Giorno 162                              | Giorno 162                                            | Giorno 162                                            | Giorno 162                                            | Giorno 165                                            | Giorno 165                                            | Giorno 165                                            | Giorno 169                                            | Giorno 169                                            | Giorno 169                                            | Giorno 172                                            | Giorno 172                                            | Giorno 172                                            | Giorno 176                                            | Giorno 176                                   | Giorno 179                                   | Giorno 179                                   | Giorno 183                                   | Giorno 183                              | Giorno 183                              | Giorno 190                              | Giorno 190                                                 | Giorno 190                                                 | Giorno 190                                                 | Giorno 197                                                 | Giorno 197                                                                      | Giorno 197                                                                      | Giorno 197                                                                      | Giorno 197                                                                      |                                                                                 | Numero totale di nomination |
| ------------------------------- | -------------------------------------------------------- | -------------------------------------------------------- | -------------------------------------------------------- | ------------------------------------------------------------- | ------------------------------------------------------------- | -------------------------------------------------------- | -------------------------------------------------------- | -------------------------------------------------------- | -------------------------------------------------------- | -------------------------------------------------------- | -------------------------------------------------------- | -------------------------------------------------------- | -------------------------------------------------------- | -------------------------------------------------------- | -------------------------------------------------------- | -------------------------------------------------------- | -------------------------------------------------------- | -------------------------------------------------------- | -------------------------------------------------------- | -------------------------------------------------------- | -------------------------------------------------------- | ------------------------------------------------- | ------------------------------------------------- | ------------------------------------------------- | ------------------------------------------------- | ------------------------------------------------- | ------------------------------------------------- | ------------------------------------------------- | ------------------------------------------------- | ------------------------------------------------- | ------------------------------------------------- | ------------------------------------------------- | ------------------------------------------------- | ------------------------------------------------- | ------------------------------------------------- | ------------------------------------------------- | ------------------------------------------------- | ------------------------------------------------- | ------------------------------------------------- | ------------------------------------------------- | ------------------------------------------------- | ----------------------------------------------------- | ----------------------------------------------------- | ----------------------------------------------------- | ----------------------------------------------------- | ------------------------------------------------- | ------------------------------------------------- | --------------------------------------- | --------------------------------------- | --------------------------------------- | --------------------------------------- | --------------------------------------- | --------------------------------------- | --------------------------------------- | --------------------------------------- | ----------------------------------------------------------------- | ----------------------------------------------------------------- | ----------------------------------------------------------------- | -------------------------------------------------------------------------------- | -------------------------------------------------------------------------------- | -------------------------------------------------------------------------------- | -------------------------------------------------------------------------------- | -------------------------------------------------------------------------------- | --- | --- | -------------------------------------------------------------------------------- | -------------------------------------------------------------------------------- | -------------------------------------------------------------------------------- | -------------------------------------------------------------------------------- | ---------------------------------------- | ---------------------------------------- | ----------------------------------------- | ----------------------------------------- | ---------------------------------------------------------- | ---------------------------------------------------------- | --------------------------------------- | --------------------------------------- | ----------------------------------------------------- | ----------------------------------------------------- | ------------------------------------------------------- | ------------------------------------------------------- | ----------------------------------------------------- | ----------------------------------------------------- | ----------------------------------------------------- | ------------------------------------------------------------------------------------ | ------------------------------------------------------------------------------------ | --------------------------------------- | --------------------------------------- | ----------------------------------------------------- | ----------------------------------------------------- | ----------------------------------------------------- | ----------------------------------------------------- | ----------------------------------------------------- | ----------------------------------------------------- | ----------------------------------------------------- | ----------------------------------------------------- | ----------------------------------------------------- | ----------------------------------------------------- | ----------------------------------------------------- | ----------------------------------------------------- | ----------------------------------------------------- | -------------------------------------------- | -------------------------------------------- | -------------------------------------------- | -------------------------------------------- | --------------------------------------- | --------------------------------------- | --------------------------------------- | ---------------------------------------------------------- | ---------------------------------------------------------- | ---------------------------------------------------------- | ---------------------------------------------------------- | ------------------------------------------------------------------------------- | ------------------------------------------------------------------------------- | ------------------------------------------------------------------------------- | ------------------------------------------------------------------------------- | ------------------------------------------------------------------------------- | --------------------------- |
| Preferiti/e della casa          | Nessuno                                                  | Nessuno                                                  | Nessuno                                                  | Nessuno                                                       | Nessuno                                                       | Nessuno                                                  | Nessuno                                                  | Nessuno                                                  | Nessuno                                                  | Enzo Paolo Luca Le Non è la Rai                          | Enzo Paolo Luca Le Non è la Rai                          | Enzo Paolo Le Non è la Rai                               | Enzo Paolo Le Non è la Rai                               | Enzo Paolo Luca Le Non è la Rai Lorenzo                  | Enzo Paolo Luca Le Non è la Rai Lorenzo                  | Giglio Javier Le Non è la Rai                            | Giglio Javier Le Non è la Rai                            | Enzo Paolo Giglio Le Non è la Rai                        | Enzo Paolo Giglio Le Non è la Rai                        | Enzo Paolo Le Non è la Rai                               | Enzo Paolo Le Non è la Rai                               | Luca                                              | Luca                                              | Enzo Paolo Yulia                                  | Enzo Paolo Yulia                                  | Giglio Javier                                     | Giglio Javier                                     | Javier                                            | Javier                                            | Nessuno                                           | Nessuno                                           | Nessuno                                           | Nessuno                                           | Nessuno                                           | Nessuno                                           | Nessuno                                           | Nessuno                                           | Nessuno                                           | Nessuno                                           | Javier                                            | Javier                                            | Alfonso Amanda                                        | Alfonso Amanda                                        | Alfonso Amanda                                        | Alfonso Amanda                                        | Ilaria-Pamela Mariavittoria                       | Ilaria-Pamela Mariavittoria                       | Alfonso Javier                          | Alfonso Javier                          | Alfonso Javier                          | Alfonso Javier                          | Nessuno                                 | Nessuno                                 | Javier Pamela                           | Javier Pamela                           | Giglio Mariavittoria                                              | Giglio Mariavittoria                                              | Giglio Mariavittoria                                              | Nessuno                                                                          | Nessuno                                                                          | Nessuno                                                                          | Nessuno                                                                          | Nessuno                                                                          | Nessuno | Nessuno | Nessuno                                                                          | Nessuno                                                                          | Nessuno                                                                          | Nessuno                                                                          | Nessuno                                  | Nessuno                                  | Nessuno                                   | Nessuno                                   | Nessuno                                                    | Nessuno                                                    | Nessuno                                 | Nessuno                                 | Nessuno                                               | Nessuno                                               | Nessuno                                                 | Nessuno                                                 | Nessuno                                               | Nessuno                                               | Nessuno                                               | Nessuno                                                                              | Nessuno                                                                              | Nessuno                                 | Nessuno                                 | Nessuno                                               | Nessuno                                               | Nessuno                                               | Nessuno                                               | Nessuno                                               | Nessuno                                               | Nessuno                                               | Nessuno                                               | Nessuno                                               | Nessuno                                               | Nessuno                                               | Nessuno                                               | Nessuno                                               | Nessuno                                      | Nessuno                                      | Nessuno                                      | Nessuno                                      | Nessuno                                 | Nessuno                                 | Nessuno                                 | Nessuno                                                    | Nessuno                                                    | Nessuno                                                    | Nessuno                                                    | Nessuno                                                                         | Nessuno                                                                         | Nessuno                                                                         | Nessuno                                                                         | Nessuno                                                                         | Numero totale di nomination |
| Preferito/a del pubblico        | Nessuno                                                  | Nessuno                                                  | Nessuno                                                  | Nessuno                                                       | Nessuno                                                       | Jessica Tommaso                                          | Jessica Tommaso                                          | Jessica Tommaso                                          | Jessica Tommaso                                          | Jessica Tommaso Yulia                                    | Jessica Tommaso Yulia                                    | Jessica Tommaso Yulia                                    | Jessica Tommaso Yulia                                    | Nessuno                                                  | Nessuno                                                  | Iago Mariavittoria                                       | Iago Mariavittoria                                       | Nessuno                                                  | Nessuno                                                  | Lorenzo Shaila                                           | Lorenzo Shaila                                           | Helena Jessica Lorenzo Shaila                     | Helena Jessica Lorenzo Shaila                     | Nessuno                                           | Nessuno                                           | Mariavittoria Shaila                              | Mariavittoria Shaila                              | Luca Mariavittoria Shaila                         | Luca Mariavittoria Shaila                         | Nessuno                                           | Nessuno                                           | Nessuno                                           | Nessuno                                           | Helena Lorenzo                                    | Helena Lorenzo                                    | Helena Lorenzo                                    | Helena Lorenzo                                    | Helena Javier Lorenzo                             | Helena Javier Lorenzo                             | Nessuno                                           | Nessuno                                           | Nessuno                                               | Nessuno                                               | Nessuno                                               | Nessuno                                               | Helena Javier                                     | Helena Javier                                     | Nessuno                                 | Nessuno                                 | Nessuno                                 | Nessuno                                 | Nessuno                                 | Nessuno                                 | Nessuno                                 | Nessuno                                 | Amanda Lorenzo                                                    | Amanda Lorenzo                                                    | Amanda Lorenzo                                                    | Nessuno                                                                          | Nessuno                                                                          | Nessuno                                                                          | Nessuno                                                                          | Nessuno                                                                          | Nessuno | Nessuno | Nessuno                                                                          | Nessuno                                                                          | Nessuno                                                                          | Nessuno                                                                          | Nessuno                                  | Nessuno                                  | Nessuno                                   | Nessuno                                   | Nessuno                                                    | Nessuno                                                    | Nessuno                                 | Nessuno                                 | Nessuno                                               | Nessuno                                               | Nessuno                                                 | Nessuno                                                 | Jessica                                               | Jessica                                               | Jessica                                               | Nessuno                                                                              | Nessuno                                                                              | Nessuno                                 | Nessuno                                 | Nessuno                                               | Nessuno                                               | Nessuno                                               | Nessuno                                               | Nessuno                                               | Nessuno                                               | Nessuno                                               | Nessuno                                               | Nessuno                                               | Nessuno                                               | Nessuno                                               | Nessuno                                               | Nessuno                                               | Nessuno                                      | Nessuno                                      | Nessuno                                      | Nessuno                                      | Nessuno                                 | Nessuno                                 | Nessuno                                 | Nessuno                                                    | Nessuno                                                    | Nessuno                                                    | Nessuno                                                    | Nessuno                                                                         | Nessuno                                                                         | Nessuno                                                                         | Nessuno                                                                         | Nessuno                                                                         | Numero totale di nomination |
| Preferito/a di Beatrice Luzzi   | Enzo Paolo                                               | Enzo Paolo                                               | Enzo Paolo                                               | Nessuno                                                       | Nessuno                                                       | Nessuno                                                  | Nessuno                                                  | Nessuno                                                  | Nessuno                                                  | Mariavittoria                                            | Mariavittoria                                            | Helena                                                   | Helena                                                   | Jessica                                                  | Jessica                                                  | Lorenzo                                                  | Lorenzo                                                  | Mariavittoria                                            | Mariavittoria                                            | Clayton                                                  | Clayton                                                  | Javier                                            | Javier                                            | Luca                                              | Luca                                              | Clayton                                           | Clayton                                           | Helena                                            | Helena                                            | Nessuno                                           | Nessuno                                           | Nessuno                                           | Nessuno                                           | Nessuno                                           | Nessuno                                           | Nessuno                                           | Nessuno                                           | Alfonso                                           | Alfonso                                           | Lorenzo                                           | Lorenzo                                           | Shaila                                                | Shaila                                                | Shaila                                                | Shaila                                                | Amanda                                            | Amanda                                            | Jessica                                 | Jessica                                 | Jessica                                 | Jessica                                 | Nessuno                                 | Nessuno                                 | Zeudi                                   | Zeudi                                   | Luca                                                              | Luca                                                              | Luca                                                              | Nessuno                                                                          | Nessuno                                                                          | Nessuno                                                                          | Nessuno                                                                          | Nessuno                                                                          | Nessuno | Nessuno | Nessuno                                                                          | Nessuno                                                                          | Nessuno                                                                          | Nessuno                                                                          | Nessuno                                  | Nessuno                                  | Nessuno                                   | Nessuno                                   | Nessuno                                                    | Nessuno                                                    | Nessuno                                 | Nessuno                                 | Nessuno                                               | Nessuno                                               | Nessuno                                                 | Nessuno                                                 | Nessuno                                               | Nessuno                                               | Nessuno                                               | Nessuno                                                                              | Nessuno                                                                              | Nessuno                                 | Nessuno                                 | Nessuno                                               | Nessuno                                               | Nessuno                                               | Nessuno                                               | Nessuno                                               | Nessuno                                               | Nessuno                                               | Nessuno                                               | Nessuno                                               | Nessuno                                               | Nessuno                                               | Nessuno                                               | Nessuno                                               | Nessuno                                      | Nessuno                                      | Nessuno                                      | Nessuno                                      | Nessuno                                 | Nessuno                                 | Nessuno                                 | Nessuno                                                    | Nessuno                                                    | Nessuno                                                    | Nessuno                                                    | Nessuno                                                                         | Nessuno                                                                         | Nessuno                                                                         | Nessuno                                                                         | Nessuno                                                                         | Numero totale di nomination |
| Preferito/a di Cesara Buonamici | Enzo Paolo                                               | Enzo Paolo                                               | Enzo Paolo                                               | Nessuno                                                       | Nessuno                                                       | Nessuno                                                  | Nessuno                                                  | Nessuno                                                  | Nessuno                                                  | Clarissa                                                 | Clarissa                                                 | Lorenzo                                                  | Lorenzo                                                  | Shaila                                                   | Shaila                                                   | Shaila                                                   | Shaila                                                   | Iago                                                     | Iago                                                     | Yulia                                                    | Yulia                                                    | Javier                                            | Javier                                            | Tommaso                                           | Tommaso                                           | Clayton                                           | Clayton                                           | Federica                                          | Federica                                          | Nessuno                                           | Nessuno                                           | Nessuno                                           | Nessuno                                           | Nessuno                                           | Nessuno                                           | Nessuno                                           | Nessuno                                           | Shaila                                            | Shaila                                            | Jessica                                           | Jessica                                           | Luca                                                  | Luca                                                  | Luca                                                  | Luca                                                  | Jessica                                           | Jessica                                           | Tommaso                                 | Tommaso                                 | Tommaso                                 | Tommaso                                 | Nessuno                                 | Nessuno                                 | Luca                                    | Luca                                    | Tommaso                                                           | Tommaso                                                           | Tommaso                                                           | Nessuno                                                                          | Nessuno                                                                          | Nessuno                                                                          | Nessuno                                                                          | Nessuno                                                                          | Nessuno | Nessuno | Nessuno                                                                          | Nessuno                                                                          | Nessuno                                                                          | Nessuno                                                                          | Nessuno                                  | Nessuno                                  | Nessuno                                   | Nessuno                                   | Nessuno                                                    | Nessuno                                                    | Nessuno                                 | Nessuno                                 | Nessuno                                               | Nessuno                                               | Nessuno                                                 | Nessuno                                                 | Nessuno                                               | Nessuno                                               | Nessuno                                               | Nessuno                                                                              | Nessuno                                                                              | Nessuno                                 | Nessuno                                 | Nessuno                                               | Nessuno                                               | Nessuno                                               | Nessuno                                               | Nessuno                                               | Nessuno                                               | Nessuno                                               | Nessuno                                               | Nessuno                                               | Nessuno                                               | Nessuno                                               | Nessuno                                               | Nessuno                                               | Nessuno                                      | Nessuno                                      | Nessuno                                      | Nessuno                                      | Nessuno                                 | Nessuno                                 | Nessuno                                 | Nessuno                                                    | Nessuno                                                    | Nessuno                                                    | Nessuno                                                    | Nessuno                                                                         | Nessuno                                                                         | Nessuno                                                                         | Nessuno                                                                         | Nessuno                                                                         | Numero totale di nomination |
|                                 |                                                          |                                                          |                                                          |                                                               |                                                               |                                                          |                                                          |                                                          |                                                          |                                                          |                                                          |                                                          |                                                          |                                                          |                                                          |                                                          |                                                          |                                                          |                                                          |                                                          |                                                          |                                                   |                                                   |                                                   |                                                   |                                                   |                                                   |                                                   |                                                   |                                                   |                                                   |                                                   |                                                   |                                                   |                                                   |                                                   |                                                   |                                                   |                                                   |                                                   |                                                   |                                                       |                                                       |                                                       |                                                       |                                                   |                                                   |                                         |                                         |                                         |                                         |                                         |                                         |                                         |                                         |                                                                   |                                                                   |                                                                   |                                                                                  |                                                                                  |                                                                                  |                                                                                  |                                                                                  | | |                                                                                  |                                                                                  |                                                                                  |                                                                                  |                                          |                                          |                                           |                                           |                                                            |                                                            |                                         |                                         |                                                       |                                                       |                                                         |                                                         |                                                       |                                                       |                                                       |                                                                                      |                                                                                      |                                         |                                         |                                                       |                                                       |                                                       |                                                       |                                                       |                                                       |                                                       |                                                       |                                                       |                                                       |                                                       |                                                       |                                                       |                                              |                                              |                                              |                                              |                                         |                                         |                                         |                                                            |                                                            |                                                            |                                                            |                                                                                 |                                                                                 |                                                                                 |                                                                                 |                                                                                 |                             |
| Jessica                         | Javier                                                   | Javier                                                   | Salvata                                                  | Yulia                                                         | 1                                                             | Yulia                                                    | Yulia                                                    | Non votante                                              | Non votante                                              | Lorenzo                                                  | Lorenzo                                                  | Javier                                                   | Javier                                                   | Yulia                                                    | Yulia                                                    | Clayton                                                  | 0                                                        | Yulia                                                    | 1                                                        | Helena                                                   | 1                                                        | Iago Clayton                                      | Iago Clayton                                      | Clayton                                           | 0                                                 | Federica                                          | 1                                                 | Clayton                                           | 1                                                 | Non votante                                       | Non votante                                       | Stefano                                           | 0                                                 | Non votante                                       | Non votante                                       | Javier                                            | 0                                                 | Yulia                                             | 1                                                 | Helena                                            | Helena                                            | Helena                                                | 1                                                     | Non votante                                           | Non votante                                           | Bernardo                                          | Bernardo                                          | Helena                                  | Helena                                  | Non votante                             | Non votante                             | Ritirata (Giorno 115)                   | Ritirata (Giorno 115)                   | Ritirata (Giorno 115)                   | Ritirata (Giorno 115)                   | Ritirata (Giorno 115)                                             | Ritirata (Giorno 115)                                             | Ritirata (Giorno 115)                                             | Nominata                                                                         | Nominata                                                                         | Nominata                                                                         | Nominata                                                                         | Nominata                                                                         | Ripescata | Ripescata | Amanda                                                                           | 0                                                                                | Non votante                                                                      | Non votante                                                                      | Amanda                                   | 0                                        | Stefania                                  | 2                                         | Amanda                                                     | 2                                                          | Amanda                                  | 0                                       | Giglio                                                | Giglio                                                | Iago                                                    | 1                                                       | Maxime                                                | Iago                                                  | Iago                                                  | Iago                                                                                 | 0                                                                                    | Iago                                    | 0                                       | Candidata                                             | 1                                                     | Amanda                                                | Amanda                                                | In finale                                             | Maria Teresa                                          | Maria Teresa                                          | In finale                                             | Federico                                              | Federico                                              | In finale                                             | Zeudi                                                 | Zeudi                                                 | Chiara                                       | Chiara                                       | Chiara                                       | Chiara                                       | In finale                               | Chiara                                  | Chiara                                  | Chiara                                                     | Chiara                                                     | In finale                                                  | In finale                                                  | Salvata                                                                         | Salvata                                                                         | Chiara                                                                          | Nominate                                                                        | Vincitrice (Giorno 197)                                                         | 13                          |
| Helena                          | Non in casa                                              | Non in casa                                              | Non in casa                                              | Immune                                                        | Immune                                                        | Non votante                                              | Non votante                                              | Michael                                                  | 1                                                        | Iago                                                     | 5                                                        | Iago                                                     | Iago                                                     | Iago                                                     | 1                                                        | Amanda                                                   | 2                                                        | Amanda                                                   | 1                                                        | Amanda                                                   | 6                                                        | Iago Yulia                                        | Iago Yulia                                        | Shaila                                            | 0                                                 | Lorenzo                                           | 0                                                 | Lorenzo                                           | Lorenzo                                           | Non votante                                       | Non votante                                       | Shaila                                            | 3                                                 | Non votante                                       | Non votante                                       | Giglio                                            | Giglio                                            | Jessica                                           | Jessica                                           | Le Non è la Rai                                   | 6                                                 | Jessica                                               | 5                                                     | Non votante                                           | Non votante                                           | Emanuele Chiara                                   | Emanuele Chiara                                   | Ilaria                                  | 5                                       | Non votante                             | Non votante                             | Nominata                                | Nominata                                | Eliminata (Giorno 120)                  | Eliminata (Giorno 120)                  | Eliminata (Giorno 120)                                            | Eliminata (Giorno 120)                                            | Eliminata (Giorno 120)                                            | Nominata                                                                         | Nominata                                                                         | Nominata                                                                         | Nominata                                                                         | Nominata                                                                         | Ripescata | Ripescata | Ilaria                                                                           | 0                                                                                | Non votante                                                                      | Non votante                                                                      | Chiara                                   | 4                                        | Giglio                                    | 1                                         | Giglio                                                     | 0                                                          | Pamela                                  | 0                                       | Javier                                                | Javier                                                | Chiara                                                  | 0                                                       | Non votante                                           | Alfonso                                               | 1                                                     | Chiara                                                                               | 0                                                                                    | Giglio                                  | 1                                       | Amanda                                                | 3                                                     | Giglio                                                | 2                                                     | Non votante                                           | Chiara                                                | 3                                                     | Javier                                                | Shaila                                                | 0                                                     | Chiara                                                | Shaila                                                | 0                                                     | Chiara                                       | 2                                            | Shaila                                       | 1                                            | Salvata                                 | Giglio                                  | 3                                       | Chiara                                                     | 2                                                          | Chiara                                                     | In finale                                                  | Nominata                                                                        | Immune                                                                          | Salvata                                                                         | Nominate                                                                        | Seconda classificata (Giorno 197)                                               | 58                          |
| Chiara                          | Non in casa                                              | Non in casa                                              | Non in casa                                              | Non in casa                                                   | Non in casa                                                   | Non in casa                                              | Non in casa                                              | Non in casa                                              | Non in casa                                              | Non in casa                                              | Non in casa                                              | Non in casa                                              | Non in casa                                              | Non in casa                                              | Non in casa                                              | Non in casa                                              | Non in casa                                              | Non in casa                                              | Non in casa                                              | Non in casa                                              | Non in casa                                              | Non in casa                                       | Non in casa                                       | Non in casa                                       | Non in casa                                       | Non in casa                                       | Non in casa                                       | Non in casa                                       | Non in casa                                       | Non in casa                                       | Non in casa                                       | Non in casa                                       | Non in casa                                       | Non in casa                                       | Non in casa                                       | Non in casa                                       | Non in casa                                       | Immune                                            | Immune                                            | Immune                                            | Immune                                            | Helena                                                | 0                                                     | Non votante                                           | Non votante                                           | Lorenzo                                           | 1                                                 | Non votante                             | Non votante                             | Stefania                                | 0                                       | Luca                                    | 1                                       | Maxime                                  | 1                                       | Zeudi                                                             | Stefania                                                          | 0                                                                 | Immune                                                                           | Immune                                                                           | Immune                                                                           | Immune                                                                           | Immune                                                                           | No Bonus | No Bonus | Stefania                                                                         | 1                                                                                | Non votante                                                                      | Non votante                                                                      | Helena                                   | 2                                        | Emanuele                                  | 0                                         | Javier                                                     | 0                                                          | Javier                                  | 0                                       | Alfonso                                               | Alfonso                                               | Stefania                                                | 4                                                       | Non salvata                                           | Stafania                                              | Stafania                                              | Federico                                                                             | 5                                                                                    | Iago                                    | 3                                       | Non candidata                                         | 0                                                     | Mattia                                                | 3                                                     | Salvata                                               | Mattia                                                | 5                                                     | Giglio Nominata                                       | Mariavittoria                                         | 3                                                     | Non salvata                                           | Stefania                                              | Stefania                                              | Mariavittoria                                | 5                                            | Mariavittoria                                | 4                                            | Giglio Nominata                         | Mariavittoria                           | 2                                       | Helena                                                     | 4                                                          | Candidata                                                  | Nominata                                                   | Salvata                                                                         | Nominata                                                                        | Nominata                                                                        | Terza classificata (Giorno 197)                                                 | Terza classificata (Giorno 197)                                                 | 44                          |
| Lorenzo                         | Salvato                                                  | 1                                                        | Salvato                                                  | Tommaso                                                       | 1                                                             | Luca                                                     | 1                                                        | Non votante                                              | Non votante                                              | Iago                                                     | 1                                                        | Iago                                                     | Iago                                                     | Iago                                                     | Iago                                                     | Helena                                                   | Helena                                                   | Shaila                                                   | 3                                                        | Non in casa                                              | Non in casa                                              | Mariavittoria                                     | Mariavittoria                                     | Mariavittoria                                     | 0                                                 | Luca                                              | 3                                                 | Clayton                                           | 4                                                 | Javier                                            | 2                                                 | Non votante                                       | Non votante                                       | Mariavittoria                                     | Mariavittoria                                     | Non votante                                       | Non votante                                       | Luca                                              | Luca                                              | Helena                                            | Helena                                            | Non votante                                           | Non votante                                           | Javier                                                | 1                                                     | Bernardo                                          | 1                                                 | Helena                                  | 2                                       | Non votante                             | Non votante                             | Luca                                    | 1                                       | Emanuele                                | 2                                       | Bernardo                                                          | Javier                                                            | Javier                                                            | Immune                                                                           | Immune                                                                           | Immune                                                                           | Immune                                                                           | Immune                                                                           | Bonus | Bonus | Non votante                                                                      | Non votante                                                                      | Luca                                                                             | 5                                                                                | Helena                                   | 1                                        | Iago                                      | 0                                         | Amanda                                                     | 0                                                          | Iago                                    | 1                                       | Giglio                                                | 1                                                     | Iago                                                    | Iago                                                    | In finale                                             | Iago                                                  | Iago                                                  | Iago                                                                                 | Iago                                                                                 | Mattia                                  | Mattia                                  | Shaila                                                | Shaila                                                | Helena                                                | Helena                                                | Shaila                                                | Helena                                                | Helena                                                | In finale                                             | Stefania                                              | Stefania                                              | In finale                                             | Stefania                                              | Stefania                                              | Helena                                       | Helena                                       | Javier                                       | Javier                                       | Shaila                                  | Javier                                  | Javier                                  | Helena                                                     | Helena                                                     | In finale                                                  | In finale                                                  | Helena                                                                          | Chiara                                                                          | Quarto classificato (Giorno 197)                                                | Quarto classificato (Giorno 197)                                                | Quarto classificato (Giorno 197)                                                | 31                          |
| Zeudi                           | Non in casa                                              | Non in casa                                              | Non in casa                                              | Non in casa                                                   | Non in casa                                                   | Non in casa                                              | Non in casa                                              | Non in casa                                              | Non in casa                                              | Non in casa                                              | Non in casa                                              | Non in casa                                              | Non in casa                                              | Non in casa                                              | Non in casa                                              | Non in casa                                              | Non in casa                                              | Non in casa                                              | Non in casa                                              | Non in casa                                              | Non in casa                                              | Non in casa                                       | Non in casa                                       | Non in casa                                       | Non in casa                                       | Non in casa                                       | Non in casa                                       | Non in casa                                       | Non in casa                                       | Non in casa                                       | Non in casa                                       | Non in casa                                       | Non in casa                                       | Non in casa                                       | Non in casa                                       | Non in casa                                       | Non in casa                                       | Immune                                            | Immune                                            | Immune                                            | Immune                                            | Mariavittoria                                         | 2                                                     | Non votante                                           | Non votante                                           | Giglio                                            | 3                                                 | Non votante                             | Non votante                             | Maxime                                  | 0                                       | Emanuele                                | 1                                       | Maxime                                  | Maxime                                  | Stefania                                                          | Emanuele                                                          | 2                                                                 | Immune                                                                           | Immune                                                                           | Immune                                                                           | Immune                                                                           | Immune                                                                           | Bonus | Bonus | Eva                                                                              | 0                                                                                | Non votante                                                                      | Non votante                                                                      | Bernardo                                 | 0                                        | Emanuele                                  | 2                                         | Iago                                                       | 0                                                          | Mariavittoria                           | 2                                       | Alfonso                                               | Alfonso                                               | Stefania                                                | 0                                                       | Non votante                                           | Maxime                                                | 0                                                     | Mariavittoria                                                                        | 0                                                                                    | Mattia                                  | 1                                       | Non candidata                                         | 0                                                     | Maria Teresa                                          | 2                                                     | Non salvata                                           | Helena                                                | Helena                                                | Shaila                                                | Mariavittoria                                         | 0                                                     | Mariavittoria                                         | Tommaso                                               | 3                                                     | Stefania                                     | Stefania                                     | Mariavittoria                                | Mariavittoria                                | In finale                               | Helena                                  | Helena                                  | Shaila                                                     | Shaila                                                     | In finale                                                  | In finale                                                  | Nominata                                                                        | Quinta classificata (Giorno 197)                                                | Quinta classificata (Giorno 197)                                                | Quinta classificata (Giorno 197)                                                | Quinta classificata (Giorno 197)                                                | 18                          |
| Mariavittoria                   | Non in casa                                              | Non in casa                                              | Non in casa                                              | Immune                                                        | Immune                                                        | Non votante                                              | Non votante                                              | Iago                                                     | 0                                                        | Shaila                                                   | Shaila                                                   | Shaila                                                   | 3                                                        | Yulia                                                    | 4                                                        | Yulia Luca                                               | Yulia Luca                                               | Shaila                                                   | Shaila                                                   | Giglio                                                   | 1                                                        | Clayton                                           | 3                                                 | Shaila                                            | 5                                                 | Lorenzo                                           | Lorenzo                                           | Lorenzo                                           | Lorenzo                                           | Lorenzo                                           | 0                                                 | Non votante                                       | Non votante                                       | Stefano                                           | 1                                                 | Non votante                                       | Non votante                                       | Stefano                                           | 0                                                 | Stefano                                           | 0                                                 | Helena                                                | 1                                                     | Non votante                                           | Non votante                                           | Luca                                              | Luca                                              | Helena                                  | 0                                       | Non votante                             | Non votante                             | Giglio                                  | 1                                       | Amanda                                  | 1                                       | Immune                                                            | Alfonso                                                           | Alfonso                                                           | Immune                                                                           | Immune                                                                           | Immune                                                                           | Immune                                                                           | Immune                                                                           | No Bonus | No Bonus | Amanda                                                                           | 0                                                                                | Non votante                                                                      | Non votante                                                                      | Amanda                                   | 1                                        | Zeudi                                     | 0                                         | Iago                                                       | 0                                                          | Zeudi                                   | 1                                       | Tommaso                                               | Tommaso                                               | Maria Teresa                                            | 0                                                       | Non votante                                           | Alfonso                                               | 1                                                     | Chiara                                                                               | 1                                                                                    | Zeudi                                   | 0                                       | Non candidata                                         | 1                                                     | Amanda                                                | 0                                                     | Chiara                                                | Maria Teresa                                          | 0                                                     | Salvata                                               | Chiara                                                | 2                                                     | Non salvata                                           | Zeudi                                                 | Zeudi                                                 | Chiara                                       | 1                                            | Chiara                                       | 3                                            | Non salvata Chiara                      | Giglio                                  | 1                                       | Chiara                                                     | 0                                                          | Salvata                                                    | Nominata                                                   | Eliminata (Giorno 197)                                                          | Eliminata (Giorno 197)                                                          | Eliminata (Giorno 197)                                                          | Eliminata (Giorno 197)                                                          | Eliminata (Giorno 197)                                                          | 32                          |
| Shaila                          | Giglio                                                   | Giglio                                                   | Salvata                                                  | Le Non è la Rai                                               | 0                                                             | Giglio                                                   | 0                                                        | Non votante                                              | Non votante                                              | Michael                                                  | 3                                                        | Mariavittoria                                            | 1                                                        | Mariavittoria                                            | Mariavittoria                                            | Michael                                                  | Michael                                                  | Amanda                                                   | 2                                                        | Non in casa                                              | Non in casa                                              | Mariavittoria                                     | Mariavittoria                                     | Mariavittoria                                     | 4                                                 | Luca                                              | Luca                                              | Clayton                                           | Clayton                                           | Non votante                                       | Non votante                                       | Helena                                            | 1                                                 | Non votante                                       | Non votante                                       | Javier                                            | 1                                                 | Luca                                              | Luca                                              | Helena                                            | 1                                                 | Zeudi                                                 | Zeudi                                                 | Non votante                                           | Non votante                                           | Le Monsè                                          | 1                                                 | Helena                                  | 3                                       | Non votante                             | Non votante                             | Luca                                    | 2                                       | Amanda                                  | 1                                       | Ilaria                                                            | Javier                                                            | 1                                                                 | Immune                                                                           | Immune                                                                           | Immune                                                                           | Immune                                                                           | Immune                                                                           | Bonus | Bonus | Stefania                                                                         | 2                                                                                | Non votante                                                                      | Non votante                                                                      | Iago                                     | 1                                        | Iago                                      | 0                                         | Javier                                                     | 1                                                          | Iago                                    | 1                                       | Lorenzo                                               | Lorenzo                                               | Iago                                                    | 0                                                       | Non votante                                           | Helena                                                | 2                                                     | Amanda                                                                               | 1                                                                                    | Mattia                                  | 2                                       | Non candidata                                         | 1                                                     | Amanda                                                | 0                                                     | Giglio                                                | Helena                                                | 0                                                     | Salvata                                               | Stefania                                              | 1                                                     | Salvata                                               | Stefania                                              | 3                                                     | Helena                                       | 1                                            | Mariavittoria                                | 1                                            | Chiara                                  | Helena                                  | 0                                       | Javier                                                     | 1                                                          | Helena                                                     | Eliminata (Giorno 190)                                     | Eliminata (Giorno 190)                                                          | Eliminata (Giorno 190)                                                          | Eliminata (Giorno 190)                                                          | Eliminata (Giorno 190)                                                          | Eliminata (Giorno 190)                                                          | 39                          |
| Javier                          | Nominato                                                 | 4                                                        | Tommaso                                                  | Lorenzo                                                       | 0                                                             | Yulia                                                    | 0                                                        | Non votante                                              | Non votante                                              | Amanda                                                   | 0                                                        | Clarissa                                                 | 2                                                        | Helena                                                   | 0                                                        | Clayton                                                  | Clayton                                                  | Lorenzo                                                  | 0                                                        | Helena                                                   | 0                                                        | Clayton                                           | Clayton                                           | Shaila                                            | 0                                                 | Lorenzo                                           | Lorenzo                                           | Lorenzo                                           | Lorenzo                                           | Lorenzo                                           | 1                                                 | Non votante                                       | Non votante                                       | Non votante                                       | Non votante                                       | Shaila                                            | 3                                                 | Federica                                          | Federica                                          | Shaila                                            | Shaila                                            | Non votante                                           | Non votante                                           | Lorenzo                                               | 1                                                     | Emanuele Zeudi                                    | Emanuele Zeudi                                    | Lorenzo                                 | Lorenzo                                 | Non votante                             | Non votante                             | Lorenzo                                 | 0                                       | Lorenzo                                 | Lorenzo                                 | Emanuele                                                          | Shaila                                                            | 2                                                                 | Immune                                                                           | Immune                                                                           | Immune                                                                           | Immune                                                                           | Immune                                                                           | Bonus | Bonus | Non votante                                                                      | Non votante                                                                      | Lorenzo                                                                          | o                                                                                | Shaila                                   | 0                                        | Eva                                       | 0                                         | Shaila                                                     | 2                                                          | Shaila                                  | 1                                       | Alfonso                                               | 3                                                     | Chiara                                                  | 0                                                       | Non votante                                           | Shaila                                                | 0                                                     | Maria Teresa                                                                         | 0                                                                                    | Shaila                                  | 0                                       | Helena                                                | Helena                                                | Chiara                                                | 0                                                     | Non votante                                           | Chiara                                                | 0                                                     | Salvato                                               | Chiara                                                | 0                                                     | Salvato                                               | Shaila                                                | 0                                                     | Chiara                                       | 0                                            | Chiara                                       | 1                                            | Helena                                  | Chiara                                  | 1                                       | Chiara                                                     | 1                                                          | Eliminato (Giorno 190)                                     | Eliminato (Giorno 190)                                     | Eliminato (Giorno 190)                                                          | Eliminato (Giorno 190)                                                          | Eliminato (Giorno 190)                                                          | Eliminato (Giorno 190)                                                          | Eliminato (Giorno 190)                                                          | 22                          |
| Giglio                          | Salvato                                                  | 1                                                        | Salvato                                                  | Luca                                                          | 1                                                             | Clarissa                                                 | 1                                                        | Non votante                                              | Non votante                                              | Iago                                                     | 0                                                        | Clarissa                                                 | 1                                                        | Clayton                                                  | 1                                                        | Tommaso                                                  | Tommaso                                                  | Clayton                                                  | Clayton                                                  | Iago                                                     | 1                                                        | Clayton                                           | 0                                                 | Mariavittoria                                     | 0                                                 | Federica                                          | Federica                                          | Alfonso                                           | 0                                                 | Non votante                                       | Non votante                                       | Helena                                            | 0                                                 | Non votante                                       | Non votante                                       | Federica                                          | 2                                                 | Luca                                              | 0                                                 | Helena                                            | 0                                                 | Non votante                                           | Non votante                                           | Bernardo                                              | 0                                                     | Zeudi                                             | 1                                                 | Shaila                                  | 0                                       | Non votante                             | Non votante                             | Mariavittoria                           | 1                                       | Bernardo                                | 0                                       | Immune                                                            | Emanuele                                                          | Emanuele                                                          | Immune                                                                           | Immune                                                                           | Immune                                                                           | Immune                                                                           | Immune                                                                           | No Bonus | No Bonus | Non votante                                                                      | Non votante                                                                      | Luca                                                                             | 0                                                                                | Helena                                   | 0                                        | Iago                                      | 2                                         | Iago                                                       | 1                                                          | Amanda                                  | 0                                       | Candidato                                             | 1                                                     | Amanda                                                  | 0                                                       | Non votante                                           | Iago                                                  | 2                                                     | Stefania                                                                             | 1                                                                                    | Helena                                  | 2                                       | Jessica                                               | Jessica                                               | Helena                                                | 1                                                     | Tommaso                                               | Stefania                                              | 0                                                     | Salvato                                               | Stefania                                              | 1                                                     | Salvato                                               | Stefania                                              | 0                                                     | Stefania                                     | 0                                            | Helena                                       | 0                                            | Javier                                  | Helena                                  | 2                                       | Eliminato (Giorno 190)                                     | Eliminato (Giorno 190)                                     | Eliminato (Giorno 190)                                     | Eliminato (Giorno 190)                                     | Eliminato (Giorno 190)                                                          | Eliminato (Giorno 190)                                                          | Eliminato (Giorno 190)                                                          | Eliminato (Giorno 190)                                                          | Eliminato (Giorno 190)                                                          | 23                          |
| Tommaso                         | Salvato                                                  | 0                                                        | Nominato                                                 | Yulia                                                         | 2                                                             | Yulia                                                    | Yulia                                                    | Non votante                                              | Non votante                                              | Amanda                                                   | Amanda                                                   | Clarissa                                                 | Clarissa                                                 | Amanda                                                   | 1                                                        | Amanda                                                   | 2                                                        | Yulia                                                    | 1                                                        | Amanda                                                   | 0                                                        | Amanda                                            | 0                                                 | Non in casa                                       | Non in casa                                       | Federica                                          | 0                                                 | Alfonso                                           | 0                                                 | Non votante                                       | Non votante                                       | Stefano                                           | 0                                                 | Non votante                                       | Non votante                                       | Le Non è la Rai                                   | 1                                                 | Federica                                          | 0                                                 | Stefano                                           | 1                                                 | Non votante                                           | Non votante                                           | Emanuele                                              | 1                                                     | Le Monsè                                          | 1                                                 | Shaila                                  | Shaila                                  | Non votante                             | Non votante                             | Bernardo                                | 2                                       | Alfonso                                 | 0                                       | Immune                                                            | Alfonso                                                           | Alfonso                                                           | Immune                                                                           | Immune                                                                           | Immune                                                                           | Immune                                                                           | Immune                                                                           | No Bonus | No Bonus | Non votante                                                                      | Non votante                                                                      | Luca                                                                             | 0                                                                                | Eva                                      | 0                                        | Ilaria                                    | 0                                         | Maxime                                                     | 0                                                          | Maxime                                  | 0                                       | Non candidato                                         | 1                                                     | Amanda                                                  | 0                                                       | Non votante                                           | Amanda                                                | 0                                                     | Maria Teresa                                                                         | 0                                                                                    | Amanda                                  | 1                                       | Mariavittoria                                         | Mariavittoria                                         | Maria Teresa                                          | 1                                                     | Mariavittoria                                         | Maria Teresa                                          | 0                                                     | Non salvato                                           | Federico                                              | 0                                                     | Salvato                                               | Zeudi                                                 | 1                                                     | Chiara                                       | 0                                            | Chiara                                       | 0                                            | Non salvato Chiara                      | Eliminato (Giorno 183)                  | Eliminato (Giorno 183)                  | Eliminato (Giorno 183)                                     | Eliminato (Giorno 183)                                     | Eliminato (Giorno 183)                                     | Eliminato (Giorno 183)                                     | Eliminato (Giorno 183)                                                          | Eliminato (Giorno 183)                                                          | Eliminato (Giorno 183)                                                          | Eliminato (Giorno 183)                                                          | Eliminato (Giorno 183)                                                          | 16                          |
| Stefania                        | Non in casa                                              | Non in casa                                              | Non in casa                                              | Non in casa                                                   | Non in casa                                                   | Non in casa                                              | Non in casa                                              | Non in casa                                              | Non in casa                                              | Non in casa                                              | Non in casa                                              | Non in casa                                              | Non in casa                                              | Non in casa                                              | Non in casa                                              | Non in casa                                              | Non in casa                                              | Non in casa                                              | Non in casa                                              | Non in casa                                              | Non in casa                                              | Non in casa                                       | Non in casa                                       | Non in casa                                       | Non in casa                                       | Non in casa                                       | Non in casa                                       | Non in casa                                       | Non in casa                                       | Non in casa                                       | Non in casa                                       | Non in casa                                       | Non in casa                                       | Non in casa                                       | Non in casa                                       | Non in casa                                       | Non in casa                                       | Non in casa                                       | Non in casa                                       | Non in casa                                       | Non in casa                                       | Immune                                                | Immune                                                | Immune                                                | Immune                                                | Immune                                            | Immune                                            | Non votante                             | Non votante                             | Bernardo                                | 3                                       | Chiara                                  | 0                                       | Lorenzo                                 | 0                                       | Salvata                                                           | Eva                                                               | 2                                                                 | Immune                                                                           | Immune                                                                           | Immune                                                                           | Immune                                                                           | Immune                                                                           | No Bonus | No Bonus | Shaila                                                                           | 3                                                                                | Non votante                                                                      | Non votante                                                                      | Chiara                                   | 0                                        | Jessica                                   | 1                                         | Maxime                                                     | 0                                                          | Lorenzo                                 | 2                                       | Javier                                                | Javier                                                | Chiara                                                  | 3                                                       | Iago                                                  | Alfonso                                               | 1                                                     | Chiara                                                                               | 1                                                                                    | Giglio                                  | 0                                       | Jessica                                               | 0                                                     | Zeudi                                                 | 0                                                     | Non votante                                           | Chiara                                                | 1                                                     | Non salvata Chiara                                    | Giglio                                                | 3                                                     | Salvata                                               | Shaila                                                | 4                                                     | Shaila                                       | 2                                            | Eliminata (Giorno 179)                       | Eliminata (Giorno 179)                       | Eliminata (Giorno 179)                  | Eliminata (Giorno 179)                  | Eliminata (Giorno 179)                  | Eliminata (Giorno 179)                                     | Eliminata (Giorno 179)                                     | Eliminata (Giorno 179)                                     | Eliminata (Giorno 179)                                     | Eliminata (Giorno 179)                                                          | Eliminata (Giorno 179)                                                          | Eliminata (Giorno 179)                                                          | Eliminata (Giorno 179)                                                          | Eliminata (Giorno 179)                                                          | 26                          |
| Federico                        | Non in casa                                              | Non in casa                                              | Non in casa                                              | Non in casa                                                   | Non in casa                                                   | Non in casa                                              | Non in casa                                              | Non in casa                                              | Non in casa                                              | Non in casa                                              | Non in casa                                              | Non in casa                                              | Non in casa                                              | Non in casa                                              | Non in casa                                              | Non in casa                                              | Non in casa                                              | Non in casa                                              | Non in casa                                              | Non in casa                                              | Non in casa                                              | Non in casa                                       | Non in casa                                       | Non in casa                                       | Non in casa                                       | Non in casa                                       | Non in casa                                       | Non in casa                                       | Non in casa                                       | Non in casa                                       | Non in casa                                       | Non in casa                                       | Non in casa                                       | Non in casa                                       | Non in casa                                       | Non in casa                                       | Non in casa                                       | Non in casa                                       | Non in casa                                       | Non in casa                                       | Non in casa                                       | Non in casa                                           | Non in casa                                           | Non in casa                                           | Non in casa                                           | Non in casa                                       | Non in casa                                       | Non in casa                             | Non in casa                             | Non in casa                             | Non in casa                             | Non in casa                             | Non in casa                             | Non in casa                             | Non in casa                             | Non in casa                                                       | Non in casa                                                       | Non in casa                                                       | Non in casa                                                                      | Non in casa                                                                      | Non in casa                                                                      | Non in casa                                                                      | Non in casa                                                                      | Non in casa | Non in casa | Non in casa                                                                      | Non in casa                                                                      | Non in casa                                                                      | Non in casa                                                                      | Immune                                   | Immune                                   | Immune                                    | Immune                                    | Immune                                                     | Immune                                                     | Immune                                  | Immune                                  | Non votante                                           | Non votante                                           | Maria Teresa                                            | 0                                                       | Non votante                                           | Giglio                                                | 1                                                     | Chiara                                                                               | 1                                                                                    | Shaila                                  | 0                                       | Helena                                                | Helena                                                | Chiara                                                | 0                                                     | Non votante                                           | Mattia                                                | 0                                                     | Non salvato Mattia                                    | Chiara                                                | 2                                                     | Eliminato (Giorno 172)                                | Eliminato (Giorno 172)                                | Eliminato (Giorno 172)                                | Eliminato (Giorno 172)                       | Eliminato (Giorno 172)                       | Eliminato (Giorno 172)                       | Eliminato (Giorno 172)                       | Eliminato (Giorno 172)                  | Eliminato (Giorno 172)                  | Eliminato (Giorno 172)                  | Eliminato (Giorno 172)                                     | Eliminato (Giorno 172)                                     | Eliminato (Giorno 172)                                     | Eliminato (Giorno 172)                                     | Eliminato (Giorno 172)                                                          | Eliminato (Giorno 172)                                                          | Eliminato (Giorno 172)                                                          | Eliminato (Giorno 172)                                                          | Eliminato (Giorno 172)                                                          | 4                           |
| Mattia                          | Non in casa                                              | Non in casa                                              | Non in casa                                              | Non in casa                                                   | Non in casa                                                   | Non in casa                                              | Non in casa                                              | Non in casa                                              | Non in casa                                              | Non in casa                                              | Non in casa                                              | Non in casa                                              | Non in casa                                              | Non in casa                                              | Non in casa                                              | Non in casa                                              | Non in casa                                              | Non in casa                                              | Non in casa                                              | Non in casa                                              | Non in casa                                              | Non in casa                                       | Non in casa                                       | Non in casa                                       | Non in casa                                       | Non in casa                                       | Non in casa                                       | Non in casa                                       | Non in casa                                       | Non in casa                                       | Non in casa                                       | Non in casa                                       | Non in casa                                       | Non in casa                                       | Non in casa                                       | Non in casa                                       | Non in casa                                       | Non in casa                                       | Non in casa                                       | Non in casa                                       | Non in casa                                       | Non in casa                                           | Non in casa                                           | Non in casa                                           | Non in casa                                           | Non in casa                                       | Non in casa                                       | Non in casa                             | Non in casa                             | Non in casa                             | Non in casa                             | Non in casa                             | Non in casa                             | Non in casa                             | Non in casa                             | Non in casa                                                       | Non in casa                                                       | Non in casa                                                       | Non in casa                                                                      | Non in casa                                                                      | Non in casa                                                                      | Non in casa                                                                      | Non in casa                                                                      | Non in casa | Non in casa | Non in casa                                                                      | Non in casa                                                                      | Non in casa                                                                      | Non in casa                                                                      | Immune                                   | Immune                                   | Immune                                    | Immune                                    | Immune                                                     | Immune                                                     | Immune                                  | Immune                                  | Non votante                                           | Non votante                                           | Amanda                                                  | 0                                                       | Non votante                                           | Amanda                                                | 0                                                     | Chiara                                                                               | 0                                                                                    | Chiara                                  | 3                                       | Helena                                                | Helena                                                | Chiara                                                | 1                                                     | Non votante                                           | Chiara                                                | 2                                                     | Mariavittoria Nominato                                | Eliminato (Giorno 169)                                | Eliminato (Giorno 169)                                | Eliminato (Giorno 169)                                | Eliminato (Giorno 169)                                | Eliminato (Giorno 169)                                | Eliminato (Giorno 169)                       | Eliminato (Giorno 169)                       | Eliminato (Giorno 169)                       | Eliminato (Giorno 169)                       | Eliminato (Giorno 169)                  | Eliminato (Giorno 169)                  | Eliminato (Giorno 169)                  | Eliminato (Giorno 169)                                     | Eliminato (Giorno 169)                                     | Eliminato (Giorno 169)                                     | Eliminato (Giorno 169)                                     | Eliminato (Giorno 169)                                                          | Eliminato (Giorno 169)                                                          | Eliminato (Giorno 169)                                                          | Eliminato (Giorno 169)                                                          | Eliminato (Giorno 169)                                                          | 6                           |
| Maria Teresa                    | Non in casa                                              | Non in casa                                              | Non in casa                                              | Non in casa                                                   | Non in casa                                                   | Non in casa                                              | Non in casa                                              | Non in casa                                              | Non in casa                                              | Non in casa                                              | Non in casa                                              | Non in casa                                              | Non in casa                                              | Non in casa                                              | Non in casa                                              | Non in casa                                              | Non in casa                                              | Non in casa                                              | Non in casa                                              | Non in casa                                              | Non in casa                                              | Non in casa                                       | Non in casa                                       | Non in casa                                       | Non in casa                                       | Non in casa                                       | Non in casa                                       | Non in casa                                       | Non in casa                                       | Non in casa                                       | Non in casa                                       | Non in casa                                       | Non in casa                                       | Non in casa                                       | Non in casa                                       | Non in casa                                       | Non in casa                                       | Non in casa                                       | Non in casa                                       | Non in casa                                       | Non in casa                                       | Non in casa                                           | Non in casa                                           | Non in casa                                           | Non in casa                                           | Non in casa                                       | Non in casa                                       | Non in casa                             | Non in casa                             | Non in casa                             | Non in casa                             | Non in casa                             | Non in casa                             | Non in casa                             | Non in casa                             | Non in casa                                                       | Non in casa                                                       | Non in casa                                                       | Non in casa                                                                      | Non in casa                                                                      | Non in casa                                                                      | Non in casa                                                                      | Non in casa                                                                      | Non in casa | Non in casa | Non in casa                                                                      | Non in casa                                                                      | Non in casa                                                                      | Non in casa                                                                      | Immune                                   | Immune                                   | Immune                                    | Immune                                    | Immune                                                     | Immune                                                     | Immune                                  | Immune                                  | Non votante                                           | Non votante                                           | Maxime                                                  | 3                                                       | Salvata                                               | Federico                                              | 1                                                     | Maxime                                                                               | 3                                                                                    | Tommaso                                 | 0                                       | Non candidata                                         | 0                                                     | Zeudi                                                 | 2                                                     | Non votante                                           | Chiara                                                | 3                                                     | Eliminata (Giorno 169)                                | Eliminata (Giorno 169)                                | Eliminata (Giorno 169)                                | Eliminata (Giorno 169)                                | Eliminata (Giorno 169)                                | Eliminata (Giorno 169)                                | Eliminata (Giorno 169)                       | Eliminata (Giorno 169)                       | Eliminata (Giorno 169)                       | Eliminata (Giorno 169)                       | Eliminata (Giorno 169)                  | Eliminata (Giorno 169)                  | Eliminata (Giorno 169)                  | Eliminata (Giorno 169)                                     | Eliminata (Giorno 169)                                     | Eliminata (Giorno 169)                                     | Eliminata (Giorno 169)                                     | Eliminata (Giorno 169)                                                          | Eliminata (Giorno 169)                                                          | Eliminata (Giorno 169)                                                          | Eliminata (Giorno 169)                                                          | Eliminata (Giorno 169)                                                          | 12                          |
| Amanda                          | Non in casa                                              | Non in casa                                              | Non in casa                                              | Immune                                                        | Immune                                                        | Non votante                                              | Non votante                                              | Iago                                                     | 0                                                        | Shaila                                                   | 3                                                        | Iago                                                     | Iago                                                     | Tommaso                                                  | 1                                                        | Clayton                                                  | 5                                                        | Helena                                                   | 5                                                        | Helena                                                   | 2                                                        | Tommaso                                           | 3                                                 | Shaila                                            | 0                                                 | Federica                                          | 2                                                 | Clayton                                           | 1                                                 | Non votante                                       | Non votante                                       | Stefano                                           | 1                                                 | Non votante                                       | Non votante                                       | Federica                                          | 0                                                 | Yulia                                             | 3                                                 | Stefano                                           | 0                                                 | Zeudi                                                 | Zeudi                                                 | Non votante                                           | Non votante                                           | Shaila                                            | Shaila                                            | Shaila                                  | 0                                       | Non votante                             | Non votante                             | Shaila                                  | 0                                       | Shaila                                  | 6                                       | Bernardo                                                          | Pamela                                                            | Pamela                                                            | Immune                                                                           | Immune                                                                           | Immune                                                                           | Immune                                                                           | Immune                                                                           | No Bonus | No Bonus | Shaila                                                                           | 3                                                                                | Non votante                                                                      | Non votante                                                                      | Mariavittoria                            | 3                                        | Jessica                                   | 0                                         | Jessica                                                    | 2                                                          | Pamela                                  | 3                                       | Javier                                                | Javier                                                | Jessica                                                 | 3                                                       | Stefania                                              | Giglio                                                | 2                                                     | Shaila                                                                               | 1                                                                                    | Chiara                                  | 1                                       | Stefania                                              | 0                                                     | Tommaso                                               | 3                                                     | Eliminata (Giorno 165)                                | Eliminata (Giorno 165)                                | Eliminata (Giorno 165)                                | Eliminata (Giorno 165)                                | Eliminata (Giorno 165)                                | Eliminata (Giorno 165)                                | Eliminata (Giorno 165)                                | Eliminata (Giorno 165)                                | Eliminata (Giorno 165)                                | Eliminata (Giorno 165)                       | Eliminata (Giorno 165)                       | Eliminata (Giorno 165)                       | Eliminata (Giorno 165)                       | Eliminata (Giorno 165)                  | Eliminata (Giorno 165)                  | Eliminata (Giorno 165)                  | Eliminata (Giorno 165)                                     | Eliminata (Giorno 165)                                     | Eliminata (Giorno 165)                                     | Eliminata (Giorno 165)                                     | Eliminata (Giorno 165)                                                          | Eliminata (Giorno 165)                                                          | Eliminata (Giorno 165)                                                          | Eliminata (Giorno 165)                                                          | Eliminata (Giorno 165)                                                          | 53                          |
| Iago                            | Non in casa                                              | Non in casa                                              | Non in casa                                              | Immune                                                        | Immune                                                        | Non votante                                              | Non votante                                              | Helena                                                   | 3                                                        | Helena                                                   | 4                                                        | Ila                                                      | 4                                                        | Michael                                                  | 3                                                        | Yulia Amanda                                             | Yulia Amanda                                             | Lorenzo                                                  | Lorenzo                                                  | Helena                                                   | 2                                                        | Amanda                                            | Amanda                                            | Eliminato (Giorno 50)                             | Eliminato (Giorno 50)                             | Eliminato (Giorno 50)                             | Eliminato (Giorno 50)                             | Eliminato (Giorno 50)                             | Eliminato (Giorno 50)                             | Eliminato (Giorno 50)                             | Eliminato (Giorno 50)                             | Eliminato (Giorno 50)                             | Eliminato (Giorno 50)                             | Eliminato (Giorno 50)                             | Eliminato (Giorno 50)                             | Eliminato (Giorno 50)                             | Eliminato (Giorno 50)                             | Eliminato (Giorno 50)                             | Eliminato (Giorno 50)                             | Eliminato (Giorno 50)                             | Eliminato (Giorno 50)                             | Eliminato (Giorno 50)                                 | Eliminato (Giorno 50)                                 | Eliminato (Giorno 50)                                 | Eliminato (Giorno 50)                                 | Eliminato (Giorno 50)                             | Eliminato (Giorno 50)                             | Eliminato (Giorno 50)                   | Eliminato (Giorno 50)                   | Eliminato (Giorno 50)                   | Eliminato (Giorno 50)                   | Eliminato (Giorno 50)                   | Eliminato (Giorno 50)                   | Eliminato (Giorno 50)                   | Eliminato (Giorno 50)                   | Eliminato (Giorno 50)                                             | Eliminato (Giorno 50)                                             | Eliminato (Giorno 50)                                             | Nominato                                                                         | Nominato                                                                         | Nominato                                                                         | Nominato                                                                         | Nominato                                                                         | Ripescato | Ripescato | Non votante                                                                      | Non votante                                                                      | Lorenzo                                                                          | 2                                                                                | Lorenzo                                  | 1                                        | Giglio                                    | 3                                         | Eva                                                        | 6                                                          | Zeudi                                   | 2                                       | Non candidato                                         | 0                                                     | Chiara                                                  | 3                                                       | Maria Teresa                                          | Shaila                                                | 3                                                     | Giglio                                                                               | 2                                                                                    | Chiara                                  | 2                                       | Eliminato (Giorno 162)                                | Eliminato (Giorno 162)                                | Eliminato (Giorno 162)                                | Eliminato (Giorno 162)                                | Eliminato (Giorno 162)                                | Eliminato (Giorno 162)                                | Eliminato (Giorno 162)                                | Eliminato (Giorno 162)                                | Eliminato (Giorno 162)                                | Eliminato (Giorno 162)                                | Eliminato (Giorno 162)                                | Eliminato (Giorno 162)                                | Eliminato (Giorno 162)                                | Eliminato (Giorno 162)                       | Eliminato (Giorno 162)                       | Eliminato (Giorno 162)                       | Eliminato (Giorno 162)                       | Eliminato (Giorno 162)                  | Eliminato (Giorno 162)                  | Eliminato (Giorno 162)                  | Eliminato (Giorno 162)                                     | Eliminato (Giorno 162)                                     | Eliminato (Giorno 162)                                     | Eliminato (Giorno 162)                                     | Eliminato (Giorno 162)                                                          | Eliminato (Giorno 162)                                                          | Eliminato (Giorno 162)                                                          | Eliminato (Giorno 162)                                                          | Eliminato (Giorno 162)                                                          | 40                          |
| Maxime                          | Non in casa                                              | Non in casa                                              | Non in casa                                              | Non in casa                                                   | Non in casa                                                   | Non in casa                                              | Non in casa                                              | Non in casa                                              | Non in casa                                              | Non in casa                                              | Non in casa                                              | Non in casa                                              | Non in casa                                              | Non in casa                                              | Non in casa                                              | Non in casa                                              | Non in casa                                              | Non in casa                                              | Non in casa                                              | Non in casa                                              | Non in casa                                              | Non in casa                                       | Non in casa                                       | Non in casa                                       | Non in casa                                       | Non in casa                                       | Non in casa                                       | Non in casa                                       | Non in casa                                       | Non in casa                                       | Non in casa                                       | Non in casa                                       | Non in casa                                       | Non in casa                                       | Non in casa                                       | Non in casa                                       | Non in casa                                       | Non in casa                                       | Non in casa                                       | Non in casa                                       | Non in casa                                       | Immune                                                | Immune                                                | Immune                                                | Immune                                                | Immune                                            | Immune                                            | Non votante                             | Non votante                             | Bernardo                                | 1                                       | Zeudi                                   | 0                                       | Chiara                                  | 2                                       | Non salvato                                                       | Zeudi                                                             | Zeudi                                                             | Immune                                                                           | Immune                                                                           | Immune                                                                           | Immune                                                                           | Immune                                                                           | No Bonus | No Bonus | Non votante                                                                      | Non votante                                                                      | Iago                                                                             | 0                                                                                | Ilaria                                   | 1                                        | Ilaria                                    | 1                                         | Pamela                                                     | 2                                                          | Stefania                                | 1                                       | Non candidato                                         | 0                                                     | Maria Teresa                                            | 1                                                       | Amanda                                                | Maria Teresa                                          | 1                                                     | Maria Teresa                                                                         | 1                                                                                    | Eliminato (Giorno 158)                  | Eliminato (Giorno 158)                  | Eliminato (Giorno 158)                                | Eliminato (Giorno 158)                                | Eliminato (Giorno 158)                                | Eliminato (Giorno 158)                                | Eliminato (Giorno 158)                                | Eliminato (Giorno 158)                                | Eliminato (Giorno 158)                                | Eliminato (Giorno 158)                                | Eliminato (Giorno 158)                                | Eliminato (Giorno 158)                                | Eliminato (Giorno 158)                                | Eliminato (Giorno 158)                                | Eliminato (Giorno 158)                                | Eliminato (Giorno 158)                       | Eliminato (Giorno 158)                       | Eliminato (Giorno 158)                       | Eliminato (Giorno 158)                       | Eliminato (Giorno 158)                  | Eliminato (Giorno 158)                  | Eliminato (Giorno 158)                  | Eliminato (Giorno 158)                                     | Eliminato (Giorno 158)                                     | Eliminato (Giorno 158)                                     | Eliminato (Giorno 158)                                     | Eliminato (Giorno 158)                                                          | Eliminato (Giorno 158)                                                          | Eliminato (Giorno 158)                                                          | Eliminato (Giorno 158)                                                          | Eliminato (Giorno 158)                                                          | 11                          |
| Alfonso                         | Non in casa                                              | Non in casa                                              | Non in casa                                              | Non in casa                                                   | Non in casa                                                   | Non in casa                                              | Non in casa                                              | Non in casa                                              | Non in casa                                              | Non in casa                                              | Non in casa                                              | Non in casa                                              | Non in casa                                              | Non in casa                                              | Non in casa                                              | Non in casa                                              | Non in casa                                              | Non in casa                                              | Non in casa                                              | Non in casa                                              | Non in casa                                              | Non in casa                                       | Non in casa                                       | Immune                                            | Immune                                            | Immune                                            | Immune                                            | Clayton                                           | 2                                                 | Yulia                                             | 1                                                 | Non votante                                       | Non votante                                       | Stefano                                           | 1                                                 | Non votante                                       | Non votante                                       | Stefano                                           | Stefano                                           | Stefano                                           | 0                                                 | Non votante                                           | Non votante                                           | Emanuele                                              | Emanuele                                              | Bernardo                                          | 0                                                 | Helena                                  | Helena                                  | Non votante                             | Non votante                             | Tommaso                                 | 0                                       | Mariavittoria                           | 1                                       | Javier                                                            | Stefania                                                          | 2                                                                 | Immune                                                                           | Immune                                                                           | Immune                                                                           | Immune                                                                           | Immune                                                                           | No Bonus | No Bonus | Non votante                                                                      | Non votante                                                                      | Iago                                                                             | 0                                                                                | Helena                                   | 0                                        | Helena                                    | 0                                         | Iago                                                       | 0                                                          | Stefania                                | 0                                       | Lorenzo                                               | 2                                                     | Stefania                                                | 0                                                       | Non votante                                           | Mariavittoria                                         | 3                                                     | Eliminato (Giorno 155)                                                               | Eliminato (Giorno 155)                                                               | Eliminato (Giorno 155)                  | Eliminato (Giorno 155)                  | Eliminato (Giorno 155)                                | Eliminato (Giorno 155)                                | Eliminato (Giorno 155)                                | Eliminato (Giorno 155)                                | Eliminato (Giorno 155)                                | Eliminato (Giorno 155)                                | Eliminato (Giorno 155)                                | Eliminato (Giorno 155)                                | Eliminato (Giorno 155)                                | Eliminato (Giorno 155)                                | Eliminato (Giorno 155)                                | Eliminato (Giorno 155)                                | Eliminato (Giorno 155)                                | Eliminato (Giorno 155)                       | Eliminato (Giorno 155)                       | Eliminato (Giorno 155)                       | Eliminato (Giorno 155)                       | Eliminato (Giorno 155)                  | Eliminato (Giorno 155)                  | Eliminato (Giorno 155)                  | Eliminato (Giorno 155)                                     | Eliminato (Giorno 155)                                     | Eliminato (Giorno 155)                                     | Eliminato (Giorno 155)                                     | Eliminato (Giorno 155)                                                          | Eliminato (Giorno 155)                                                          | Eliminato (Giorno 155)                                                          | Eliminato (Giorno 155)                                                          | Eliminato (Giorno 155)                                                          | 12                          |
| Pamela                          | Partecipante in trio con Eleonora e Ilaria (Giorno 1-43) | Partecipante in trio con Eleonora e Ilaria (Giorno 1-43) | Partecipante in trio con Eleonora e Ilaria (Giorno 1-43) | Partecipante in trio con Eleonora e Ilaria (Giorno 1-43)      | Partecipante in trio con Eleonora e Ilaria (Giorno 1-43)      | Partecipante in trio con Eleonora e Ilaria (Giorno 1-43) | Partecipante in trio con Eleonora e Ilaria (Giorno 1-43) | Partecipante in trio con Eleonora e Ilaria (Giorno 1-43) | Partecipante in trio con Eleonora e Ilaria (Giorno 1-43) | Partecipante in trio con Eleonora e Ilaria (Giorno 1-43) | Partecipante in trio con Eleonora e Ilaria (Giorno 1-43) | Partecipante in trio con Eleonora e Ilaria (Giorno 1-43) | Partecipante in trio con Eleonora e Ilaria (Giorno 1-43) | Partecipante in trio con Eleonora e Ilaria (Giorno 1-43) | Partecipante in trio con Eleonora e Ilaria (Giorno 1-43) | Partecipante in trio con Eleonora e Ilaria (Giorno 1-43) | Partecipante in trio con Eleonora e Ilaria (Giorno 1-43) | Partecipante in trio con Eleonora e Ilaria (Giorno 1-43) | Partecipante in trio con Eleonora e Ilaria (Giorno 1-43) | Partecipante in trio con Eleonora e Ilaria (Giorno 1-43) | Partecipante in trio con Eleonora e Ilaria (Giorno 1-43) | Partecipante in coppia con Ilaria (Giorno 43-106) | Partecipante in coppia con Ilaria (Giorno 43-106) | Partecipante in coppia con Ilaria (Giorno 43-106) | Partecipante in coppia con Ilaria (Giorno 43-106) | Partecipante in coppia con Ilaria (Giorno 43-106) | Partecipante in coppia con Ilaria (Giorno 43-106) | Partecipante in coppia con Ilaria (Giorno 43-106) | Partecipante in coppia con Ilaria (Giorno 43-106) | Partecipante in coppia con Ilaria (Giorno 43-106) | Partecipante in coppia con Ilaria (Giorno 43-106) | Partecipante in coppia con Ilaria (Giorno 43-106) | Partecipante in coppia con Ilaria (Giorno 43-106) | Partecipante in coppia con Ilaria (Giorno 43-106) | Partecipante in coppia con Ilaria (Giorno 43-106) | Partecipante in coppia con Ilaria (Giorno 43-106) | Partecipante in coppia con Ilaria (Giorno 43-106) | Partecipante in coppia con Ilaria (Giorno 43-106) | Partecipante in coppia con Ilaria (Giorno 43-106) | Partecipante in coppia con Ilaria (Giorno 43-106) | Partecipante in coppia con Ilaria (Giorno 43-106) | Partecipante in coppia con Ilaria (Giorno 43-106)     | Partecipante in coppia con Ilaria (Giorno 43-106)     | Partecipante in coppia con Ilaria (Giorno 43-106)     | Partecipante in coppia con Ilaria (Giorno 43-106)     | Partecipante in coppia con Ilaria (Giorno 43-106) | Partecipante in coppia con Ilaria (Giorno 43-106) | Ritirata (Giorno 106)                   | Ritirata (Giorno 106)                   | Ritirata (Giorno 106)                   | Ritirata (Giorno 106)                   | Immune                                  | Immune                                  | Amanda                                  | Amanda                                  | Eva                                                               | Emanuele                                                          | 2                                                                 | Immune                                                                           | Immune                                                                           | Immune                                                                           | Immune                                                                           | Immune                                                                           | No Bonus | No Bonus | Amanda                                                                           | 0                                                                                | Non votante                                                                      | Non votante                                                                      | Amanda                                   | 0                                        | Zeudi                                     | 0                                         | Iago                                                       | 1                                                          | Amanda                                  | 2                                       | Non in casa                                           | Non in casa                                           | Non in casa                                             | Non in casa                                             | Ritirata (Giorno 151)                                 | Ritirata (Giorno 151)                                 | Ritirata (Giorno 151)                                 | Ritirata (Giorno 151)                                                                | Ritirata (Giorno 151)                                                                | Ritirata (Giorno 151)                   | Ritirata (Giorno 151)                   | Ritirata (Giorno 151)                                 | Ritirata (Giorno 151)                                 | Ritirata (Giorno 151)                                 | Ritirata (Giorno 151)                                 | Ritirata (Giorno 151)                                 | Ritirata (Giorno 151)                                 | Ritirata (Giorno 151)                                 | Ritirata (Giorno 151)                                 | Ritirata (Giorno 151)                                 | Ritirata (Giorno 151)                                 | Ritirata (Giorno 151)                                 | Ritirata (Giorno 151)                                 | Ritirata (Giorno 151)                                 | Ritirata (Giorno 151)                        | Ritirata (Giorno 151)                        | Ritirata (Giorno 151)                        | Ritirata (Giorno 151)                        | Ritirata (Giorno 151)                   | Ritirata (Giorno 151)                   | Ritirata (Giorno 151)                   | Ritirata (Giorno 151)                                      | Ritirata (Giorno 151)                                      | Ritirata (Giorno 151)                                      | Ritirata (Giorno 151)                                      | Ritirata (Giorno 151)                                                           | Ritirata (Giorno 151)                                                           | Ritirata (Giorno 151)                                                           | Ritirata (Giorno 151)                                                           | Ritirata (Giorno 151)                                                           | 8                           |
| Eva                             | Non in casa                                              | Non in casa                                              | Non in casa                                              | Non in casa                                                   | Non in casa                                                   | Non in casa                                              | Non in casa                                              | Non in casa                                              | Non in casa                                              | Non in casa                                              | Non in casa                                              | Non in casa                                              | Non in casa                                              | Non in casa                                              | Non in casa                                              | Non in casa                                              | Non in casa                                              | Non in casa                                              | Non in casa                                              | Non in casa                                              | Non in casa                                              | Non in casa                                       | Non in casa                                       | Non in casa                                       | Non in casa                                       | Non in casa                                       | Non in casa                                       | Non in casa                                       | Non in casa                                       | Non in casa                                       | Non in casa                                       | Non in casa                                       | Non in casa                                       | Non in casa                                       | Non in casa                                       | Non in casa                                       | Non in casa                                       | Non in casa                                       | Non in casa                                       | Non in casa                                       | Non in casa                                       | Immune                                                | Immune                                                | Immune                                                | Immune                                                | Immune                                            | Immune                                            | Non votante                             | Non votante                             | Emanuele                                | 0                                       | Luca                                    | 1                                       | Bernardo                                | 0                                       | Alfonso                                                           | Emanuele                                                          | 2                                                                 | Nominata                                                                         | Nominata                                                                         | Nominata                                                                         | Nominata                                                                         | Nominata                                                                         | Ripescata | Ripescata | Chiara                                                                           | 1                                                                                | Non votante                                                                      | Non votante                                                                      | Bernardo                                 | 3                                        | Emanuele                                  | 1                                         | Iago                                                       | 1                                                          | Eliminata (Giorno 144)                  | Eliminata (Giorno 144)                  | Eliminata (Giorno 144)                                | Eliminata (Giorno 144)                                | Eliminata (Giorno 144)                                  | Eliminata (Giorno 144)                                  | Eliminata (Giorno 144)                                | Eliminata (Giorno 144)                                | Eliminata (Giorno 144)                                | Eliminata (Giorno 144)                                                               | Eliminata (Giorno 144)                                                               | Eliminata (Giorno 144)                  | Eliminata (Giorno 144)                  | Eliminata (Giorno 144)                                | Eliminata (Giorno 144)                                | Eliminata (Giorno 144)                                | Eliminata (Giorno 144)                                | Eliminata (Giorno 144)                                | Eliminata (Giorno 144)                                | Eliminata (Giorno 144)                                | Eliminata (Giorno 144)                                | Eliminata (Giorno 144)                                | Eliminata (Giorno 144)                                | Eliminata (Giorno 144)                                | Eliminata (Giorno 144)                                | Eliminata (Giorno 144)                                | Eliminata (Giorno 144)                       | Eliminata (Giorno 144)                       | Eliminata (Giorno 144)                       | Eliminata (Giorno 144)                       | Eliminata (Giorno 144)                  | Eliminata (Giorno 144)                  | Eliminata (Giorno 144)                  | Eliminata (Giorno 144)                                     | Eliminata (Giorno 144)                                     | Eliminata (Giorno 144)                                     | Eliminata (Giorno 144)                                     | Eliminata (Giorno 144)                                                          | Eliminata (Giorno 144)                                                          | Eliminata (Giorno 144)                                                          | Eliminata (Giorno 144)                                                          | Eliminata (Giorno 144)                                                          | 8                           |
| Ilaria                          | Partecipante in trio con Eleonora e Pamela (Giorno 1-43) | Partecipante in trio con Eleonora e Pamela (Giorno 1-43) | Partecipante in trio con Eleonora e Pamela (Giorno 1-43) | Partecipante in trio con Eleonora e Pamela (Giorno 1-43)      | Partecipante in trio con Eleonora e Pamela (Giorno 1-43)      | Partecipante in trio con Eleonora e Pamela (Giorno 1-43) | Partecipante in trio con Eleonora e Pamela (Giorno 1-43) | Partecipante in trio con Eleonora e Pamela (Giorno 1-43) | Partecipante in trio con Eleonora e Pamela (Giorno 1-43) | Partecipante in trio con Eleonora e Pamela (Giorno 1-43) | Partecipante in trio con Eleonora e Pamela (Giorno 1-43) | Partecipante in trio con Eleonora e Pamela (Giorno 1-43) | Partecipante in trio con Eleonora e Pamela (Giorno 1-43) | Partecipante in trio con Eleonora e Pamela (Giorno 1-43) | Partecipante in trio con Eleonora e Pamela (Giorno 1-43) | Partecipante in trio con Eleonora e Pamela (Giorno 1-43) | Partecipante in trio con Eleonora e Pamela (Giorno 1-43) | Partecipante in trio con Eleonora e Pamela (Giorno 1-43) | Partecipante in trio con Eleonora e Pamela (Giorno 1-43) | Partecipante in trio con Eleonora e Pamela (Giorno 1-43) | Partecipante in trio con Eleonora e Pamela (Giorno 1-43) | Partecipante in coppia con Pamela (Giorno 43-106) | Partecipante in coppia con Pamela (Giorno 43-106) | Partecipante in coppia con Pamela (Giorno 43-106) | Partecipante in coppia con Pamela (Giorno 43-106) | Partecipante in coppia con Pamela (Giorno 43-106) | Partecipante in coppia con Pamela (Giorno 43-106) | Partecipante in coppia con Pamela (Giorno 43-106) | Partecipante in coppia con Pamela (Giorno 43-106) | Partecipante in coppia con Pamela (Giorno 43-106) | Partecipante in coppia con Pamela (Giorno 43-106) | Partecipante in coppia con Pamela (Giorno 43-106) | Partecipante in coppia con Pamela (Giorno 43-106) | Partecipante in coppia con Pamela (Giorno 43-106) | Partecipante in coppia con Pamela (Giorno 43-106) | Partecipante in coppia con Pamela (Giorno 43-106) | Partecipante in coppia con Pamela (Giorno 43-106) | Partecipante in coppia con Pamela (Giorno 43-106) | Partecipante in coppia con Pamela (Giorno 43-106) | Partecipante in coppia con Pamela (Giorno 43-106) | Partecipante in coppia con Pamela (Giorno 43-106) | Partecipante in coppia con Pamela (Giorno 43-106)     | Partecipante in coppia con Pamela (Giorno 43-106)     | Partecipante in coppia con Pamela (Giorno 43-106)     | Partecipante in coppia con Pamela (Giorno 43-106)     | Partecipante in coppia con Pamela (Giorno 43-106) | Partecipante in coppia con Pamela (Giorno 43-106) | Luca                                    | 1                                       | Non votante                             | Non votante                             | Nominata                                | Nominata                                | Amanda                                  | 1                                       | Pamela                                                            | Emanuele                                                          | 0                                                                 | Immune                                                                           | Immune                                                                           | Immune                                                                           | Immune                                                                           | Immune                                                                           | No Bonus | No Bonus | Stefania                                                                         | 1                                                                                | Non votante                                                                      | Non votante                                                                      | Maxime                                   | 2                                        | Maxime                                    | 3                                         | Ritirata (Giorno 141)                                      | Ritirata (Giorno 141)                                      | Ritirata (Giorno 141)                   | Ritirata (Giorno 141)                   | Ritirata (Giorno 141)                                 | Ritirata (Giorno 141)                                 | Ritirata (Giorno 141)                                   | Ritirata (Giorno 141)                                   | Ritirata (Giorno 141)                                 | Ritirata (Giorno 141)                                 | Ritirata (Giorno 141)                                 | Ritirata (Giorno 141)                                                                | Ritirata (Giorno 141)                                                                | Ritirata (Giorno 141)                   | Ritirata (Giorno 141)                   | Ritirata (Giorno 141)                                 | Ritirata (Giorno 141)                                 | Ritirata (Giorno 141)                                 | Ritirata (Giorno 141)                                 | Ritirata (Giorno 141)                                 | Ritirata (Giorno 141)                                 | Ritirata (Giorno 141)                                 | Ritirata (Giorno 141)                                 | Ritirata (Giorno 141)                                 | Ritirata (Giorno 141)                                 | Ritirata (Giorno 141)                                 | Ritirata (Giorno 141)                                 | Ritirata (Giorno 141)                                 | Ritirata (Giorno 141)                        | Ritirata (Giorno 141)                        | Ritirata (Giorno 141)                        | Ritirata (Giorno 141)                        | Ritirata (Giorno 141)                   | Ritirata (Giorno 141)                   | Ritirata (Giorno 141)                   | Ritirata (Giorno 141)                                      | Ritirata (Giorno 141)                                      | Ritirata (Giorno 141)                                      | Ritirata (Giorno 141)                                      | Ritirata (Giorno 141)                                                           | Ritirata (Giorno 141)                                                           | Ritirata (Giorno 141)                                                           | Ritirata (Giorno 141)                                                           | Ritirata (Giorno 141)                                                           | 11                          |
| Emanuele                        | Non in casa                                              | Non in casa                                              | Non in casa                                              | Non in casa                                                   | Non in casa                                                   | Non in casa                                              | Non in casa                                              | Non in casa                                              | Non in casa                                              | Non in casa                                              | Non in casa                                              | Non in casa                                              | Non in casa                                              | Non in casa                                              | Non in casa                                              | Non in casa                                              | Non in casa                                              | Non in casa                                              | Non in casa                                              | Non in casa                                              | Non in casa                                              | Non in casa                                       | Non in casa                                       | Non in casa                                       | Non in casa                                       | Non in casa                                       | Non in casa                                       | Non in casa                                       | Non in casa                                       | Non in casa                                       | Non in casa                                       | Non in casa                                       | Non in casa                                       | Non in casa                                       | Non in casa                                       | Non in casa                                       | Non in casa                                       | Immune                                            | Immune                                            | Immune                                            | Immune                                            | Non votante                                           | Non votante                                           | Tommaso                                               | 4                                                     | Zeudi                                             | Zeudi                                             | Non votante                             | Non votante                             | Stefania                                | 1                                       | Eva                                     | 1                                       | Amanda                                  | 1                                       | Chiara                                                            | Zeudi                                                             | 5                                                                 | Immune                                                                           | Immune                                                                           | Immune                                                                           | Immune                                                                           | Immune                                                                           | No Bonus | No Bonus | Non votante                                                                      | Non votante                                                                      | Lorenzo                                                                          | 0                                                                                | Ilaria                                   | 0                                        | Ilaria                                    | 3                                         | Eliminato (Giorno 141)                                     | Eliminato (Giorno 141)                                     | Eliminato (Giorno 141)                  | Eliminato (Giorno 141)                  | Eliminato (Giorno 141)                                | Eliminato (Giorno 141)                                | Eliminato (Giorno 141)                                  | Eliminato (Giorno 141)                                  | Eliminato (Giorno 141)                                | Eliminato (Giorno 141)                                | Eliminato (Giorno 141)                                | Eliminato (Giorno 141)                                                               | Eliminato (Giorno 141)                                                               | Eliminato (Giorno 141)                  | Eliminato (Giorno 141)                  | Eliminato (Giorno 141)                                | Eliminato (Giorno 141)                                | Eliminato (Giorno 141)                                | Eliminato (Giorno 141)                                | Eliminato (Giorno 141)                                | Eliminato (Giorno 141)                                | Eliminato (Giorno 141)                                | Eliminato (Giorno 141)                                | Eliminato (Giorno 141)                                | Eliminato (Giorno 141)                                | Eliminato (Giorno 141)                                | Eliminato (Giorno 141)                                | Eliminato (Giorno 141)                                | Eliminato (Giorno 141)                       | Eliminato (Giorno 141)                       | Eliminato (Giorno 141)                       | Eliminato (Giorno 141)                       | Eliminato (Giorno 141)                  | Eliminato (Giorno 141)                  | Eliminato (Giorno 141)                  | Eliminato (Giorno 141)                                     | Eliminato (Giorno 141)                                     | Eliminato (Giorno 141)                                     | Eliminato (Giorno 141)                                     | Eliminato (Giorno 141)                                                          | Eliminato (Giorno 141)                                                          | Eliminato (Giorno 141)                                                          | Eliminato (Giorno 141)                                                          | Eliminato (Giorno 141)                                                          | 15                          |
| Bernardo                        | Non in casa                                              | Non in casa                                              | Non in casa                                              | Non in casa                                                   | Non in casa                                                   | Non in casa                                              | Non in casa                                              | Non in casa                                              | Non in casa                                              | Non in casa                                              | Non in casa                                              | Non in casa                                              | Non in casa                                              | Non in casa                                              | Non in casa                                              | Non in casa                                              | Non in casa                                              | Non in casa                                              | Non in casa                                              | Non in casa                                              | Non in casa                                              | Non in casa                                       | Non in casa                                       | Non in casa                                       | Non in casa                                       | Non in casa                                       | Non in casa                                       | Non in casa                                       | Non in casa                                       | Non in casa                                       | Non in casa                                       | Non in casa                                       | Non in casa                                       | Non in casa                                       | Non in casa                                       | Non in casa                                       | Non in casa                                       | Immune                                            | Immune                                            | Immune                                            | Immune                                            | Non votante                                           | Non votante                                           | Emanuele                                              | 1                                                     | Luca                                              | 4                                                 | Non votante                             | Non votante                             | Stefania                                | 2                                       | Tommaso                                 | 1                                       | Amanda                                  | 2                                       | Nominato Shaila                                                   | Eva                                                               | Eva                                                               | Immune                                                                           | Immune                                                                           | Immune                                                                           | Immune                                                                           | Immune                                                                           | No Bonus | No Bonus | Non votante                                                                      | Non votante                                                                      | Lorenzo                                                                          | 0                                                                                | Eva                                      | 2                                        | Eliminato (Giorno 137)                    | Eliminato (Giorno 137)                    | Eliminato (Giorno 137)                                     | Eliminato (Giorno 137)                                     | Eliminato (Giorno 137)                  | Eliminato (Giorno 137)                  | Eliminato (Giorno 137)                                | Eliminato (Giorno 137)                                | Eliminato (Giorno 137)                                  | Eliminato (Giorno 137)                                  | Eliminato (Giorno 137)                                | Eliminato (Giorno 137)                                | Eliminato (Giorno 137)                                | Eliminato (Giorno 137)                                                               | Eliminato (Giorno 137)                                                               | Eliminato (Giorno 137)                  | Eliminato (Giorno 137)                  | Eliminato (Giorno 137)                                | Eliminato (Giorno 137)                                | Eliminato (Giorno 137)                                | Eliminato (Giorno 137)                                | Eliminato (Giorno 137)                                | Eliminato (Giorno 137)                                | Eliminato (Giorno 137)                                | Eliminato (Giorno 137)                                | Eliminato (Giorno 137)                                | Eliminato (Giorno 137)                                | Eliminato (Giorno 137)                                | Eliminato (Giorno 137)                                | Eliminato (Giorno 137)                                | Eliminato (Giorno 137)                       | Eliminato (Giorno 137)                       | Eliminato (Giorno 137)                       | Eliminato (Giorno 137)                       | Eliminato (Giorno 137)                  | Eliminato (Giorno 137)                  | Eliminato (Giorno 137)                  | Eliminato (Giorno 137)                                     | Eliminato (Giorno 137)                                     | Eliminato (Giorno 137)                                     | Eliminato (Giorno 137)                                     | Eliminato (Giorno 137)                                                          | Eliminato (Giorno 137)                                                          | Eliminato (Giorno 137)                                                          | Eliminato (Giorno 137)                                                          | Eliminato (Giorno 137)                                                          | 12                          |
| Luca                            | Salvato                                                  | 0                                                        | Salvato                                                  | Giglio                                                        | 1                                                             | Yulia                                                    | 1                                                        | Non votante                                              | Non votante                                              | Helena                                                   | Helena                                                   | Michael                                                  | 0                                                        | Clayton                                                  | Clayton                                                  | Amanda                                                   | 1                                                        | Lorenzo                                                  | 0                                                        | Helena                                                   | 0                                                        | Clayton                                           | Clayton                                           | Clayton                                           | Clayton                                           | Federica                                          | 2                                                 | Lorenzo                                           | Lorenzo                                           | Non votante                                       | Non votante                                       | Stefano                                           | 1                                                 | Non votante                                       | Non votante                                       | Giglio                                            | 0                                                 | Federica                                          | 3                                                 | Helena                                            | 0                                                 | Non votante                                           | Non votante                                           | Emanuele                                              | Emanuele                                              | Bernardo                                          | 2                                                 | Lorenzo                                 | 1                                       | Non votante                             | Non votante                             | Shaila                                  | 4                                       | Ilaria                                  | Ilaria                                  | Immune                                                            | Pamela                                                            | Pamela                                                            | Immune                                                                           | Immune                                                                           | Immune                                                                           | Immune                                                                           | Immune                                                                           | No Bonus | No Bonus | Non votante                                                                      | Non votante                                                                      | Lorenzo                                                                          | 3                                                                                | Eliminato (Giorno 134)                   | Eliminato (Giorno 134)                   | Eliminato (Giorno 134)                    | Eliminato (Giorno 134)                    | Eliminato (Giorno 134)                                     | Eliminato (Giorno 134)                                     | Eliminato (Giorno 134)                  | Eliminato (Giorno 134)                  | Eliminato (Giorno 134)                                | Eliminato (Giorno 134)                                | Eliminato (Giorno 134)                                  | Eliminato (Giorno 134)                                  | Eliminato (Giorno 134)                                | Eliminato (Giorno 134)                                | Eliminato (Giorno 134)                                | Eliminato (Giorno 134)                                                               | Eliminato (Giorno 134)                                                               | Eliminato (Giorno 134)                  | Eliminato (Giorno 134)                  | Eliminato (Giorno 134)                                | Eliminato (Giorno 134)                                | Eliminato (Giorno 134)                                | Eliminato (Giorno 134)                                | Eliminato (Giorno 134)                                | Eliminato (Giorno 134)                                | Eliminato (Giorno 134)                                | Eliminato (Giorno 134)                                | Eliminato (Giorno 134)                                | Eliminato (Giorno 134)                                | Eliminato (Giorno 134)                                | Eliminato (Giorno 134)                                | Eliminato (Giorno 134)                                | Eliminato (Giorno 134)                       | Eliminato (Giorno 134)                       | Eliminato (Giorno 134)                       | Eliminato (Giorno 134)                       | Eliminato (Giorno 134)                  | Eliminato (Giorno 134)                  | Eliminato (Giorno 134)                  | Eliminato (Giorno 134)                                     | Eliminato (Giorno 134)                                     | Eliminato (Giorno 134)                                     | Eliminato (Giorno 134)                                     | Eliminato (Giorno 134)                                                          | Eliminato (Giorno 134)                                                          | Eliminato (Giorno 134)                                                          | Eliminato (Giorno 134)                                                          | Eliminato (Giorno 134)                                                          | 19                          |
| Le Monsè                        | Non in casa                                              | Non in casa                                              | Non in casa                                              | Non in casa                                                   | Non in casa                                                   | Non in casa                                              | Non in casa                                              | Non in casa                                              | Non in casa                                              | Non in casa                                              | Non in casa                                              | Non in casa                                              | Non in casa                                              | Non in casa                                              | Non in casa                                              | Non in casa                                              | Non in casa                                              | Non in casa                                              | Non in casa                                              | Non in casa                                              | Non in casa                                              | Non in casa                                       | Non in casa                                       | Non in casa                                       | Non in casa                                       | Non in casa                                       | Non in casa                                       | Non in casa                                       | Non in casa                                       | Non in casa                                       | Non in casa                                       | Non in casa                                       | Non in casa                                       | Non in casa                                       | Non in casa                                       | Non in casa                                       | Non in casa                                       | Immuni                                            | Immuni                                            | Immuni                                            | Immuni                                            | Helena                                                | 0                                                     | Non votanti                                           | Non votanti                                           | Tommaso                                           | 3                                                 | Eliminate (Giorno 106)                  | Eliminate (Giorno 106)                  | Eliminate (Giorno 106)                  | Eliminate (Giorno 106)                  | Eliminate (Giorno 106)                  | Eliminate (Giorno 106)                  | Eliminate (Giorno 106)                  | Eliminate (Giorno 106)                  | Eliminate (Giorno 106)                                            | Eliminate (Giorno 106)                                            | Eliminate (Giorno 106)                                            | Nominate                                                                         | Nominate                                                                         | Nominate                                                                         | Eliminate (Giorno 106)                                                           | Eliminate (Giorno 106)                                                           | Eliminate (Giorno 106) | Eliminate (Giorno 106) | Eliminate (Giorno 106)                                                           | Eliminate (Giorno 106)                                                           | Eliminate (Giorno 106)                                                           | Eliminate (Giorno 106)                                                           | Eliminate (Giorno 106)                   | Eliminate (Giorno 106)                   | Eliminate (Giorno 106)                    | Eliminate (Giorno 106)                    | Eliminate (Giorno 106)                                     | Eliminate (Giorno 106)                                     | Eliminate (Giorno 106)                  | Eliminate (Giorno 106)                  | Eliminate (Giorno 106)                                | Eliminate (Giorno 106)                                | Eliminate (Giorno 106)                                  | Eliminate (Giorno 106)                                  | Eliminate (Giorno 106)                                | Eliminate (Giorno 106)                                | Eliminate (Giorno 106)                                | Eliminate (Giorno 106)                                                               | Eliminate (Giorno 106)                                                               | Eliminate (Giorno 106)                  | Eliminate (Giorno 106)                  | Eliminate (Giorno 106)                                | Eliminate (Giorno 106)                                | Eliminate (Giorno 106)                                | Eliminate (Giorno 106)                                | Eliminate (Giorno 106)                                | Eliminate (Giorno 106)                                | Eliminate (Giorno 106)                                | Eliminate (Giorno 106)                                | Eliminate (Giorno 106)                                | Eliminate (Giorno 106)                                | Eliminate (Giorno 106)                                | Eliminate (Giorno 106)                                | Eliminate (Giorno 106)                                | Eliminate (Giorno 106)                       | Eliminate (Giorno 106)                       | Eliminate (Giorno 106)                       | Eliminate (Giorno 106)                       | Eliminate (Giorno 106)                  | Eliminate (Giorno 106)                  | Eliminate (Giorno 106)                  | Eliminate (Giorno 106)                                     | Eliminate (Giorno 106)                                     | Eliminate (Giorno 106)                                     | Eliminate (Giorno 106)                                     | Eliminate (Giorno 106)                                                          | Eliminate (Giorno 106)                                                          | Eliminate (Giorno 106)                                                          | Eliminate (Giorno 106)                                                          | Eliminate (Giorno 106)                                                          | 3                           |
| Ilaria-Pamela                   | Partecipanti in trio con Eleonora (Giorno 1-43)          | Partecipanti in trio con Eleonora (Giorno 1-43)          | Partecipanti in trio con Eleonora (Giorno 1-43)          | Partecipanti in trio con Eleonora (Giorno 1-43)               | Partecipanti in trio con Eleonora (Giorno 1-43)               | Partecipanti in trio con Eleonora (Giorno 1-43)          | Partecipanti in trio con Eleonora (Giorno 1-43)          | Partecipanti in trio con Eleonora (Giorno 1-43)          | Partecipanti in trio con Eleonora (Giorno 1-43)          | Partecipanti in trio con Eleonora (Giorno 1-43)          | Partecipanti in trio con Eleonora (Giorno 1-43)          | Partecipanti in trio con Eleonora (Giorno 1-43)          | Partecipanti in trio con Eleonora (Giorno 1-43)          | Partecipanti in trio con Eleonora (Giorno 1-43)          | Partecipanti in trio con Eleonora (Giorno 1-43)          | Partecipanti in trio con Eleonora (Giorno 1-43)          | Partecipanti in trio con Eleonora (Giorno 1-43)          | Partecipanti in trio con Eleonora (Giorno 1-43)          | Partecipanti in trio con Eleonora (Giorno 1-43)          | Partecipanti in trio con Eleonora (Giorno 1-43)          | Partecipanti in trio con Eleonora (Giorno 1-43)          | Clayton                                           | 0                                                 | Clayton                                           | 0                                                 | Federica                                          | 0                                                 | Clayton                                           | 0                                                 | Non votanti                                       | Non votanti                                       | Helena                                            | 0                                                 | Non votanti                                       | Non votanti                                       | Tommaso                                           | 1                                                 | Stefano                                           | 0                                                 | Tommaso                                           | 1                                                 | Helena                                                | 0                                                     | Non votanti                                           | Non votanti                                           | Le Monsè                                          | Le Monsè                                          | Partecipanti singolarmente (Giorno 106) | Partecipanti singolarmente (Giorno 106) | Partecipanti singolarmente (Giorno 106) | Partecipanti singolarmente (Giorno 106) | Partecipanti singolarmente (Giorno 106) | Partecipanti singolarmente (Giorno 106) | Partecipanti singolarmente (Giorno 106) | Partecipanti singolarmente (Giorno 106) | Partecipanti singolarmente (Giorno 106)                           | Partecipanti singolarmente (Giorno 106)                           | Partecipanti singolarmente (Giorno 106)                           | Partecipanti singolarmente (Giorno 106)                                          | Partecipanti singolarmente (Giorno 106)                                          | Partecipanti singolarmente (Giorno 106)                                          | Partecipanti singolarmente (Giorno 106)                                          | Partecipanti singolarmente (Giorno 106)                                          | Partecipanti singolarmente (Giorno 106)                                                                                             | Partecipanti singolarmente (Giorno 106)                                                                                             | Partecipanti singolarmente (Giorno 106)                                          | Partecipanti singolarmente (Giorno 106)                                          | Partecipanti singolarmente (Giorno 106)                                          | Partecipanti singolarmente (Giorno 106)                                          | Partecipanti singolarmente (Giorno 106)  | Partecipanti singolarmente (Giorno 106)  | Partecipanti singolarmente (Giorno 106)   | Partecipanti singolarmente (Giorno 106)   | Partecipanti singolarmente (Giorno 106)                    | Partecipanti singolarmente (Giorno 106)                    | Partecipanti singolarmente (Giorno 106) | Partecipanti singolarmente (Giorno 106) | Partecipanti singolarmente (Giorno 106)               | Partecipanti singolarmente (Giorno 106)               | Partecipanti singolarmente (Giorno 106)                 | Partecipanti singolarmente (Giorno 106)                 | Partecipanti singolarmente (Giorno 106)               | Partecipanti singolarmente (Giorno 106)               | Partecipanti singolarmente (Giorno 106)               | Partecipanti singolarmente (Giorno 106)                                              | Partecipanti singolarmente (Giorno 106)                                              | Partecipanti singolarmente (Giorno 106) | Partecipanti singolarmente (Giorno 106) | Partecipanti singolarmente (Giorno 106)               | Partecipanti singolarmente (Giorno 106)               | Partecipanti singolarmente (Giorno 106)               | Partecipanti singolarmente (Giorno 106)               | Partecipanti singolarmente (Giorno 106)               | Partecipanti singolarmente (Giorno 106)               | Partecipanti singolarmente (Giorno 106)               | Partecipanti singolarmente (Giorno 106)               | Partecipanti singolarmente (Giorno 106)               | Partecipanti singolarmente (Giorno 106)               | Partecipanti singolarmente (Giorno 106)               | Partecipanti singolarmente (Giorno 106)               | Partecipanti singolarmente (Giorno 106)               | Partecipanti singolarmente (Giorno 106)      | Partecipanti singolarmente (Giorno 106)      | Partecipanti singolarmente (Giorno 106)      | Partecipanti singolarmente (Giorno 106)      | Partecipanti singolarmente (Giorno 106) | Partecipanti singolarmente (Giorno 106) | Partecipanti singolarmente (Giorno 106) | Partecipanti singolarmente (Giorno 106)                    | Partecipanti singolarmente (Giorno 106)                    | Partecipanti singolarmente (Giorno 106)                    | Partecipanti singolarmente (Giorno 106)                    | Partecipanti singolarmente (Giorno 106)                                         | Partecipanti singolarmente (Giorno 106)                                         | Partecipanti singolarmente (Giorno 106)                                         | Partecipanti singolarmente (Giorno 106)                                         | Partecipanti singolarmente (Giorno 106)                                         | 3                           |
| Stefano                         | Non in casa                                              | Non in casa                                              | Non in casa                                              | Non in casa                                                   | Non in casa                                                   | Non in casa                                              | Non in casa                                              | Non in casa                                              | Non in casa                                              | Non in casa                                              | Non in casa                                              | Non in casa                                              | Non in casa                                              | Non in casa                                              | Non in casa                                              | Non in casa                                              | Non in casa                                              | Non in casa                                              | Non in casa                                              | Non in casa                                              | Non in casa                                              | Non in casa                                       | Non in casa                                       | Non in casa                                       | Non in casa                                       | Immune                                            | Immune                                            | Immune                                            | Immune                                            | Non votante                                       | Non votante                                       | Amanda                                            | 4                                                 | Alfonso                                           | 3                                                 | Non votante                                       | Non votante                                       | Amanda                                            | 3                                                 | Helena                                            | 4                                                 | Eliminato (Giorno 92)                                 | Eliminato (Giorno 92)                                 | Eliminato (Giorno 92)                                 | Eliminato (Giorno 92)                                 | Eliminato (Giorno 92)                             | Eliminato (Giorno 92)                             | Eliminato (Giorno 92)                   | Eliminato (Giorno 92)                   | Eliminato (Giorno 92)                   | Eliminato (Giorno 92)                   | Eliminato (Giorno 92)                   | Eliminato (Giorno 92)                   | Eliminato (Giorno 92)                   | Eliminato (Giorno 92)                   | Eliminato (Giorno 92)                                             | Eliminato (Giorno 92)                                             | Eliminato (Giorno 92)                                             | Nominato                                                                         | Nominato                                                                         | Nominato                                                                         | Eliminato (Giorno 92)                                                            | Eliminato (Giorno 92)                                                            | Eliminato (Giorno 92) | Eliminato (Giorno 92) | Eliminato (Giorno 92)                                                            | Eliminato (Giorno 92)                                                            | Eliminato (Giorno 92)                                                            | Eliminato (Giorno 92)                                                            | Eliminato (Giorno 92)                    | Eliminato (Giorno 92)                    | Eliminato (Giorno 92)                     | Eliminato (Giorno 92)                     | Eliminato (Giorno 92)                                      | Eliminato (Giorno 92)                                      | Eliminato (Giorno 92)                   | Eliminato (Giorno 92)                   | Eliminato (Giorno 92)                                 | Eliminato (Giorno 92)                                 | Eliminato (Giorno 92)                                   | Eliminato (Giorno 92)                                   | Eliminato (Giorno 92)                                 | Eliminato (Giorno 92)                                 | Eliminato (Giorno 92)                                 | Eliminato (Giorno 92)                                                                | Eliminato (Giorno 92)                                                                | Eliminato (Giorno 92)                   | Eliminato (Giorno 92)                   | Eliminato (Giorno 92)                                 | Eliminato (Giorno 92)                                 | Eliminato (Giorno 92)                                 | Eliminato (Giorno 92)                                 | Eliminato (Giorno 92)                                 | Eliminato (Giorno 92)                                 | Eliminato (Giorno 92)                                 | Eliminato (Giorno 92)                                 | Eliminato (Giorno 92)                                 | Eliminato (Giorno 92)                                 | Eliminato (Giorno 92)                                 | Eliminato (Giorno 92)                                 | Eliminato (Giorno 92)                                 | Eliminato (Giorno 92)                        | Eliminato (Giorno 92)                        | Eliminato (Giorno 92)                        | Eliminato (Giorno 92)                        | Eliminato (Giorno 92)                   | Eliminato (Giorno 92)                   | Eliminato (Giorno 92)                   | Eliminato (Giorno 92)                                      | Eliminato (Giorno 92)                                      | Eliminato (Giorno 92)                                      | Eliminato (Giorno 92)                                      | Eliminato (Giorno 92)                                                           | Eliminato (Giorno 92)                                                           | Eliminato (Giorno 92)                                                           | Eliminato (Giorno 92)                                                           | Eliminato (Giorno 92)                                                           | 14                          |
| Federica                        | Non in casa                                              | Non in casa                                              | Non in casa                                              | Non in casa                                                   | Non in casa                                                   | Non in casa                                              | Non in casa                                              | Non in casa                                              | Non in casa                                              | Non in casa                                              | Non in casa                                              | Non in casa                                              | Non in casa                                              | Non in casa                                              | Non in casa                                              | Non in casa                                              | Non in casa                                              | Non in casa                                              | Non in casa                                              | Non in casa                                              | Non in casa                                              | Immune                                            | Immune                                            | Immune                                            | Immune                                            | Jessica                                           | 6                                                 | Clayton                                           | Clayton                                           | Non votante                                       | Non votante                                       | Luca                                              | 0                                                 | Non votante                                       | Non votante                                       | Javier                                            | 2                                                 | Amanda                                            | 3                                                 | Eliminata (Giorno 85)                             | Eliminata (Giorno 85)                             | Eliminata (Giorno 85)                                 | Eliminata (Giorno 85)                                 | Eliminata (Giorno 85)                                 | Eliminata (Giorno 85)                                 | Eliminata (Giorno 85)                             | Eliminata (Giorno 85)                             | Eliminata (Giorno 85)                   | Eliminata (Giorno 85)                   | Eliminata (Giorno 85)                   | Eliminata (Giorno 85)                   | Eliminata (Giorno 85)                   | Eliminata (Giorno 85)                   | Eliminata (Giorno 85)                   | Eliminata (Giorno 85)                   | Eliminata (Giorno 85)                                             | Eliminata (Giorno 85)                                             | Eliminata (Giorno 85)                                             | Nominata                                                                         | Nominata                                                                         | Nominata                                                                         | Nominata                                                                         | Nominata                                                                         | Uscita (Giorno 130) | Uscita (Giorno 130) | Uscita (Giorno 130)                                                              | Uscita (Giorno 130)                                                              | Uscita (Giorno 130)                                                              | Uscita (Giorno 130)                                                              | Uscita (Giorno 130)                      | Uscita (Giorno 130)                      | Uscita (Giorno 130)                       | Uscita (Giorno 130)                       | Uscita (Giorno 130)                                        | Uscita (Giorno 130)                                        | Uscita (Giorno 130)                     | Uscita (Giorno 130)                     | Uscita (Giorno 130)                                   | Uscita (Giorno 130)                                   | Uscita (Giorno 130)                                     | Uscita (Giorno 130)                                     | Uscita (Giorno 130)                                   | Uscita (Giorno 130)                                   | Uscita (Giorno 130)                                   | Uscita (Giorno 130)                                                                  | Uscita (Giorno 130)                                                                  | Uscita (Giorno 130)                     | Uscita (Giorno 130)                     | Uscita (Giorno 130)                                   | Uscita (Giorno 130)                                   | Uscita (Giorno 130)                                   | Uscita (Giorno 130)                                   | Uscita (Giorno 130)                                   | Uscita (Giorno 130)                                   | Uscita (Giorno 130)                                   | Uscita (Giorno 130)                                   | Uscita (Giorno 130)                                   | Uscita (Giorno 130)                                   | Uscita (Giorno 130)                                   | Uscita (Giorno 130)                                   | Uscita (Giorno 130)                                   | Uscita (Giorno 130)                          | Uscita (Giorno 130)                          | Uscita (Giorno 130)                          | Uscita (Giorno 130)                          | Uscita (Giorno 130)                     | Uscita (Giorno 130)                     | Uscita (Giorno 130)                     | Uscita (Giorno 130)                                        | Uscita (Giorno 130)                                        | Uscita (Giorno 130)                                        | Uscita (Giorno 130)                                        | Uscita (Giorno 130)                                                             | Uscita (Giorno 130)                                                             | Uscita (Giorno 130)                                                             | Uscita (Giorno 130)                                                             | Uscita (Giorno 130)                                                             | 11                          |
| Yulia                           | Javier                                                   | Javier                                                   | Salvata                                                  | Jessica                                                       | 4                                                             | Ila                                                      | 5                                                        | Non votante                                              | Non votante                                              | Helena                                                   | Helena                                                   | Mariavittoria                                            | Mariavittoria                                            | Mariavittoria                                            | 2                                                        | Tommaso                                                  | Tommaso                                                  | Amanda                                                   | 2                                                        | Jessica                                                  | Jessica                                                  | Clayton                                           | 1                                                 | Mariavittoria                                     | Mariavittoria                                     | Amanda                                            | 0                                                 | Amanda                                            | 0                                                 | Alfonso                                           | 1                                                 | Non votante                                       | Non votante                                       | Stefano                                           | 0                                                 | Non votante                                       | Non votante                                       | Amanda                                            | 2                                                 | Espulsa (Giorno 85)                               | Espulsa (Giorno 85)                               | Espulsa (Giorno 85)                                   | Espulsa (Giorno 85)                                   | Espulsa (Giorno 85)                                   | Espulsa (Giorno 85)                                   | Espulsa (Giorno 85)                               | Espulsa (Giorno 85)                               | Espulsa (Giorno 85)                     | Espulsa (Giorno 85)                     | Espulsa (Giorno 85)                     | Espulsa (Giorno 85)                     | Espulsa (Giorno 85)                     | Espulsa (Giorno 85)                     | Espulsa (Giorno 85)                     | Espulsa (Giorno 85)                     | Espulsa (Giorno 85)                                               | Espulsa (Giorno 85)                                               | Espulsa (Giorno 85)                                               | Espulsa (Giorno 85)                                                              | Espulsa (Giorno 85)                                                              | Espulsa (Giorno 85)                                                              | Espulsa (Giorno 85)                                                              | Espulsa (Giorno 85)                                                              | Espulsa (Giorno 85) | Espulsa (Giorno 85) | Espulsa (Giorno 85)                                                              | Espulsa (Giorno 85)                                                              | Espulsa (Giorno 85)                                                              | Espulsa (Giorno 85)                                                              | Espulsa (Giorno 85)                      | Espulsa (Giorno 85)                      | Espulsa (Giorno 85)                       | Espulsa (Giorno 85)                       | Espulsa (Giorno 85)                                        | Espulsa (Giorno 85)                                        | Espulsa (Giorno 85)                     | Espulsa (Giorno 85)                     | Espulsa (Giorno 85)                                   | Espulsa (Giorno 85)                                   | Espulsa (Giorno 85)                                     | Espulsa (Giorno 85)                                     | Espulsa (Giorno 85)                                   | Espulsa (Giorno 85)                                   | Espulsa (Giorno 85)                                   | Espulsa (Giorno 85)                                                                  | Espulsa (Giorno 85)                                                                  | Espulsa (Giorno 85)                     | Espulsa (Giorno 85)                     | Espulsa (Giorno 85)                                   | Espulsa (Giorno 85)                                   | Espulsa (Giorno 85)                                   | Espulsa (Giorno 85)                                   | Espulsa (Giorno 85)                                   | Espulsa (Giorno 85)                                   | Espulsa (Giorno 85)                                   | Espulsa (Giorno 85)                                   | Espulsa (Giorno 85)                                   | Espulsa (Giorno 85)                                   | Espulsa (Giorno 85)                                   | Espulsa (Giorno 85)                                   | Espulsa (Giorno 85)                                   | Espulsa (Giorno 85)                          | Espulsa (Giorno 85)                          | Espulsa (Giorno 85)                          | Espulsa (Giorno 85)                          | Espulsa (Giorno 85)                     | Espulsa (Giorno 85)                     | Espulsa (Giorno 85)                     | Espulsa (Giorno 85)                                        | Espulsa (Giorno 85)                                        | Espulsa (Giorno 85)                                        | Espulsa (Giorno 85)                                        | Espulsa (Giorno 85)                                                             | Espulsa (Giorno 85)                                                             | Espulsa (Giorno 85)                                                             | Espulsa (Giorno 85)                                                             | Espulsa (Giorno 85)                                                             | 17                          |
| Clayton                         | Non in casa                                              | Non in casa                                              | Non in casa                                              | Non in casa                                                   | Non in casa                                                   | Immune                                                   | Immune                                                   | Immune                                                   | Immune                                                   | Immune                                                   | Immune                                                   | Immune                                                   | Immune                                                   | Giglio                                                   | 2                                                        | Michael                                                  | 4                                                        | Jessica                                                  | 1                                                        | Mariavittoria                                            | Mariavittoria                                            | Mariavittoria                                     | 7                                                 | Mariavittoria                                     | 4                                                 | Amanda                                            | Amanda                                            | Jessica                                           | 7                                                 | Eliminato (Giorno 69)                             | Eliminato (Giorno 69)                             | Eliminato (Giorno 69)                             | Eliminato (Giorno 69)                             | Eliminato (Giorno 69)                             | Eliminato (Giorno 69)                             | Eliminato (Giorno 69)                             | Eliminato (Giorno 69)                             | Eliminato (Giorno 69)                             | Eliminato (Giorno 69)                             | Eliminato (Giorno 69)                             | Eliminato (Giorno 69)                             | Eliminato (Giorno 69)                                 | Eliminato (Giorno 69)                                 | Eliminato (Giorno 69)                                 | Eliminato (Giorno 69)                                 | Eliminato (Giorno 69)                             | Eliminato (Giorno 69)                             | Eliminato (Giorno 69)                   | Eliminato (Giorno 69)                   | Eliminato (Giorno 69)                   | Eliminato (Giorno 69)                   | Eliminato (Giorno 69)                   | Eliminato (Giorno 69)                   | Eliminato (Giorno 69)                   | Eliminato (Giorno 69)                   | Eliminato (Giorno 69)                                             | Eliminato (Giorno 69)                                             | Eliminato (Giorno 69)                                             | Nominato                                                                         | Nominato                                                                         | Nominato                                                                         | Eliminato (Giorno 69)                                                            | Eliminato (Giorno 69)                                                            | Eliminato (Giorno 69) | Eliminato (Giorno 69) | Eliminato (Giorno 69)                                                            | Eliminato (Giorno 69)                                                            | Eliminato (Giorno 69)                                                            | Eliminato (Giorno 69)                                                            | Eliminato (Giorno 69)                    | Eliminato (Giorno 69)                    | Eliminato (Giorno 69)                     | Eliminato (Giorno 69)                     | Eliminato (Giorno 69)                                      | Eliminato (Giorno 69)                                      | Eliminato (Giorno 69)                   | Eliminato (Giorno 69)                   | Eliminato (Giorno 69)                                 | Eliminato (Giorno 69)                                 | Eliminato (Giorno 69)                                   | Eliminato (Giorno 69)                                   | Eliminato (Giorno 69)                                 | Eliminato (Giorno 69)                                 | Eliminato (Giorno 69)                                 | Eliminato (Giorno 69)                                                                | Eliminato (Giorno 69)                                                                | Eliminato (Giorno 69)                   | Eliminato (Giorno 69)                   | Eliminato (Giorno 69)                                 | Eliminato (Giorno 69)                                 | Eliminato (Giorno 69)                                 | Eliminato (Giorno 69)                                 | Eliminato (Giorno 69)                                 | Eliminato (Giorno 69)                                 | Eliminato (Giorno 69)                                 | Eliminato (Giorno 69)                                 | Eliminato (Giorno 69)                                 | Eliminato (Giorno 69)                                 | Eliminato (Giorno 69)                                 | Eliminato (Giorno 69)                                 | Eliminato (Giorno 69)                                 | Eliminato (Giorno 69)                        | Eliminato (Giorno 69)                        | Eliminato (Giorno 69)                        | Eliminato (Giorno 69)                        | Eliminato (Giorno 69)                   | Eliminato (Giorno 69)                   | Eliminato (Giorno 69)                   | Eliminato (Giorno 69)                                      | Eliminato (Giorno 69)                                      | Eliminato (Giorno 69)                                      | Eliminato (Giorno 69)                                      | Eliminato (Giorno 69)                                                           | Eliminato (Giorno 69)                                                           | Eliminato (Giorno 69)                                                           | Eliminato (Giorno 69)                                                           | Eliminato (Giorno 69)                                                           | 25                          |
| Enzo Paolo                      | Immune                                                   | Immune                                                   | Salvato                                                  | Ila                                                           | 0                                                             | Ila                                                      | 0                                                        | Non votante                                              | Non votante                                              | Helena                                                   | Helena                                                   | Ila                                                      | Ila                                                      | Mariavittoria                                            | Mariavittoria                                            | Helena                                                   | 0                                                        | Amanda                                                   | Amanda                                                   | Helena                                                   | Helena                                                   | Amanda                                            | 0                                                 | Clayton                                           | Clayton                                           | Ritirato (Giorno 58)                              | Ritirato (Giorno 58)                              | Ritirato (Giorno 58)                              | Ritirato (Giorno 58)                              | Ritirato (Giorno 58)                              | Ritirato (Giorno 58)                              | Ritirato (Giorno 58)                              | Ritirato (Giorno 58)                              | Ritirato (Giorno 58)                              | Ritirato (Giorno 58)                              | Ritirato (Giorno 58)                              | Ritirato (Giorno 58)                              | Ritirato (Giorno 58)                              | Ritirato (Giorno 58)                              | Ritirato (Giorno 58)                              | Ritirato (Giorno 58)                              | Ritirato (Giorno 58)                                  | Ritirato (Giorno 58)                                  | Ritirato (Giorno 58)                                  | Ritirato (Giorno 58)                                  | Ritirato (Giorno 58)                              | Ritirato (Giorno 58)                              | Ritirato (Giorno 58)                    | Ritirato (Giorno 58)                    | Ritirato (Giorno 58)                    | Ritirato (Giorno 58)                    | Ritirato (Giorno 58)                    | Ritirato (Giorno 58)                    | Ritirato (Giorno 58)                    | Ritirato (Giorno 58)                    | Ritirato (Giorno 58)                                              | Ritirato (Giorno 58)                                              | Ritirato (Giorno 58)                                              | Ritirato (Giorno 58)                                                             | Ritirato (Giorno 58)                                                             | Ritirato (Giorno 58)                                                             | Ritirato (Giorno 58)                                                             | Ritirato (Giorno 58)                                                             | Ritirato (Giorno 58) | Ritirato (Giorno 58) | Ritirato (Giorno 58)                                                             | Ritirato (Giorno 58)                                                             | Ritirato (Giorno 58)                                                             | Ritirato (Giorno 58)                                                             | Ritirato (Giorno 58)                     | Ritirato (Giorno 58)                     | Ritirato (Giorno 58)                      | Ritirato (Giorno 58)                      | Ritirato (Giorno 58)                                       | Ritirato (Giorno 58)                                       | Ritirato (Giorno 58)                    | Ritirato (Giorno 58)                    | Ritirato (Giorno 58)                                  | Ritirato (Giorno 58)                                  | Ritirato (Giorno 58)                                    | Ritirato (Giorno 58)                                    | Ritirato (Giorno 58)                                  | Ritirato (Giorno 58)                                  | Ritirato (Giorno 58)                                  | Ritirato (Giorno 58)                                                                 | Ritirato (Giorno 58)                                                                 | Ritirato (Giorno 58)                    | Ritirato (Giorno 58)                    | Ritirato (Giorno 58)                                  | Ritirato (Giorno 58)                                  | Ritirato (Giorno 58)                                  | Ritirato (Giorno 58)                                  | Ritirato (Giorno 58)                                  | Ritirato (Giorno 58)                                  | Ritirato (Giorno 58)                                  | Ritirato (Giorno 58)                                  | Ritirato (Giorno 58)                                  | Ritirato (Giorno 58)                                  | Ritirato (Giorno 58)                                  | Ritirato (Giorno 58)                                  | Ritirato (Giorno 58)                                  | Ritirato (Giorno 58)                         | Ritirato (Giorno 58)                         | Ritirato (Giorno 58)                         | Ritirato (Giorno 58)                         | Ritirato (Giorno 58)                    | Ritirato (Giorno 58)                    | Ritirato (Giorno 58)                    | Ritirato (Giorno 58)                                       | Ritirato (Giorno 58)                                       | Ritirato (Giorno 58)                                       | Ritirato (Giorno 58)                                       | Ritirato (Giorno 58)                                                            | Ritirato (Giorno 58)                                                            | Ritirato (Giorno 58)                                                            | Ritirato (Giorno 58)                                                            | Ritirato (Giorno 58)                                                            | 0                           |
| Eleonora                        | Partecipante in trio con Ilaria e Pamela (Giorno 1-43)   | Partecipante in trio con Ilaria e Pamela (Giorno 1-43)   | Partecipante in trio con Ilaria e Pamela (Giorno 1-43)   | Partecipante in trio con Ilaria e Pamela (Giorno 1-43)        | Partecipante in trio con Ilaria e Pamela (Giorno 1-43)        | Partecipante in trio con Ilaria e Pamela (Giorno 1-43)   | Partecipante in trio con Ilaria e Pamela (Giorno 1-43)   | Partecipante in trio con Ilaria e Pamela (Giorno 1-43)   | Partecipante in trio con Ilaria e Pamela (Giorno 1-43)   | Partecipante in trio con Ilaria e Pamela (Giorno 1-43)   | Partecipante in trio con Ilaria e Pamela (Giorno 1-43)   | Partecipante in trio con Ilaria e Pamela (Giorno 1-43)   | Partecipante in trio con Ilaria e Pamela (Giorno 1-43)   | Partecipante in trio con Ilaria e Pamela (Giorno 1-43)   | Partecipante in trio con Ilaria e Pamela (Giorno 1-43)   | Partecipante in trio con Ilaria e Pamela (Giorno 1-43)   | Partecipante in trio con Ilaria e Pamela (Giorno 1-43)   | Partecipante in trio con Ilaria e Pamela (Giorno 1-43)   | Partecipante in trio con Ilaria e Pamela (Giorno 1-43)   | Partecipante in trio con Ilaria e Pamela (Giorno 1-43)   | Partecipante in trio con Ilaria e Pamela (Giorno 1-43)   | Ritirata (Giorno 43)                              | Ritirata (Giorno 43)                              | Ritirata (Giorno 43)                              | Ritirata (Giorno 43)                              | Ritirata (Giorno 43)                              | Ritirata (Giorno 43)                              | Ritirata (Giorno 43)                              | Ritirata (Giorno 43)                              | Ritirata (Giorno 43)                              | Ritirata (Giorno 43)                              | Ritirata (Giorno 43)                              | Ritirata (Giorno 43)                              | Ritirata (Giorno 43)                              | Ritirata (Giorno 43)                              | Ritirata (Giorno 43)                              | Ritirata (Giorno 43)                              | Ritirata (Giorno 43)                              | Ritirata (Giorno 43)                              | Ritirata (Giorno 43)                              | Ritirata (Giorno 43)                              | Ritirata (Giorno 43)                                  | Ritirata (Giorno 43)                                  | Ritirata (Giorno 43)                                  | Ritirata (Giorno 43)                                  | Ritirata (Giorno 43)                              | Ritirata (Giorno 43)                              | Ritirata (Giorno 43)                    | Ritirata (Giorno 43)                    | Ritirata (Giorno 43)                    | Ritirata (Giorno 43)                    | Ritirata (Giorno 43)                    | Ritirata (Giorno 43)                    | Ritirata (Giorno 43)                    | Ritirata (Giorno 43)                    | Ritirata (Giorno 43)                                              | Ritirata (Giorno 43)                                              | Ritirata (Giorno 43)                                              | Ritirata (Giorno 43)                                                             | Ritirata (Giorno 43)                                                             | Ritirata (Giorno 43)                                                             | Ritirata (Giorno 43)                                                             | Ritirata (Giorno 43)                                                             | Ritirata (Giorno 43) | Ritirata (Giorno 43) | Ritirata (Giorno 43)                                                             | Ritirata (Giorno 43)                                                             | Ritirata (Giorno 43)                                                             | Ritirata (Giorno 43)                                                             | Ritirata (Giorno 43)                     | Ritirata (Giorno 43)                     | Ritirata (Giorno 43)                      | Ritirata (Giorno 43)                      | Ritirata (Giorno 43)                                       | Ritirata (Giorno 43)                                       | Ritirata (Giorno 43)                    | Ritirata (Giorno 43)                    | Ritirata (Giorno 43)                                  | Ritirata (Giorno 43)                                  | Ritirata (Giorno 43)                                    | Ritirata (Giorno 43)                                    | Ritirata (Giorno 43)                                  | Ritirata (Giorno 43)                                  | Ritirata (Giorno 43)                                  | Ritirata (Giorno 43)                                                                 | Ritirata (Giorno 43)                                                                 | Ritirata (Giorno 43)                    | Ritirata (Giorno 43)                    | Ritirata (Giorno 43)                                  | Ritirata (Giorno 43)                                  | Ritirata (Giorno 43)                                  | Ritirata (Giorno 43)                                  | Ritirata (Giorno 43)                                  | Ritirata (Giorno 43)                                  | Ritirata (Giorno 43)                                  | Ritirata (Giorno 43)                                  | Ritirata (Giorno 43)                                  | Ritirata (Giorno 43)                                  | Ritirata (Giorno 43)                                  | Ritirata (Giorno 43)                                  | Ritirata (Giorno 43)                                  | Ritirata (Giorno 43)                         | Ritirata (Giorno 43)                         | Ritirata (Giorno 43)                         | Ritirata (Giorno 43)                         | Ritirata (Giorno 43)                    | Ritirata (Giorno 43)                    | Ritirata (Giorno 43)                    | Ritirata (Giorno 43)                                       | Ritirata (Giorno 43)                                       | Ritirata (Giorno 43)                                       | Ritirata (Giorno 43)                                       | Ritirata (Giorno 43)                                                            | Ritirata (Giorno 43)                                                            | Ritirata (Giorno 43)                                                            | Ritirata (Giorno 43)                                                            | Ritirata (Giorno 43)                                                            | 1                           |
| Le Non è la Rai                 | Javier                                                   | Javier                                                   | Salvate                                                  | Yulia                                                         | 1                                                             | Ila                                                      | 0                                                        | Non votanti                                              | Non votanti                                              | Amanda                                                   | Amanda                                                   | Mariavittoria                                            | Mariavittoria                                            | Mariavittoria                                            | Mariavittoria                                            | Amanda                                                   | Amanda                                                   | Amanda                                                   | Amanda                                                   | Iago                                                     | Iago                                                     | Partecipanti in coppia (Giorno 43)                | Partecipanti in coppia (Giorno 43)                | Partecipanti in coppia (Giorno 43)                | Partecipanti in coppia (Giorno 43)                | Partecipanti in coppia (Giorno 43)                | Partecipanti in coppia (Giorno 43)                | Partecipanti in coppia (Giorno 43)                | Partecipanti in coppia (Giorno 43)                | Partecipanti in coppia (Giorno 43)                | Partecipanti in coppia (Giorno 43)                | Partecipanti in coppia (Giorno 43)                | Partecipanti in coppia (Giorno 43)                | Partecipanti in coppia (Giorno 43)                | Partecipanti in coppia (Giorno 43)                | Partecipanti in coppia (Giorno 43)                | Partecipanti in coppia (Giorno 43)                | Partecipanti in coppia (Giorno 43)                | Partecipanti in coppia (Giorno 43)                | Partecipanti in coppia (Giorno 43)                | Partecipanti in coppia (Giorno 43)                | Partecipanti in coppia (Giorno 43)                    | Partecipanti in coppia (Giorno 43)                    | Partecipanti in coppia (Giorno 43)                    | Partecipanti in coppia (Giorno 43)                    | Partecipanti in coppia (Giorno 43)                | Partecipanti in coppia (Giorno 43)                | Partecipanti in coppia (Giorno 43)      | Partecipanti in coppia (Giorno 43)      | Partecipanti in coppia (Giorno 43)      | Partecipanti in coppia (Giorno 43)      | Partecipanti in coppia (Giorno 43)      | Partecipanti in coppia (Giorno 43)      | Partecipanti in coppia (Giorno 43)      | Partecipanti in coppia (Giorno 43)      | Partecipanti in coppia (Giorno 43)                                | Partecipanti in coppia (Giorno 43)                                | Partecipanti in coppia (Giorno 43)                                | Partecipanti in coppia (Giorno 43)                                               | Partecipanti in coppia (Giorno 43)                                               | Partecipanti in coppia (Giorno 43)                                               | Partecipanti in coppia (Giorno 43)                                               | Partecipanti in coppia (Giorno 43)                                               | Partecipanti in coppia (Giorno 43)                                                                                                  | Partecipanti in coppia (Giorno 43)                                                                                                  | Partecipanti in coppia (Giorno 43)                                               | Partecipanti in coppia (Giorno 43)                                               | Partecipanti in coppia (Giorno 43)                                               | Partecipanti in coppia (Giorno 43)                                               | Partecipanti in coppia (Giorno 43)       | Partecipanti in coppia (Giorno 43)       | Partecipanti in coppia (Giorno 43)        | Partecipanti in coppia (Giorno 43)        | Partecipanti in coppia (Giorno 43)                         | Partecipanti in coppia (Giorno 43)                         | Partecipanti in coppia (Giorno 43)      | Partecipanti in coppia (Giorno 43)      | Partecipanti in coppia (Giorno 43)                    | Partecipanti in coppia (Giorno 43)                    | Partecipanti in coppia (Giorno 43)                      | Partecipanti in coppia (Giorno 43)                      | Partecipanti in coppia (Giorno 43)                    | Partecipanti in coppia (Giorno 43)                    | Partecipanti in coppia (Giorno 43)                    | Partecipanti in coppia (Giorno 43)                                                   | Partecipanti in coppia (Giorno 43)                                                   | Partecipanti in coppia (Giorno 43)      | Partecipanti in coppia (Giorno 43)      | Partecipanti in coppia (Giorno 43)                    | Partecipanti in coppia (Giorno 43)                    | Partecipanti in coppia (Giorno 43)                    | Partecipanti in coppia (Giorno 43)                    | Partecipanti in coppia (Giorno 43)                    | Partecipanti in coppia (Giorno 43)                    | Partecipanti in coppia (Giorno 43)                    | Partecipanti in coppia (Giorno 43)                    | Partecipanti in coppia (Giorno 43)                    | Partecipanti in coppia (Giorno 43)                    | Partecipanti in coppia (Giorno 43)                    | Partecipanti in coppia (Giorno 43)                    | Partecipanti in coppia (Giorno 43)                    | Partecipanti in coppia (Giorno 43)           | Partecipanti in coppia (Giorno 43)           | Partecipanti in coppia (Giorno 43)           | Partecipanti in coppia (Giorno 43)           | Partecipanti in coppia (Giorno 43)      | Partecipanti in coppia (Giorno 43)      | Partecipanti in coppia (Giorno 43)      | Partecipanti in coppia (Giorno 43)                         | Partecipanti in coppia (Giorno 43)                         | Partecipanti in coppia (Giorno 43)                         | Partecipanti in coppia (Giorno 43)                         | Partecipanti in coppia (Giorno 43)                                              | Partecipanti in coppia (Giorno 43)                                              | Partecipanti in coppia (Giorno 43)                                              | Partecipanti in coppia (Giorno 43)                                              | Partecipanti in coppia (Giorno 43)                                              | 1                           |
| Michael                         | Non in casa                                              | Non in casa                                              | Non in casa                                              | Immune                                                        | Immune                                                        | Non votante                                              | Non votante                                              | Iago                                                     | 1                                                        | Shaila                                                   | 1                                                        | Iago                                                     | 1                                                        | Iago                                                     | 1                                                        | Clayton                                                  | 2                                                        | Eliminato (Giorno 29)                                    | Eliminato (Giorno 29)                                    | Eliminato (Giorno 29)                                    | Eliminato (Giorno 29)                                    | Eliminato (Giorno 29)                             | Eliminato (Giorno 29)                             | Eliminato (Giorno 29)                             | Eliminato (Giorno 29)                             | Eliminato (Giorno 29)                             | Eliminato (Giorno 29)                             | Eliminato (Giorno 29)                             | Eliminato (Giorno 29)                             | Eliminato (Giorno 29)                             | Eliminato (Giorno 29)                             | Eliminato (Giorno 29)                             | Eliminato (Giorno 29)                             | Eliminato (Giorno 29)                             | Eliminato (Giorno 29)                             | Eliminato (Giorno 29)                             | Eliminato (Giorno 29)                             | Eliminato (Giorno 29)                             | Eliminato (Giorno 29)                             | Eliminato (Giorno 29)                             | Eliminato (Giorno 29)                             | Eliminato (Giorno 29)                                 | Eliminato (Giorno 29)                                 | Eliminato (Giorno 29)                                 | Eliminato (Giorno 29)                                 | Eliminato (Giorno 29)                             | Eliminato (Giorno 29)                             | Eliminato (Giorno 29)                   | Eliminato (Giorno 29)                   | Eliminato (Giorno 29)                   | Eliminato (Giorno 29)                   | Eliminato (Giorno 29)                   | Eliminato (Giorno 29)                   | Eliminato (Giorno 29)                   | Eliminato (Giorno 29)                   | Eliminato (Giorno 29)                                             | Eliminato (Giorno 29)                                             | Eliminato (Giorno 29)                                             | Nominato                                                                         | Nominato                                                                         | Nominato                                                                         | Nominato                                                                         | Nominato                                                                         | Uscito (Giorno 130) | Uscito (Giorno 130) | Uscito (Giorno 130)                                                              | Uscito (Giorno 130)                                                              | Uscito (Giorno 130)                                                              | Uscito (Giorno 130)                                                              | Uscito (Giorno 130)                      | Uscito (Giorno 130)                      | Uscito (Giorno 130)                       | Uscito (Giorno 130)                       | Uscito (Giorno 130)                                        | Uscito (Giorno 130)                                        | Uscito (Giorno 130)                     | Uscito (Giorno 130)                     | Uscito (Giorno 130)                                   | Uscito (Giorno 130)                                   | Uscito (Giorno 130)                                     | Uscito (Giorno 130)                                     | Uscito (Giorno 130)                                   | Uscito (Giorno 130)                                   | Uscito (Giorno 130)                                   | Uscito (Giorno 130)                                                                  | Uscito (Giorno 130)                                                                  | Uscito (Giorno 130)                     | Uscito (Giorno 130)                     | Uscito (Giorno 130)                                   | Uscito (Giorno 130)                                   | Uscito (Giorno 130)                                   | Uscito (Giorno 130)                                   | Uscito (Giorno 130)                                   | Uscito (Giorno 130)                                   | Uscito (Giorno 130)                                   | Uscito (Giorno 130)                                   | Uscito (Giorno 130)                                   | Uscito (Giorno 130)                                   | Uscito (Giorno 130)                                   | Uscito (Giorno 130)                                   | Uscito (Giorno 130)                                   | Uscito (Giorno 130)                          | Uscito (Giorno 130)                          | Uscito (Giorno 130)                          | Uscito (Giorno 130)                          | Uscito (Giorno 130)                     | Uscito (Giorno 130)                     | Uscito (Giorno 130)                     | Uscito (Giorno 130)                                        | Uscito (Giorno 130)                                        | Uscito (Giorno 130)                                        | Uscito (Giorno 130)                                        | Uscito (Giorno 130)                                                             | Uscito (Giorno 130)                                                             | Uscito (Giorno 130)                                                             | Uscito (Giorno 130)                                                             | Uscito (Giorno 130)                                                             | 6                           |
| Clarissa                        | Javier                                                   | Javier                                                   | Salvata                                                  | Yulia                                                         | 0                                                             | Lorenzo                                                  | 1                                                        | Non votante                                              | Non votante                                              | Helena                                                   | Helena                                                   | Giglio                                                   | 3                                                        | Eliminata (Giorno 18)                                    | Eliminata (Giorno 18)                                    | Eliminata (Giorno 18)                                    | Eliminata (Giorno 18)                                    | Eliminata (Giorno 18)                                    | Eliminata (Giorno 18)                                    | Eliminata (Giorno 18)                                    | Eliminata (Giorno 18)                                    | Eliminata (Giorno 18)                             | Eliminata (Giorno 18)                             | Eliminata (Giorno 18)                             | Eliminata (Giorno 18)                             | Eliminata (Giorno 18)                             | Eliminata (Giorno 18)                             | Eliminata (Giorno 18)                             | Eliminata (Giorno 18)                             | Eliminata (Giorno 18)                             | Eliminata (Giorno 18)                             | Eliminata (Giorno 18)                             | Eliminata (Giorno 18)                             | Eliminata (Giorno 18)                             | Eliminata (Giorno 18)                             | Eliminata (Giorno 18)                             | Eliminata (Giorno 18)                             | Eliminata (Giorno 18)                             | Eliminata (Giorno 18)                             | Eliminata (Giorno 18)                             | Eliminata (Giorno 18)                             | Eliminata (Giorno 18)                                 | Eliminata (Giorno 18)                                 | Eliminata (Giorno 18)                                 | Eliminata (Giorno 18)                                 | Eliminata (Giorno 18)                             | Eliminata (Giorno 18)                             | Eliminata (Giorno 18)                   | Eliminata (Giorno 18)                   | Eliminata (Giorno 18)                   | Eliminata (Giorno 18)                   | Eliminata (Giorno 18)                   | Eliminata (Giorno 18)                   | Eliminata (Giorno 18)                   | Eliminata (Giorno 18)                   | Eliminata (Giorno 18)                                             | Eliminata (Giorno 18)                                             | Eliminata (Giorno 18)                                             | Nominata                                                                         | Nominata                                                                         | Nominata                                                                         | Eliminata (Giorno 18)                                                            | Eliminata (Giorno 18)                                                            | Eliminata (Giorno 18) | Eliminata (Giorno 18) | Eliminata (Giorno 18)                                                            | Eliminata (Giorno 18)                                                            | Eliminata (Giorno 18)                                                            | Eliminata (Giorno 18)                                                            | Eliminata (Giorno 18)                    | Eliminata (Giorno 18)                    | Eliminata (Giorno 18)                     | Eliminata (Giorno 18)                     | Eliminata (Giorno 18)                                      | Eliminata (Giorno 18)                                      | Eliminata (Giorno 18)                   | Eliminata (Giorno 18)                   | Eliminata (Giorno 18)                                 | Eliminata (Giorno 18)                                 | Eliminata (Giorno 18)                                   | Eliminata (Giorno 18)                                   | Eliminata (Giorno 18)                                 | Eliminata (Giorno 18)                                 | Eliminata (Giorno 18)                                 | Eliminata (Giorno 18)                                                                | Eliminata (Giorno 18)                                                                | Eliminata (Giorno 18)                   | Eliminata (Giorno 18)                   | Eliminata (Giorno 18)                                 | Eliminata (Giorno 18)                                 | Eliminata (Giorno 18)                                 | Eliminata (Giorno 18)                                 | Eliminata (Giorno 18)                                 | Eliminata (Giorno 18)                                 | Eliminata (Giorno 18)                                 | Eliminata (Giorno 18)                                 | Eliminata (Giorno 18)                                 | Eliminata (Giorno 18)                                 | Eliminata (Giorno 18)                                 | Eliminata (Giorno 18)                                 | Eliminata (Giorno 18)                                 | Eliminata (Giorno 18)                        | Eliminata (Giorno 18)                        | Eliminata (Giorno 18)                        | Eliminata (Giorno 18)                        | Eliminata (Giorno 18)                   | Eliminata (Giorno 18)                   | Eliminata (Giorno 18)                   | Eliminata (Giorno 18)                                      | Eliminata (Giorno 18)                                      | Eliminata (Giorno 18)                                      | Eliminata (Giorno 18)                                      | Eliminata (Giorno 18)                                                           | Eliminata (Giorno 18)                                                           | Eliminata (Giorno 18)                                                           | Eliminata (Giorno 18)                                                           | Eliminata (Giorno 18)                                                           | 4                           |
| Ila                             | Lorenzo                                                  | Lorenzo                                                  | Salvata                                                  | Tommaso                                                       | 1                                                             | Yulia                                                    | 3                                                        | Non votante                                              | Non votante                                              | Iago                                                     | 0                                                        | Javier                                                   | 2                                                        | Ritirata (Giorno 18)                                     | Ritirata (Giorno 18)                                     | Ritirata (Giorno 18)                                     | Ritirata (Giorno 18)                                     | Ritirata (Giorno 18)                                     | Ritirata (Giorno 18)                                     | Ritirata (Giorno 18)                                     | Ritirata (Giorno 18)                                     | Ritirata (Giorno 18)                              | Ritirata (Giorno 18)                              | Ritirata (Giorno 18)                              | Ritirata (Giorno 18)                              | Ritirata (Giorno 18)                              | Ritirata (Giorno 18)                              | Ritirata (Giorno 18)                              | Ritirata (Giorno 18)                              | Ritirata (Giorno 18)                              | Ritirata (Giorno 18)                              | Ritirata (Giorno 18)                              | Ritirata (Giorno 18)                              | Ritirata (Giorno 18)                              | Ritirata (Giorno 18)                              | Ritirata (Giorno 18)                              | Ritirata (Giorno 18)                              | Ritirata (Giorno 18)                              | Ritirata (Giorno 18)                              | Ritirata (Giorno 18)                              | Ritirata (Giorno 18)                              | Ritirata (Giorno 18)                                  | Ritirata (Giorno 18)                                  | Ritirata (Giorno 18)                                  | Ritirata (Giorno 18)                                  | Ritirata (Giorno 18)                              | Ritirata (Giorno 18)                              | Ritirata (Giorno 18)                    | Ritirata (Giorno 18)                    | Ritirata (Giorno 18)                    | Ritirata (Giorno 18)                    | Ritirata (Giorno 18)                    | Ritirata (Giorno 18)                    | Ritirata (Giorno 18)                    | Ritirata (Giorno 18)                    | Ritirata (Giorno 18)                                              | Ritirata (Giorno 18)                                              | Ritirata (Giorno 18)                                              | Ritirata (Giorno 18)                                                             | Ritirata (Giorno 18)                                                             | Ritirata (Giorno 18)                                                             | Ritirata (Giorno 18)                                                             | Ritirata (Giorno 18)                                                             | Ritirata (Giorno 18) | Ritirata (Giorno 18) | Ritirata (Giorno 18)                                                             | Ritirata (Giorno 18)                                                             | Ritirata (Giorno 18)                                                             | Ritirata (Giorno 18)                                                             | Ritirata (Giorno 18)                     | Ritirata (Giorno 18)                     | Ritirata (Giorno 18)                      | Ritirata (Giorno 18)                      | Ritirata (Giorno 18)                                       | Ritirata (Giorno 18)                                       | Ritirata (Giorno 18)                    | Ritirata (Giorno 18)                    | Ritirata (Giorno 18)                                  | Ritirata (Giorno 18)                                  | Ritirata (Giorno 18)                                    | Ritirata (Giorno 18)                                    | Ritirata (Giorno 18)                                  | Ritirata (Giorno 18)                                  | Ritirata (Giorno 18)                                  | Ritirata (Giorno 18)                                                                 | Ritirata (Giorno 18)                                                                 | Ritirata (Giorno 18)                    | Ritirata (Giorno 18)                    | Ritirata (Giorno 18)                                  | Ritirata (Giorno 18)                                  | Ritirata (Giorno 18)                                  | Ritirata (Giorno 18)                                  | Ritirata (Giorno 18)                                  | Ritirata (Giorno 18)                                  | Ritirata (Giorno 18)                                  | Ritirata (Giorno 18)                                  | Ritirata (Giorno 18)                                  | Ritirata (Giorno 18)                                  | Ritirata (Giorno 18)                                  | Ritirata (Giorno 18)                                  | Ritirata (Giorno 18)                                  | Ritirata (Giorno 18)                         | Ritirata (Giorno 18)                         | Ritirata (Giorno 18)                         | Ritirata (Giorno 18)                         | Ritirata (Giorno 18)                    | Ritirata (Giorno 18)                    | Ritirata (Giorno 18)                    | Ritirata (Giorno 18)                                       | Ritirata (Giorno 18)                                       | Ritirata (Giorno 18)                                       | Ritirata (Giorno 18)                                       | Ritirata (Giorno 18)                                                            | Ritirata (Giorno 18)                                                            | Ritirata (Giorno 18)                                                            | Ritirata (Giorno 18)                                                            | Ritirata (Giorno 18)                                                            | 6                           |
|                                 |                                                          |                                                          |                                                          |                                                               |                                                               |                                                          |                                                          |                                                          |                                                          |                                                          |                                                          |                                                          |                                                          |                                                          |                                                          |                                                          |                                                          |                                                          |                                                          |                                                          |                                                          |                                                   |                                                   |                                                   |                                                   |                                                   |                                                   |                                                   |                                                   |                                                   |                                                   |                                                   |                                                   |                                                   |                                                   |                                                   |                                                   |                                                   |                                                   |                                                   |                                                   |                                                       |                                                       |                                                       |                                                       |                                                   |                                                   |                                         |                                         |                                         |                                         |                                         |                                         |                                         |                                         |                                                                   |                                                                   |                                                                   |                                                                                  |                                                                                  |                                                                                  |                                                                                  |                                                                                  | | |                                                                                  |                                                                                  |                                                                                  |                                                                                  |                                          |                                          |                                           |                                           |                                                            |                                                            |                                         |                                         |                                                       |                                                       |                                                         |                                                         |                                                       |                                                       |                                                       |                                                                                      |                                                                                      |                                         |                                         |                                                       |                                                       |                                                       |                                                       |                                                       |                                                       |                                                       |                                                       |                                                       |                                                       |                                                       |                                                       |                                                       |                                              |                                              |                                              |                                              |                                         |                                         |                                         |                                                            |                                                            |                                                            |                                                            |                                                                                 |                                                                                 |                                                                                 |                                                                                 |                                                                                 |                             |
| Annotazioni                     | [ N 6 ] [ N 7 ] [ N 8 ]                                  | [ N 6 ] [ N 7 ] [ N 8 ]                                  | [ N 6 ] [ N 7 ] [ N 8 ]                                  | [ N 6 ] [ N 7 ] [ N 8 ]                                       | [ N 6 ] [ N 7 ] [ N 8 ]                                       | [ N 9 ] [ N 10 ] [ N 11 ] [ N 12 ]                       | [ N 9 ] [ N 10 ] [ N 11 ] [ N 12 ]                       | [ N 9 ] [ N 10 ] [ N 11 ] [ N 12 ]                       | [ N 9 ] [ N 10 ] [ N 11 ] [ N 12 ]                       | [ N 9 ] [ N 10 ] [ N 11 ] [ N 12 ]                       | [ N 9 ] [ N 10 ] [ N 11 ] [ N 12 ]                       | [ N 13 ] [ N 14 ] [ N 15 ] [ N 16 ]                      | [ N 13 ] [ N 14 ] [ N 15 ] [ N 16 ]                      | [ N 13 ] [ N 14 ] [ N 15 ] [ N 16 ]                      | [ N 13 ] [ N 14 ] [ N 15 ] [ N 16 ]                      | [ N 17 ] [ N 18 ]                                        | [ N 17 ] [ N 18 ]                                        | [ N 19 ] [ N 20 ]                                        | [ N 19 ] [ N 20 ]                                        | [ N 21 ] [ N 22 ]                                        | [ N 21 ] [ N 22 ]                                        | [ N 23 ] [ N 24 ]                                 | [ N 23 ] [ N 24 ]                                 | [ N 25 ] [ N 26 ]                                 | [ N 25 ] [ N 26 ]                                 | [ N 27 ] [ N 28 ]                                 | [ N 27 ] [ N 28 ]                                 | [ N 29 ] [ N 30 ] [ N 31 ] [ N 32 ]               | [ N 29 ] [ N 30 ] [ N 31 ] [ N 32 ]               | [ N 29 ] [ N 30 ] [ N 31 ] [ N 32 ]               | [ N 29 ] [ N 30 ] [ N 31 ] [ N 32 ]               | [ N 29 ] [ N 30 ] [ N 31 ] [ N 32 ]               | [ N 29 ] [ N 30 ] [ N 31 ] [ N 32 ]               | [ N 33 ] [ N 34 ]                                 | [ N 33 ] [ N 34 ]                                 | [ N 33 ] [ N 34 ]                                 | [ N 33 ] [ N 34 ]                                 | [ N 35 ] [ N 36 ]                                 | [ N 35 ] [ N 36 ]                                 | [ N 37 ] [ N 38 ]                                 | [ N 37 ] [ N 38 ]                                 | [ N 39 ] [ N 40 ]                                     | [ N 39 ] [ N 40 ]                                     | [ N 39 ] [ N 40 ]                                     | [ N 39 ] [ N 40 ]                                     | [ N 41 ] [ N 42 ]                                 | [ N 41 ] [ N 42 ]                                 | [ N 43 ] [ N 44 ]                       | [ N 43 ] [ N 44 ]                       | [ N 43 ] [ N 44 ]                       | [ N 43 ] [ N 44 ]                       | [ N 45 ] [ N 46 ]                       | [ N 45 ] [ N 46 ]                       | [ N 47 ] [ N 48 ] [ N 49 ] [ N 50 ]     | [ N 47 ] [ N 48 ] [ N 49 ] [ N 50 ]     | [ N 47 ] [ N 48 ] [ N 49 ] [ N 50 ]                               | [ N 47 ] [ N 48 ] [ N 49 ] [ N 50 ]                               | [ N 47 ] [ N 48 ] [ N 49 ] [ N 50 ]                               | [ N 51 ] [ N 52 ] [ N 53 ] [ N 54 ] [ N 55 ] [ N 56 ] [ N 57 ] [ N 58 ] [ N 59 ] | [ N 51 ] [ N 52 ] [ N 53 ] [ N 54 ] [ N 55 ] [ N 56 ] [ N 57 ] [ N 58 ] [ N 59 ] | [ N 51 ] [ N 52 ] [ N 53 ] [ N 54 ] [ N 55 ] [ N 56 ] [ N 57 ] [ N 58 ] [ N 59 ] | [ N 51 ] [ N 52 ] [ N 53 ] [ N 54 ] [ N 55 ] [ N 56 ] [ N 57 ] [ N 58 ] [ N 59 ] | [ N 51 ] [ N 52 ] [ N 53 ] [ N 54 ] [ N 55 ] [ N 56 ] [ N 57 ] [ N 58 ] [ N 59 ] | [ N 51 ] [ N 52 ] [ N 53 ] [ N 54 ] [ N 55 ] [ N 56 ] [ N 57 ] [ N 58 ] [ N 59 ]                                                    | [ N 51 ] [ N 52 ] [ N 53 ] [ N 54 ] [ N 55 ] [ N 56 ] [ N 57 ] [ N 58 ] [ N 59 ]                                                    | [ N 51 ] [ N 52 ] [ N 53 ] [ N 54 ] [ N 55 ] [ N 56 ] [ N 57 ] [ N 58 ] [ N 59 ] | [ N 51 ] [ N 52 ] [ N 53 ] [ N 54 ] [ N 55 ] [ N 56 ] [ N 57 ] [ N 58 ] [ N 59 ] | [ N 51 ] [ N 52 ] [ N 53 ] [ N 54 ] [ N 55 ] [ N 56 ] [ N 57 ] [ N 58 ] [ N 59 ] | [ N 51 ] [ N 52 ] [ N 53 ] [ N 54 ] [ N 55 ] [ N 56 ] [ N 57 ] [ N 58 ] [ N 59 ] | [ N 60 ] [ N 61 ] [ N 62 ] [ N 63 ]      | [ N 60 ] [ N 61 ] [ N 62 ] [ N 63 ]      | [ N 60 ] [ N 61 ] [ N 62 ] [ N 63 ]       | [ N 60 ] [ N 61 ] [ N 62 ] [ N 63 ]       | [ N 64 ] [ N 65 ] [ N 66 ] [ N 67 ]                        | [ N 64 ] [ N 65 ] [ N 66 ] [ N 67 ]                        | [ N 64 ] [ N 65 ] [ N 66 ] [ N 67 ]     | [ N 64 ] [ N 65 ] [ N 66 ] [ N 67 ]     | [ N 68 ] [ N 69 ] [ N 70 ] [ N 71 ] [ N 72 ] [ N 73 ] | [ N 68 ] [ N 69 ] [ N 70 ] [ N 71 ] [ N 72 ] [ N 73 ] | [ N 68 ] [ N 69 ] [ N 70 ] [ N 71 ] [ N 72 ] [ N 73 ]   | [ N 68 ] [ N 69 ] [ N 70 ] [ N 71 ] [ N 72 ] [ N 73 ]   | [ N 68 ] [ N 69 ] [ N 70 ] [ N 71 ] [ N 72 ] [ N 73 ] | [ N 68 ] [ N 69 ] [ N 70 ] [ N 71 ] [ N 72 ] [ N 73 ] | [ N 68 ] [ N 69 ] [ N 70 ] [ N 71 ] [ N 72 ] [ N 73 ] | [ N 74 ] [ N 75 ] [ N 76 ] [ N 77 ]                                                  | [ N 74 ] [ N 75 ] [ N 76 ] [ N 77 ]                                                  | [ N 74 ] [ N 75 ] [ N 76 ] [ N 77 ]     | [ N 74 ] [ N 75 ] [ N 76 ] [ N 77 ]     | [ N 78 ] [ N 79 ] [ N 80 ] [ N 81 ] [ N 82 ] [ N 83 ] | [ N 78 ] [ N 79 ] [ N 80 ] [ N 81 ] [ N 82 ] [ N 83 ] | [ N 78 ] [ N 79 ] [ N 80 ] [ N 81 ] [ N 82 ] [ N 83 ] | [ N 78 ] [ N 79 ] [ N 80 ] [ N 81 ] [ N 82 ] [ N 83 ] | [ N 78 ] [ N 79 ] [ N 80 ] [ N 81 ] [ N 82 ] [ N 83 ] | [ N 78 ] [ N 79 ] [ N 80 ] [ N 81 ] [ N 82 ] [ N 83 ] | [ N 78 ] [ N 79 ] [ N 80 ] [ N 81 ] [ N 82 ] [ N 83 ] | [ N 84 ] [ N 85 ] [ N 86 ] [ N 87 ] [ N 88 ] [ N 89 ] | [ N 84 ] [ N 85 ] [ N 86 ] [ N 87 ] [ N 88 ] [ N 89 ] | [ N 84 ] [ N 85 ] [ N 86 ] [ N 87 ] [ N 88 ] [ N 89 ] | [ N 84 ] [ N 85 ] [ N 86 ] [ N 87 ] [ N 88 ] [ N 89 ] | [ N 84 ] [ N 85 ] [ N 86 ] [ N 87 ] [ N 88 ] [ N 89 ] | [ N 84 ] [ N 85 ] [ N 86 ] [ N 87 ] [ N 88 ] [ N 89 ] | [ N 90 ] [ N 91 ] [ N 92 ] [ N 93 ] [ N 94 ] | [ N 90 ] [ N 91 ] [ N 92 ] [ N 93 ] [ N 94 ] | [ N 90 ] [ N 91 ] [ N 92 ] [ N 93 ] [ N 94 ] | [ N 90 ] [ N 91 ] [ N 92 ] [ N 93 ] [ N 94 ] | [ N 95 ] [ N 96 ] [ N 97 ] [ N 98 ]     | [ N 95 ] [ N 96 ] [ N 97 ] [ N 98 ]     | [ N 95 ] [ N 96 ] [ N 97 ] [ N 98 ]     | [ N 99 ] [ N 100 ] [ N 101 ] [ N 102 ] [ N 103 ] [ N 104 ] | [ N 99 ] [ N 100 ] [ N 101 ] [ N 102 ] [ N 103 ] [ N 104 ] | [ N 99 ] [ N 100 ] [ N 101 ] [ N 102 ] [ N 103 ] [ N 104 ] | [ N 99 ] [ N 100 ] [ N 101 ] [ N 102 ] [ N 103 ] [ N 104 ] | [ N 105 ] [ N 106 ] [ N 107 ] [ N 108 ] [ N 109 ] [ N 110 ] [ N 111 ] [ N 112 ] | [ N 105 ] [ N 106 ] [ N 107 ] [ N 108 ] [ N 109 ] [ N 110 ] [ N 111 ] [ N 112 ] | [ N 105 ] [ N 106 ] [ N 107 ] [ N 108 ] [ N 109 ] [ N 110 ] [ N 111 ] [ N 112 ] | [ N 105 ] [ N 106 ] [ N 107 ] [ N 108 ] [ N 109 ] [ N 110 ] [ N 111 ] [ N 112 ] | [ N 105 ] [ N 106 ] [ N 107 ] [ N 108 ] [ N 109 ] [ N 110 ] [ N 111 ] [ N 112 ] |                             |
| Nominati                        | Javier                                                   | Javier                                                   | Javier Tommaso                                           | Giglio Ila Jessica Le Non è la Rai Lorenzo Luca Tommaso Yulia | Giglio Ila Jessica Le Non è la Rai Lorenzo Luca Tommaso Yulia | Iago Ila Yulia                                           | Iago Ila Yulia                                           | Iago Ila Yulia                                           | Iago Ila Yulia                                           | Amanda Helena Iago Shaila                                | Amanda Helena Iago Shaila                                | Amanda Clarissa Iago Mariavittoria                       | Amanda Clarissa Iago Mariavittoria                       | Clayton Iago Mariavittoria Yulia                         | Clayton Iago Mariavittoria Yulia                         | Amanda Clayton Helena Michael Tommaso Yulia              | Amanda Clayton Helena Michael Tommaso Yulia              | Amanda Lorenzo Shaila Yulia                              | Amanda Lorenzo Shaila Yulia                              | Amanda Giglio Helena Iago Jessica Mariavittoria          | Amanda Giglio Helena Iago Jessica Mariavittoria          | Amanda Clayton Iago Mariavittoria                 | Amanda Clayton Iago Mariavittoria                 | Clayton Mariavittoria Shaila                      | Clayton Mariavittoria Shaila                      | Amanda Federica Lorenzo Luca                      | Amanda Federica Lorenzo Luca                      | Alfonso Amanda Clayton Jessica Lorenzo            | Alfonso Amanda Clayton Jessica Lorenzo            | Amanda Helena Lorenzo Luca Shaila Stefano         | Amanda Helena Lorenzo Luca Shaila Stefano         | Amanda Helena Lorenzo Luca Shaila Stefano         | Amanda Helena Lorenzo Luca Shaila Stefano         | Federica Giglio Javier Stefano                    | Federica Giglio Javier Stefano                    | Federica Giglio Javier Stefano                    | Federica Giglio Javier Stefano                    | Amanda Federica Luca Stefano                      | Amanda Federica Luca Stefano                      | Helena Ilaria-Pamela Shaila Stefano Tommaso       | Helena Ilaria-Pamela Shaila Stefano Tommaso       | Bernardo Emanuele Helena Javier Lorenzo Tommaso Zeudi | Bernardo Emanuele Helena Javier Lorenzo Tommaso Zeudi | Bernardo Emanuele Helena Javier Lorenzo Tommaso Zeudi | Bernardo Emanuele Helena Javier Lorenzo Tommaso Zeudi | Bernardo Emanuele Le Monsè Zeudi                  | Bernardo Emanuele Le Monsè Zeudi                  | Bernardo Helena Shaila Stefania         | Bernardo Helena Shaila Stefania         | Bernardo Helena Shaila Stefania         | Bernardo Helena Shaila Stefania         | Helena Ilaria Luca Shaila Tommaso       | Helena Ilaria Luca Shaila Tommaso       | Amanda Bernardo Lorenzo Maxime          | Amanda Bernardo Lorenzo Maxime          | Alfonso Bernardo Emanuele Eva Javier Maxime Pamela Stefania Zeudi | Alfonso Bernardo Emanuele Eva Javier Maxime Pamela Stefania Zeudi | Alfonso Bernardo Emanuele Eva Javier Maxime Pamela Stefania Zeudi | Clarissa Clayton Eva Federica Helena Iago Jessica Le Monsè Michael Stefano       | Clarissa Clayton Eva Federica Helena Iago Jessica Le Monsè Michael Stefano       | Clarissa Clayton Eva Federica Helena Iago Jessica Le Monsè Michael Stefano       | Eva Federica Helena Iago Jessica Michael                                         | Eva Federica Helena Iago Jessica Michael                                         | Alfonso Amanda Bernardo Chiara Emanuele Giglio Ilaria Javier Lorenzo Luca Mariavittoria Maxime Pamela Shaila Stefania Tommaso Zeudi | Alfonso Amanda Bernardo Chiara Emanuele Giglio Ilaria Javier Lorenzo Luca Mariavittoria Maxime Pamela Shaila Stefania Tommaso Zeudi | Amanda Iago Lorenzo Luca Shaila Stefania                                         | Amanda Iago Lorenzo Luca Shaila Stefania                                         | Amanda Iago Lorenzo Luca Shaila Stefania                                         | Amanda Iago Lorenzo Luca Shaila Stefania                                         | Amanda Bernardo Chiara Eva Helena Ilaria | Amanda Bernardo Chiara Eva Helena Ilaria | Emanuele Giglio Iago Ilaria Jessica Zeudi | Emanuele Giglio Iago Ilaria Jessica Zeudi | Amanda Eva Giglio Iago Javier Jessica Maxime Pamela Shaila | Amanda Eva Giglio Iago Javier Jessica Maxime Pamela Shaila | Amanda Iago Pamela Stefania Zeudi       | Amanda Iago Pamela Stefania Zeudi       | Alfonso Giglio Javier Lorenzo                         | Alfonso Giglio Javier Lorenzo                         | Amanda Chiara Iago Jessica Maria Teresa Maxime Stefania | Amanda Chiara Iago Jessica Maria Teresa Maxime Stefania | Alfonso Amanda Chiara Giglio Iago Shaila              | Alfonso Amanda Chiara Giglio Iago Shaila              | Alfonso Amanda Chiara Giglio Iago Shaila              | Amanda Chiara Federico Giglio Iago Maria Teresa Mariavittoria Maxime Shaila Stefania | Amanda Chiara Federico Giglio Iago Maria Teresa Mariavittoria Maxime Shaila Stefania | Chiara Giglio Iago Mattia Shaila        | Chiara Giglio Iago Mattia Shaila        | Amanda Helena Jessica Stefania                        | Amanda Helena Jessica Stefania                        | Amanda Chiara Helena Maria Teresa Zeudi               | Amanda Chiara Helena Maria Teresa Zeudi               | Chiara Helena Maria Teresa Mattia Zeudi               | Chiara Helena Maria Teresa Mattia Zeudi               | Chiara Helena Maria Teresa Mattia Zeudi               | Chiara Federico Mattia Stefania Tommaso               | Chiara Federico Mariavittoria Stefania                | Chiara Federico Mariavittoria Stefania                | Chiara Mariavittoria Shaila Stefania Zeudi            | Chiara Mariavittoria Shaila Stefania Zeudi            | Chiara Mariavittoria Shaila Stefania Zeudi            | Chiara Helena Stefania                       | Chiara Helena Stefania                       | Chiara Helena Javier Mariavittoria Shaila    | Chiara Helena Javier Mariavittoria Shaila    | Chiara Mariavittoria Tommaso            | Chiara Giglio Helena                    | Chiara Giglio Helena                    | Chiara Helena Javier Shaila                                | Chiara Helena Javier Shaila                                | Chiara Helena Shaila                                       | Chiara Mariavittoria                                       |                                                                                 |                                                                                 |                                                                                 |                                                                                 |                                                                                 |                             |
| Nominati                        | Javier                                                   | Javier                                                   | Javier Tommaso                                           | Giglio Ila Jessica Le Non è la Rai Lorenzo Luca Tommaso Yulia | Giglio Ila Jessica Le Non è la Rai Lorenzo Luca Tommaso Yulia | Iago Ila Yulia                                           | Iago Ila Yulia                                           | Iago Ila Yulia                                           | Iago Ila Yulia                                           | Amanda Helena Iago Shaila                                | Amanda Helena Iago Shaila                                | Amanda Clarissa Iago Mariavittoria                       | Amanda Clarissa Iago Mariavittoria                       | Clayton Iago Mariavittoria Yulia                         | Clayton Iago Mariavittoria Yulia                         | Amanda Clayton Helena Michael Tommaso Yulia              | Amanda Clayton Helena Michael Tommaso Yulia              | Amanda Lorenzo Shaila Yulia                              | Amanda Lorenzo Shaila Yulia                              | Amanda Giglio Helena Iago Jessica Mariavittoria          | Amanda Giglio Helena Iago Jessica Mariavittoria          | Amanda Clayton Iago Mariavittoria                 | Amanda Clayton Iago Mariavittoria                 | Clayton Mariavittoria Shaila                      | Clayton Mariavittoria Shaila                      | Amanda Federica Lorenzo Luca                      | Amanda Federica Lorenzo Luca                      | Alfonso Amanda Clayton Jessica Lorenzo            | Alfonso Amanda Clayton Jessica Lorenzo            | Amanda Helena Lorenzo Luca Shaila Stefano         | Amanda Helena Lorenzo Luca Shaila Stefano         | Amanda Helena Lorenzo Luca Shaila Stefano         | Amanda Helena Lorenzo Luca Shaila Stefano         | Federica Giglio Javier Stefano                    | Federica Giglio Javier Stefano                    | Federica Giglio Javier Stefano                    | Federica Giglio Javier Stefano                    | Amanda Federica Luca Stefano                      | Amanda Federica Luca Stefano                      | Helena Ilaria-Pamela Shaila Stefano Tommaso       | Helena Ilaria-Pamela Shaila Stefano Tommaso       | Bernardo Emanuele Helena Javier Lorenzo Tommaso Zeudi | Bernardo Emanuele Helena Javier Lorenzo Tommaso Zeudi | Bernardo Emanuele Helena Javier Lorenzo Tommaso Zeudi | Bernardo Emanuele Helena Javier Lorenzo Tommaso Zeudi | Bernardo Emanuele Le Monsè Zeudi                  | Bernardo Emanuele Le Monsè Zeudi                  | Bernardo Helena Shaila Stefania         | Bernardo Helena Shaila Stefania         | Bernardo Helena Shaila Stefania         | Bernardo Helena Shaila Stefania         | Helena Ilaria Luca Shaila Tommaso       | Helena Ilaria Luca Shaila Tommaso       | Amanda Bernardo Lorenzo Maxime          | Amanda Bernardo Lorenzo Maxime          | Alfonso Bernardo Emanuele Eva Javier Maxime Pamela Stefania Zeudi | Alfonso Bernardo Emanuele Eva Javier Maxime Pamela Stefania Zeudi | Alfonso Bernardo Emanuele Eva Javier Maxime Pamela Stefania Zeudi | Clarissa Clayton Eva Federica Helena Iago Jessica Le Monsè Michael Stefano       | Clarissa Clayton Eva Federica Helena Iago Jessica Le Monsè Michael Stefano       | Clarissa Clayton Eva Federica Helena Iago Jessica Le Monsè Michael Stefano       | Eva Federica Helena Iago Jessica Michael                                         | Eva Federica Helena Iago Jessica Michael                                         | Alfonso Amanda Bernardo Chiara Emanuele Giglio Ilaria Javier Lorenzo Luca Mariavittoria Maxime Pamela Shaila Stefania Tommaso Zeudi | Alfonso Amanda Bernardo Chiara Emanuele Giglio Ilaria Javier Lorenzo Luca Mariavittoria Maxime Pamela Shaila Stefania Tommaso Zeudi | Amanda Iago Lorenzo Luca Shaila Stefania                                         | Amanda Iago Lorenzo Luca Shaila Stefania                                         | Amanda Iago Lorenzo Luca Shaila Stefania                                         | Amanda Iago Lorenzo Luca Shaila Stefania                                         | Amanda Bernardo Chiara Eva Helena Ilaria | Amanda Bernardo Chiara Eva Helena Ilaria | Emanuele Giglio Iago Ilaria Jessica Zeudi | Emanuele Giglio Iago Ilaria Jessica Zeudi | Amanda Eva Giglio Iago Javier Jessica Maxime Pamela Shaila | Amanda Eva Giglio Iago Javier Jessica Maxime Pamela Shaila | Amanda Iago Pamela Stefania Zeudi       | Amanda Iago Pamela Stefania Zeudi       | Alfonso Giglio Javier Lorenzo                         | Alfonso Giglio Javier Lorenzo                         | Amanda Chiara Iago Jessica Maria Teresa Maxime Stefania | Amanda Chiara Iago Jessica Maria Teresa Maxime Stefania | Alfonso Amanda Chiara Giglio Iago Shaila              | Alfonso Amanda Chiara Giglio Iago Shaila              | Alfonso Amanda Chiara Giglio Iago Shaila              | Amanda Chiara Federico Giglio Iago Maria Teresa Mariavittoria Maxime Shaila Stefania | Amanda Chiara Federico Giglio Iago Maria Teresa Mariavittoria Maxime Shaila Stefania | Chiara Giglio Iago Mattia Shaila        | Chiara Giglio Iago Mattia Shaila        | Amanda Helena Jessica Stefania                        | Amanda Helena Jessica Stefania                        | Amanda Chiara Helena Maria Teresa Zeudi               | Amanda Chiara Helena Maria Teresa Zeudi               | Chiara Helena Maria Teresa Mattia Zeudi               | Chiara Helena Maria Teresa Mattia Zeudi               | Chiara Helena Maria Teresa Mattia Zeudi               | Chiara Federico Mattia Stefania Tommaso               | Chiara Federico Mariavittoria Stefania                | Chiara Federico Mariavittoria Stefania                | Chiara Mariavittoria Shaila Stefania Zeudi            | Chiara Mariavittoria Shaila Stefania Zeudi            | Chiara Mariavittoria Shaila Stefania Zeudi            | Chiara Helena Stefania                       | Chiara Helena Stefania                       | Chiara Helena Javier Mariavittoria Shaila    | Chiara Helena Javier Mariavittoria Shaila    | Chiara Mariavittoria Tommaso            | Chiara Giglio Helena                    | Chiara Giglio Helena                    | Chiara Helena Javier Shaila                                | Chiara Helena Javier Shaila                                | Chiara Helena Shaila                                       | Chiara Mariavittoria                                       | Helena Zeudi                                                                    | Chiara Lorenzo                                                                  | Chiara Jessica                                                                  | Helena Jessica                                                                  | Helena Jessica                                                                  |                             |
| Ritirati                        | Nessuno                                                  | Nessuno                                                  | Nessuno                                                  | Nessuno                                                       | Nessuno                                                       | Nessuno                                                  | Nessuno                                                  | Nessuno                                                  | Nessuno                                                  | Nessuno                                                  | Nessuno                                                  | Ila                                                      | Ila                                                      | Nessuno                                                  | Nessuno                                                  | Nessuno                                                  | Nessuno                                                  | Nessuno                                                  | Nessuno                                                  | Nessuno                                                  | Nessuno                                                  | Eleonora                                          | Eleonora                                          | Nessuno                                           | Nessuno                                           | Enzo Paolo                                        | Enzo Paolo                                        | Nessuno                                           | Nessuno                                           | Nessuno                                           | Nessuno                                           | Nessuno                                           | Nessuno                                           | Nessuno                                           | Nessuno                                           | Nessuno                                           | Nessuno                                           | Nessuno                                           | Nessuno                                           | Yulia                                             | Yulia                                             | Nessuno                                               | Nessuno                                               | Nessuno                                               | Nessuno                                               | Nessuno                                           | Nessuno                                           | Pamela                                  | Pamela                                  | Pamela                                  | Pamela                                  | Jessica                                 | Jessica                                 | Nessuno                                 | Nessuno                                 | Nessuno                                                           | Nessuno                                                           | Nessuno                                                           | Nessuno                                                                          | Nessuno                                                                          | Nessuno                                                                          | Nessuno                                                                          | Nessuno                                                                          | Nessuno | Nessuno | Nessuno                                                                          | Nessuno                                                                          | Nessuno                                                                          | Nessuno                                                                          | Nessuno                                  | Nessuno                                  | Nessuno                                   | Nessuno                                   | Ilaria                                                     | Ilaria                                                     | Nessuno                                 | Nessuno                                 | Nessuno                                               | Nessuno                                               | Nessuno                                                 | Nessuno                                                 | Pamela                                                | Pamela                                                | Pamela                                                | Nessuno                                                                              | Nessuno                                                                              | Nessuno                                 | Nessuno                                 | Nessuno                                               | Nessuno                                               | Nessuno                                               | Nessuno                                               | Nessuno                                               | Nessuno                                               | Nessuno                                               | Nessuno                                               | Nessuno                                               | Nessuno                                               | Nessuno                                               | Nessuno                                               | Nessuno                                               | Nessuno                                      | Nessuno                                      | Nessuno                                      | Nessuno                                      | Nessuno                                 | Nessuno                                 | Nessuno                                 | Nessuno                                                    | Nessuno                                                    | Nessuno                                                    | Nessuno                                                    | Nessuno                                                                         | Nessuno                                                                         | Nessuno                                                                         | Nessuno                                                                         | Nessuno                                                                         |                             |
| Espulsi                         | Nessuno                                                  | Nessuno                                                  | Nessuno                                                  | Nessuno                                                       | Nessuno                                                       | Nessuno                                                  | Nessuno                                                  | Nessuno                                                  | Nessuno                                                  | Nessuno                                                  | Nessuno                                                  | Nessuno                                                  | Nessuno                                                  | Nessuno                                                  | Nessuno                                                  | Nessuno                                                  | Nessuno                                                  | Nessuno                                                  | Nessuno                                                  | Nessuno                                                  | Nessuno                                                  | Nessuno                                           | Nessuno                                           | Nessuno                                           | Nessuno                                           | Nessuno                                           | Nessuno                                           | Nessuno                                           | Nessuno                                           | Nessuno                                           | Nessuno                                           | Nessuno                                           | Nessuno                                           | Nessuno                                           | Nessuno                                           | Nessuno                                           | Nessuno                                           | Nessuno                                           | Nessuno                                           | Nessuno                                           | Nessuno                                           | Nessuno                                               | Nessuno                                               | Nessuno                                               | Nessuno                                               | Nessuno                                           | Nessuno                                           | Nessuno                                 | Nessuno                                 | Nessuno                                 | Nessuno                                 | Nessuno                                 | Nessuno                                 | Nessuno                                 | Nessuno                                 | Nessuno                                                           | Nessuno                                                           | Nessuno                                                           | Nessuno                                                                          | Nessuno                                                                          | Nessuno                                                                          | Nessuno                                                                          | Nessuno                                                                          | Nessuno | Nessuno | Nessuno                                                                          | Nessuno                                                                          | Nessuno                                                                          | Nessuno                                                                          | Nessuno                                  | Nessuno                                  | Nessuno                                   | Nessuno                                   | Nessuno                                                    | Nessuno                                                    | Nessuno                                 | Nessuno                                 | Nessuno                                               | Nessuno                                               | Nessuno                                                 | Nessuno                                                 | Nessuno                                               | Nessuno                                               | Nessuno                                               | Nessuno                                                                              | Nessuno                                                                              | Nessuno                                 | Nessuno                                 | Nessuno                                               | Nessuno                                               | Nessuno                                               | Nessuno                                               | Nessuno                                               | Nessuno                                               | Nessuno                                               | Nessuno                                               | Nessuno                                               | Nessuno                                               | Nessuno                                               | Nessuno                                               | Nessuno                                               | Nessuno                                      | Nessuno                                      | Nessuno                                      | Nessuno                                      | Nessuno                                 | Nessuno                                 | Nessuno                                 | Nessuno                                                    | Nessuno                                                    | Nessuno                                                    | Nessuno                                                    | Nessuno                                                                         | Nessuno                                                                         | Nessuno                                                                         | Nessuno                                                                         | Nessuno                                                                         |                             |
| Eliminati                       | Javier 4 voti per eliminare                              | Javier 4 voti per eliminare                              | Nessuna eliminazione                                     | Jessica 33% per il preferito                                  | Jessica 33% per il preferito                                  | Yulia 36% per il preferito                               | Yulia 36% per il preferito                               | Yulia 36% per il preferito                               | Yulia 36% per il preferito                               | Amanda 9% per salvare                                    | Amanda 9% per salvare                                    | Clarissa 19% per salvare                                 | Clarissa 19% per salvare                                 | Mariavittoria 37% per il preferito                       | Mariavittoria 37% per il preferito                       | Michael 4% per salvare                                   | Michael 4% per salvare                                   | Shaila 37% per il preferito                              | Shaila 37% per il preferito                              | Jessica 34% per il preferito                             | Jessica 34% per il preferito                             | Iago 21% per salvare                              | Iago 21% per salvare                              | Shaila 44% per il preferito                       | Shaila 44% per il preferito                       | Luca 51% per il preferito                         | Luca 51% per il preferito                         | Clayton 8% per salvare                            | Clayton 8% per salvare                            | Helena 38% per il preferito                       | Helena 38% per il preferito                       | Helena 38% per il preferito                       | Helena 38% per il preferito                       | Javier 69% per il preferito                       | Javier 69% per il preferito                       | Javier 69% per il preferito                       | Javier 69% per il preferito                       | Federica 15% per salvare                          | Federica 15% per salvare                          | Stefano 9% per salvare                            | Stefano 9% per salvare                            | Javier 37% per il preferito                           | Javier 37% per il preferito                           | Javier 37% per il preferito                           | Javier 37% per il preferito                           | Le Monsè 14% per salvare                          | Le Monsè 14% per salvare                          | Televoto annullato                      | Televoto annullato                      | Televoto annullato                      | Televoto annullato                      | Helena 51% per eliminare                | Helena 51% per eliminare                | Lorenzo 57% per il preferito            | Lorenzo 57% per il preferito            | Eva 3% per salvare                                                | Eva 3% per salvare                                                | Eva 3% per salvare                                                | Helena 62% per rientrare                                                         | Jessica 16% per rientrare                                                        | Iago 11% per rientrare                                                           | Helena 60% per salvare                                                           | Jessica 16% per salvare                                                          | Zeudi 28% per il bonus | Javier 15% per il bonus | Luca 8% per salvare                                                              | Luca 8% per salvare                                                              | Luca 8% per salvare                                                              | Luca 8% per salvare                                                              | Bernardo 7% per salvare                  | Bernardo 7% per salvare                  | Emanuele 7% per salvare                   | Emanuele 7% per salvare                   | Eva 2% per salvare                                         | Eva 2% per salvare                                         | Televoto annullato                      | Televoto annullato                      | Lorenzo 46% per la finale                             | Lorenzo 46% per la finale                             | Jessica 38% per salvare                                 | Jessica 38% per salvare                                 | Alfonso 10% per salvare                               | Alfonso 10% per salvare                               | Alfonso 10% per salvare                               | Maxime 2% per salvare                                                                | Maxime 2% per salvare                                                                | Iago 18% per salvare                    | Iago 18% per salvare                    | Jessica 57% per la finale                             | Jessica 57% per la finale                             | Amanda 10% per salvare                                | Amanda 10% per salvare                                | Maria Teresa 4% per salvare                           | Maria Teresa 4% per salvare                           | Maria Teresa 4% per salvare                           | Mattia 10% per salvare                                | Federico 16% per salvare                              | Federico 16% per salvare                              | Zeudi 49% per la finale                               | Zeudi 49% per la finale                               | Zeudi 49% per la finale                               | Stefania 11% per salvare                     | Stefania 11% per salvare                     | Javier 10% per salvare                       | Javier 10% per salvare                       | Tommaso 25% per salvare                 | Giglio 21% per salvare                  | Giglio 21% per salvare                  | Javier 14% per salvare                                     | Javier 14% per salvare                                     | Helena 52% per la finale                                   | Chiara 53% per la finale                                   | Zeudi 47% per salvare                                                           | Lorenzo 42% per salvare                                                         | Chiara 19% per salvare                                                          | Jessica 52% per vincere                                                         | Jessica 52% per vincere                                                         |                             |
| Eliminati                       | Javier 4 voti per eliminare                              | Javier 4 voti per eliminare                              | Nessuna eliminazione                                     | Tommaso 20% per il preferito                                  | Tommaso 20% per il preferito                                  | Yulia 36% per il preferito                               | Yulia 36% per il preferito                               | Yulia 36% per il preferito                               | Yulia 36% per il preferito                               | Amanda 9% per salvare                                    | Amanda 9% per salvare                                    | Clarissa 19% per salvare                                 | Clarissa 19% per salvare                                 | Iago 30% per il preferito                                | Iago 30% per il preferito                                | Michael 4% per salvare                                   | Michael 4% per salvare                                   | Lorenzo 27% per il preferito                             | Lorenzo 27% per il preferito                             | Helena 20% per il preferito                              | Helena 20% per il preferito                              | Iago 21% per salvare                              | Iago 21% per salvare                              | Mariavittoria 40% per il preferito                | Mariavittoria 40% per il preferito                | Luca 51% per il preferito                         | Luca 51% per il preferito                         | Clayton 8% per salvare                            | Clayton 8% per salvare                            | Lorenzo 26% per il preferito                      | Lorenzo 26% per il preferito                      | Lorenzo 26% per il preferito                      | Lorenzo 26% per il preferito                      | Javier 69% per il preferito                       | Javier 69% per il preferito                       | Javier 69% per il preferito                       | Javier 69% per il preferito                       | Federica 15% per salvare                          | Federica 15% per salvare                          | Stefano 9% per salvare                            | Stefano 9% per salvare                            | Helena 26% per il preferito                           | Helena 26% per il preferito                           | Helena 26% per il preferito                           | Helena 26% per il preferito                           | Le Monsè 14% per salvare                          | Le Monsè 14% per salvare                          | Televoto annullato                      | Televoto annullato                      | Televoto annullato                      | Televoto annullato                      | Helena 51% per eliminare                | Helena 51% per eliminare                | Amanda 27% per il preferito             | Amanda 27% per il preferito             | Eva 3% per salvare                                                | Eva 3% per salvare                                                | Eva 3% per salvare                                                | Michael 4% per rientrare                                                         | Eva 3% per rientrare                                                             | Federica 2% per rientrare                                                        | Iago 13% per salvare                                                             | Eva 8% per salvare                                                               | Lorenzo 13% per il bonus | Shaila 10% per il bonus | Luca 8% per salvare                                                              | Luca 8% per salvare                                                              | Luca 8% per salvare                                                              | Luca 8% per salvare                                                              | Bernardo 7% per salvare                  | Bernardo 7% per salvare                  | Emanuele 7% per salvare                   | Emanuele 7% per salvare                   | Eva 2% per salvare                                         | Eva 2% per salvare                                         | Televoto annullato                      | Televoto annullato                      | Lorenzo 46% per la finale                             | Lorenzo 46% per la finale                             | Jessica 38% per salvare                                 | Jessica 38% per salvare                                 | Alfonso 10% per salvare                               | Alfonso 10% per salvare                               | Alfonso 10% per salvare                               | Maxime 2% per salvare                                                                | Maxime 2% per salvare                                                                | Iago 18% per salvare                    | Iago 18% per salvare                    | Jessica 57% per la finale                             | Jessica 57% per la finale                             | Amanda 10% per salvare                                | Amanda 10% per salvare                                | Maria Teresa 4% per salvare                           | Maria Teresa 4% per salvare                           | Maria Teresa 4% per salvare                           | Mattia 10% per salvare                                | Federico 16% per salvare                              | Federico 16% per salvare                              | Zeudi 49% per la finale                               | Zeudi 49% per la finale                               | Zeudi 49% per la finale                               | Stefania 11% per salvare                     | Stefania 11% per salvare                     | Javier 10% per salvare                       | Javier 10% per salvare                       | Tommaso 25% per salvare                 | Giglio 21% per salvare                  | Giglio 21% per salvare                  | Javier 14% per salvare                                     | Javier 14% per salvare                                     | Shaila 17% per la finale                                   | Mariavittoria 47% per la finale                            | Zeudi 47% per salvare                                                           | Lorenzo 42% per salvare                                                         | Chiara 19% per salvare                                                          | Helena 48% per vincere                                                          | Helena 48% per vincere                                                          |                             |

- Con 6 concorrenti ritirati, questa edizione, insieme alla precedente, risulta quella con più ritiri della storia del Grande Fratello e del Grande Fratello VIP.

## Cronologia degli episodi
- Giorno 1: Viene comunicata la situazione di Lino Giuliano, il quale è stato squalificato prima ancora del suo ingresso nella casa a causa di un commento omofobo pubblicato sui social nei giorni precedenti la prima puntata, violando il regolamento del reality[46]. Entrano nella casa i primi quindici concorrenti dell'edizione, nell'ordine: Le Non è la Rai (trio composto da Eleonora Cecere, Pamela Petrarolo e Ilaria Galassi)[47], Tommaso Franchi[48], Clarissa Burt[49], Jessica Morlacchi[50], Luca "Giglio" Giglioli[51], Shaila Gatta[52], Luca Calvani[53], Lorenzo Spolverato[54], Enzo Paolo Turchi[55], Yulia Naomi Bruschi[56], Javier Martínez[57] e Ilaria "Ila" Clemente[58]. Nonostante la prima puntata, i concorrenti devono affrontare le nomination, che riguardano però solo gli uomini ad eccezione di Enzo Paolo, che gode dell'immunità delle due opinioniste: le donne devono votare in negativo uno dei concorrenti uomini nel segreto del confessionale. Il concorrente più votato è Javier, che per penalità trascorre la notte in giardino, potendo però scegliere un inquilino da portare con sé: la scelta ricade su Tommaso.
- Giorno 4: Nella casa entrano altri cinque concorrenti: Iago García[59], Amanda Lecciso[60], Helena Prestes[61], Mariavittoria Minghetti[62] e Michael Castorino[63]. I concorrenti entrati nella prima puntata affrontano le nomination, ignari del fatto che sia per un televoto in positivo che decreterà due concorrenti immuni. Tutti sono nominabili e tutti godono del segreto del confessionale: i più votati risultano essere Yulia (4), Tommaso (2), Ila (1), Jessica (1), Le Non è la Rai (1), Lorenzo (1), Luca (1) e Giglio (1).
- Giorno 8: Giglio, Ila, Jessica, Lorenzo, Luca, Le Non è la Rai, Tommaso e Yulia sono i nominati della puntata: con il 33% e il 20% dei voti, Jessica e Tommaso risultano essere i preferiti del pubblico e pertanto viene conferita loro l'immunità. Con l'arrivo dell'ultimo concorrente, Clayton Norcross[64], il cast di questa edizione è ufficialmente al completo. I concorrenti affrontano le nomination, ignari che il televoto abbia nuovamente esito positivo e come finalità individuare un terzo concorrente immune dalla nomination eliminatoria della diretta successiva. I concorrenti entrati nel corso della prima diretta sono tutti nominabili ad eccezione di Jessica e Tommaso (preferiti del pubblico) e devono nominarsi a vicenda attraverso nomination palesi: le più votate risultano essere Yulia (5) e Ila (3). I concorrenti entrati nel corso della seconda diretta sono altresì tutti nominabili e devono nominarsi a vicenda potendo però godere del segreto del confessionale: il più votato risulta essere Iago (3).
- Giorno 11: Iago, Ila e Yulia sono i nominati della puntata: con il 36% dei voti, Yulia risulta essere la preferita del pubblico e pertanto le viene conferita l'immunità. I concorrenti affrontano le nomination che riguardano tutti ad eccezione di Jessica, Tommaso e Yulia (preferiti del pubblico), di Enzo Paolo, Luca e Le Non è la Rai (preferiti della casa), di Mariavittoria e Clarissa (preferite rispettivamente di Beatrice Luzzi e Cesara Buonamici) e di Clayton, escluso dalla votazione perché entrato nella diretta precedente. Questi ultimi faranno le nomination nel segreto del confessionale, mentre i concorrenti a rischio faranno le nomination palesi: il concorrente meno votato sarà il primo candidato alla prossima eliminazione. I più votati risultano essere Helena (5), Iago (4), Amanda (3) e Shaila (3).
- Giorno 12: Clarissa Burt esce momentaneamente dalla casa per ricevere un'importante onorificenza[65].
- Giorno 15: Clarissa Burt rientra nel pomeriggio nella casa. Amanda, Helena, Iago e Shaila sono i nominati della puntata: con il 9% dei voti, Amanda risulta essere la meno votata ed è pertanto la prima candidata alla prima eliminazione definitiva. I concorrenti affrontano le nomination che riguardano tutti ad eccezione di Jessica, Tommaso e Yulia (preferiti del pubblico), di Enzo Paolo e Le Non è la Rai (preferiti della casa), di Helena e Lorenzo (preferiti rispettivamente di Beatrice Luzzi e Cesara Buonamici) e di Clayton, escluso dalla votazione perché ultimo entrato. Questi ultimi faranno le nomination nel segreto del confessionale, mentre i concorrenti a rischio faranno le nomination palesi: i più votati risultano essere Iago (4), Clarissa (3) e Mariavittoria (3).
- Giorno 16: Ilaria "Ila" Clemente lascia momentaneamente la casa per motivi personali[66].
- Giorno 18: Ilaria "Ila" Clemente abbandona ufficialmente il gioco dopo aver scoperto di essere incinta[67]. Amanda, Clarissa, Iago e Mariavittoria sono i nominati della puntata: con il 19% dei voti, Clarissa risulta essere la meno votata e pertanto è la prima concorrente ad abbandonare la casa. I concorrenti affrontano le nomination che riguardano tutti ad eccezione di Enzo Paolo, Lorenzo, Luca e Le Non è la Rai (preferiti della casa) e di Jessica e Shaila (preferite rispettivamente di Beatrice Luzzi e Cesara Buonamici), ignari del fatto che sia per un televoto in positivo che decreterà due concorrenti immuni: i più votati risultano essere Mariavittoria (4), Iago (3), Clayton (2) e Yulia (2).
- Giorno 22: Nel corso della puntata Carmen Russo entra nella casa in qualità di ospite[68]. Clayton, Iago, Mariavittoria e Yulia sono i nominati della puntata: con il 37% e il 30% dei voti, Mariavittoria e Iago risultano essere i preferiti del pubblico e pertanto viene conferita loro l'immunità e il potere di mandare direttamente al successivo televoto eliminatorio uno degli altri due nominati: la scelta ricade su Yulia, che viene designata come prima candidata all'eliminazione definitiva. I concorrenti affrontano le nomination che riguardano tutti ad eccezione di Iago e Mariavittoria (preferiti del pubblico), di Giglio, Javier e Le Non è la Rai (preferiti della casa), di Lorenzo e Shaila (preferiti rispettivamente di Beatrice Luzzi e Cesara Buonamici) e di Yulia, già nominata. Gli immuni faranno le nomination nel segreto del confessionale, mentre i concorrenti a rischio faranno le nomination palesi: i più votati risultano essere Amanda (5), Clayton (4), Helena (2), Michael (2) e Tommaso (2).
- Giorno 29: Nel corso della puntata Carmen Russo abbandona la casa. Amanda, Clayton, Helena, Michael, Tommaso e Yulia sono i nominati della puntata: con il 4% dei voti, Michael risulta essere il meno votato e pertanto è il secondo concorrente ad abbandonare la casa. I concorrenti affrontano le nomination che riguardano tutti ad eccezione di Enzo Paolo, Giglio e Le Non è la Rai (preferiti della casa) e di Mariavittoria e Iago (preferiti rispettivamente di Beatrice Luzzi e Cesara Buonamici), ignari del fatto che sia per un televoto in positivo che decreterà due concorrenti immuni: i più votati risultano essere Amanda (5), Lorenzo (2), Shaila (2) e Yulia (2).
- Giorno 36: Amanda, Lorenzo, Shaila e Yulia sono i nominati della puntata: con il 37% e il 27% dei voti, Shaila e Lorenzo risultano essere i preferiti del pubblico e pertanto viene conferita loro l'immunità. A loro insaputa, durante la puntata viene loro svelato che parteciperanno come ospiti alla diciannovesima edizione del Gran Hermano, per un interscambio con la concorrente spagnola Maica Benedicto che invece soggiornerà all'interno della casa del reality italiano al loro posto per qualche giorno[69]. I concorrenti affrontano le nomination che riguardano tutti ad eccezione di Enzo Paolo e Le Non è la Rai (preferiti della casa) e di Clayton e Yulia (preferiti rispettivamente di Beatrice Luzzi e Cesara Buonamici), ignari del fatto che sia per un televoto in positivo che decreterà altri due concorrenti immuni: i più votati risultano essere Helena (6), Amanda (2), Iago (2), Giglio (1), Jessica (1) e Mariavittoria (1).
- Giorno 39: Nella notte Maica Benedicto abbandona la casa per fare ritorno nella casa del Gran Hermano[30].
- Giorno 43: Federica Petagna entra nella casa in qualità di nuova concorrente[70], mentre Shaila e Lorenzo rientrano in Italia. Nel corso della puntata, Eleonora Cecere (una delle tre componenti del trio de Le Non è la Rai) abbandona la casa in seguito a dei motivi familiari, lasciando Pamela Petrarolo e Ilaria Galassi come duo[17]. Amanda, Giglio, Helena, Iago, Jessica e Mariavittoria sono i nominati della puntata: con il 34% e il 20% dei voti, Jessica ed Helena risultano essere le preferite del pubblico e pertanto viene conferita loro l'immunità e il potere di mandare direttamente al successivo televoto eliminatorio uno degli altri nominati. La scelta ricade su Iago che viene designato come primo candidato all'eliminazione definitiva. I concorrenti affrontano le nomination con l'eccezione di Shaila e Lorenzo (preferiti del pubblico della puntata precedente), Jessica ed Helena (preferite del pubblico nella puntata corrente), Luca (preferito della casa) e Javier (preferito delle opinioniste): i più votati risultano essere Clayton (6), Amanda (3) e Mariavittoria (3).
- Giorno 50: Alfonso D'Apice entra nella casa in qualità di nuovo concorrente[71], mentre Diletta Leotta è ospite della puntata per sponsorizzare la nuova edizione de La talpa[72], e Tommaso lascia momentaneamente la casa per entrare come ospite nella casa del Gran Hermano 19 per una visita a Maica, la concorrente spagnola coinvolta nell'interscambio avvenuto due settimane prima[73]. Amanda, Clayton, Iago e Maria Vittoria sono i nominati della puntata: con il 21,1% dei voti, Iago risulta essere il meno votato dal pubblico e pertanto è il terzo concorrente ad abbandonare la casa. I concorrenti affrontano le nomination che riguardano tutti ad eccezione di Enzo Paolo e Yulia (preferiti della casa), Luca (preferito di Beatrice Luzzi) e Tommaso (preferito di Cesara Buonamici) ed esente dalla nomination per via della sua partenza per la Spagna, ignari del fatto che sia per un televoto in positivo che decreterà due concorrenti immuni: i più votati risultano essere Maria Vittoria (5), Clayton (4) e Shaila (4).
- Giorno 56: Enzo Paolo Turchi lascia momentaneamente la casa per motivi personali[74].
- Giorno 58: Stefano Tediosi entra nella casa in qualità di nuovo concorrente[75], Enzo Paolo entra nella casa per comunicare il suo ritiro[76], mentre Tommaso rientra in gioco dopo la settimana di permanenza in Spagna. Clayton, Mariavittoria e Shaila sono i nominati della puntata: con il 44% e il 40% dei voti, Shaila e Mariavittoria risultano essere le preferite del pubblico e pertanto viene conferita loro l'immunità. I concorrenti affrontano le nomination che riguardano tutti ad eccezione di Shaila e Mariavittoria (preferite del pubblico), Giglio e Javier (preferiti della casa), Clayton (preferito delle opinioniste), Alfonso (esente dalla nomination per l'ingresso in casa in qualità di nuovo concorrente, nella puntata precedente) e Stefano (esente dalla nomination per l'ingresso in casa in qualità di nuovo concorrente, nella puntata stessa), ignari del fatto che sia per un televoto in positivo che decreterà un altro concorrente immune: i più votati risultano essere Amanda (2), Federica (6), Lorenzo (3) e Luca (2).
- Giorno 65: Amanda, Federica, Lorenzo e Luca sono i nominati della puntata: con il 51% dei voti, Luca risulta essere il preferito del pubblico e pertanto gli viene conferita l'immunità. I concorrenti affrontano le nomination che riguardano tutti ad eccezione di Shaila e Mariavittoria (preferite del pubblico, nella puntata precedente), Luca (preferito del pubblico, nella puntata corrente), Javier (preferito della casa), Helena (preferita di Beatrice Luzzi), Federica (preferita di Cesara Buonamici) e Stefano (esente dalla nomination per l'ingresso in casa in qualità di nuovo concorrente, nella puntata precedente): i più votati risultano essere Alfonso (2), Amanda (1), Jessica (1), Lorenzo (4) e Clayton (7).
- Giorno 69: Alfonso, Amanda, Jessica, Lorenzo e Clayton sono i nominati della puntata: con l'8% dei voti, Clayton risulta essere il meno votato dal pubblico e pertanto è il quarto concorrente ad abbandonare la casa. Durante la puntata i concorrenti vengono suddivisi in due gruppi, sotto decisione del Grande Fratello di dividere le coppie (o quasi coppie) dell'edizione, ovvero Alfonso-Federica, Lorenzo-Shaila, Tommaso-Mariavittoria, Javier-Helena e Giglio-Yulia. A dare inizio alla catena di scelte che porterà alla separazione delle coppie è la coppia Alfonso-Federica, i quali devono accordarsi su chi far rimanere in tugurio tra loro due e la scelta ricade su Alfonso. Quest'ultimo decide di portare con se Mariavittoria, mentre quest'ultima sceglie Lorenzo che a sua volta opta per Yulia che per ultima sceglie Javier; quindi Federica, Tommaso, Shaila, Giglio ed Helena resteranno in casa. I concorrenti affrontano le nomination (palesi per il tugurio e col meccanismo del piramidale pescato a sorte, con base rossa votazione segreta e con base nera votazione palese, per la casa) che riguardano tutti e hanno come finalità l'elezione dei due preferiti del pubblico: i più votati risultano essere Lorenzo (2) per il tugurio, Stefano (4), Helena (3), Luca (1), Shaila (1) e Amanda (1) per la casa.
- Giorno 72: Amanda, Helena, Lorenzo, Luca, Shaila e Stefano sono i nominati della puntata: con il 38% e il 26% dei voti, Helena e Lorenzo risultano essere i preferiti del pubblico e pertanto viene conferita loro l'immunità. I concorrenti del tugurio durante la puntata possono giocarsi il rientro in casa, secondo diverse modalità. Per le coppie Lorenzo-Shaila e Giglio-Yulia viene chiesto agli inquilini della casa di votare per chi lasciare in tugurio, e di conseguenza riportare in casa, tra Lorenzo e Yulia. Per un pareggio di 4 a 4 la produzione decide di annullare le votazioni lasciando entrambe le coppie ancora separate. Per le quasi coppie Tommaso-Mariavittoria e Javier-Helena c'è da affrontare la prova del bacio in apnea che viene vinta da quest'ultimi (con 33 secondi) a discapito dei primi (24 secondi), permettendo così a Javier di rientrare in casa. Per la coppia Alfonso-Federica viene aperto un sondaggio (riguardante la concorrente) sul far rimanere Federica da sola in casa (quindi escludendo anche Stefano, mandandolo di conseguenza in tugurio) oppure no (portando Alfonso al rientro in casa). Il sondaggio decide di far rimanere Federica in casa da sola senza Alfonso e Stefano, che vivranno insieme nel tugurio. I concorrenti affrontano le nomination con l'eccezione di Lorenzo ed Helena (preferiti del pubblico), ignari del fatto che sia per un televoto in positivo che decreterà un concorrenti immune: i più votati risultano essere Stefano (3) per il tugurio, Javier (3), Federica (2) e Giglio (2) per la casa.
- Giorno 78: Federica, Giglio, Javier e Stefano sono i nominati della puntata: con il 69% dei voti, Javier risulta essere il preferito del pubblico e pertanto gli viene conferita l'immunità. Nel corso della puntata, nell'ordine, Zeudi Di Palma[77], Le Monsè (coppia composta da Maria Monsè e dalla figlia Perla Maria Paravia)[78], Emanuele Fiori[79], Bernardo Cherubini[80] e Chiara Cainelli[81] entrano nella casa in qualità di nuovi concorrenti. I concorrenti, riuniti in un unico gruppo nella casa, affrontano le nomination che riguardano tutti ad eccezione di Helena e Lorenzo (preferiti del pubblico nella precedente puntata), Javier (preferito del pubblico nella puntata odierna), Alfonso (preferito di Beatrice Luzzi) e Shaila (preferita di Cesara Buonamici). Così come per la precedente puntata, le nomination sono svolte tramite i piramidali per cui al piramidale con fondo nero è associata la nomination palese mentre al piramidale con fondo rosso è associata la nomination segreta: i più votati risultano Amanda (3), Federica (3), Luca (3) e Stefano (3).
- Giorno 85: Yulia Bruschi, in comune accordo con il Grande Fratello, abbandona la casa in seguito a dei problemi legali personali che la vedono coinvolta in un processo in seguito ad una denuncia del suo ex compagno Simone Demofonti[82]. Amanda, Federica, Luca e Stefano sono i nominati della puntata: con il 15% dei voti, Federica risulta essere la meno votata e pertanto è la quinta concorrente ad abbandonare la casa. Amanda, Helena, Lorenzo e Mariavittoria, confinati in tugurio da due giorni in seguito ad un gioco organizzato dal Grande Fratello, tornano in casa ricongiungendosi agli altri inquilini. I concorrenti affrontano le nomination che riguardano tutti ad eccezione di Javier (preferito della casa), di Lorenzo (preferito di Beatrice Luzzi) e di Jessica (preferita di Cesara Buonamici) svolgendosi sempre tramite il meccanismo dei piramidali: i più votati risultano essere Helena (6), Stefano (4), le Non è la Rai (1), Shaila (1) e Tommaso (1).
- Giorno 92: Helena, le Non è la Rai, Shaila, Stefano e Tommaso sono i nominati della puntata: con il 9% dei voti, Stefano risulta essere il meno votato e pertanto è il sesto concorrente ad abbandonare la casa. Nel corso della puntata, Stefania Orlando[83], Eva Grimaldi[84] e il rugbista Maxime Mbanda[85] entrano nella casa in qualità di nuovi concorrenti. I concorrenti affrontano le nomination che riguardano tutti ad eccezione di Alfonso e Amanda (preferiti della casa), di Shaila (preferita di Beatrice Luzzi) e di Luca (preferito di Cesara Buonamici), ignari del fatto che sia per un televoto in positivo che decreterà due concorrenti immuni. Le votazioni si svolgono separatamente tra uomini e donne: gli uomini dovranno votarsi nel segreto del confessionale mentre le donne in maniera palese. Le più votate per le donne risultano essere Helena (5) e Zeudi (2); i più votati per gli uomini risultano essere Emanuele (3), Bernardo (1), Javier (1), Lorenzo (1) e Tommaso (1).
- Giorno 99: Durante la normale diretta dalla casa Jessica Morlacchi rivela che la cantante Elodie è sua cugina di secondo grado[86]. Bernardo, Emanuele, Helena, Javier, Lorenzo, Tommaso e Zeudi sono i nominati della puntata: con il 37% e il 26% dei voti, Javier ed Helena risultano i preferiti del pubblico e pertanto viene conferita loro l'immunità, oltre alla facoltà di mandare direttamente al televoto per l'eliminazione uno degli altri nominati; di comune accordo, i due decidono di nominare Emanuele, che viene designato come primo candidato per l'eliminazione definitiva. I concorrenti affrontano le nomination che riguardano tutti ad eccezione di Helena e Javier (preferiti del pubblico), Mariavittoria e le Non è la Rai (preferite della casa), Jessica (preferita di Cesara) e Amanda (preferita di Beatrice). Le nomination si svolgono attraverso i piramidali e i più votati risultano essere Bernardo (4), Le Monsè (3) e Zeudi (3), che si aggiungono ad Emanuele nel televoto per l'eliminazione.
- Giorno 106: Pamela Petrarolo abbandona la casa in seguito ad un'urgenza familiare importante e così facendo il duo delle Non è la Rai viene ridotto ad un singolo concorrente, ovvero Ilaria Galassi. Bernardo, Emanuele, le Monsè e Zeudi sono i nominati della puntata: con il 13,5% dei voti, le Monsè risultano le meno votate e pertanto sono le settime concorrenti ad abbandonare la casa. I concorrenti affrontano le nomination che riguardano tutti ad eccezione di Alfonso e Javier (preferiti della casa), Jessica (preferita di Beatrice) e Tommaso (preferito di Cesara), ignari del fatto che sia per un televoto in positivo che decreterà due concorrenti immuni. Le nomination avvengono tra veterani e nuovi entrati separatamente: i veterani (Alfonso, Amanda, Giglio, Helena, Ilaria, Javier, Jessica, Lorenzo, Luca, Maria Vittoria, Shaila e Tommaso) devono votarsi tra di loro in maniera palese mentre i nuovi entrati (Bernardo, Chiara, Emanuele, Eva, Maxime, Stefania e Zeudi) devono affidarsi ai piramidali. Per la prima volta nella storia del Grande Fratello, avviene una nomination per sbaglio: Giglio confonde infatti la carta di Shaila con quella di Amanda e, pertanto, da regolamento, viene annullata la nomination ad Amanda in favore di quella a Shaila.  I più votati risultano essere Helena (5) e Shaila (3) per i veterani, Stefania (3) e Bernardo (2) per i nuovi ingressi.
- Giorno 110: Helena Prestes viene temporaneamente isolata dagli altri concorrenti in seguito ad un violento diverbio avvenuto con Jessica Morlacchi, al termine del quale Helena avrebbe cercato di versare addosso all'inquilina dell'acqua presente all'interno di un bollitore che avrebbe successivamente lanciato verso Jessica, non colpendo fortunatamente nessuno.
- Giorno 113: Il televoto che vedeva coinvolti Bernardo, Helena, Shaila e Stefania viene ufficialmente annullato in vista di un provvedimento disciplinare nei confronti di uno o più concorrenti. Viene annunciato il rientro di Pamela Petrarolo (ritiratasi nel corso dell'ultima puntata) in vista della puntata dell'8 gennaio.
- Giorno 115: Pamela Petrarolo rientra ufficialmente nella casa come concorrente singola[87], per cui il duo delle Non è la Rai è definitivamente sciolto e anche Ilaria Galassi prosegue il suo percorso in solitaria[19]. In puntata, il conduttore Alfonso Signorini entra nella casa per redarguire tutti i concorrenti del pessimo comportamento assunto durante l'ultima settimana preannunciando dei provvedimenti insindacabili presi da parte della produzione e che riguardano in particolare Ilaria Galassi (responsabile di aver assunto un atteggiamento aggressivo e violento verso Helena sfociato in una rissa sfiorata), Jessica Morlacchi (a causa della violenza verbale avuta nei confronti di Helena durante la diatriba avvenuta pochi giorni prima) ed Helena Prestes (a causa dei suoi atteggiamenti aggressivi e provocatori, conseguiti nel mancato gesto di offrire il pane a Jessica e di aver tentato di versarle dell'acqua da un bollitore, successivamente scaraventato per terra): la decisione presa dal Grande Fratello è la nomination d'ufficio per tutte e tre le inquiline, responsabili di tali atteggiamenti poco civili, e l'estromissione delle stesse dalla possibilità di nominare nelle nomination della serata. Tuttavia, essendo contraria alla decisione presa dalla produzione, Jessica Morlacchi decide di abbandonare la casa nel corso della stessa puntata[88]. I concorrenti affrontano le nomination che riguardano tutti ad eccezione di Pamela (rientrata nel corso della puntata) e di Ilaria ed Helena (nominate d'ufficio dal Grande Fratello e private del diritto di voto). Le nomination si svolgono attraverso il meccanismo dei piramidali: i più votati risultano essere Luca (4), Shaila (2) e Tommaso (2) che si aggiungono ad Helena e Ilaria nella nomination per l'eliminazione definitiva.
- Giorno 120: Dopo il suo abbandono nella puntata precedente, Jessica Morlacchi rientra in casa nel corso della puntata per un confronto con Helena Prestes[89] e Luca Calvani[90]. Helena, Ilaria, Luca, Shaila e Tommaso sono i nominati della puntata: con più di 3 400 000 voti, questo televoto rappresenta un record in numero di voti in assoluto e vede come protagoniste in particolare Helena e Shaila, coinvolte in un duello serrato all'ultimo voto (per questo televoto speciale, in vista dei provvedimenti della puntata precedente, infatti al pubblico è stato chiesto "chi eliminare" anziché "chi salvare"), ma con il 51% dei voti, è Helena a risultare la più votata dal pubblico ed è pertanto l'ottava concorrente a dover abbandonare la casa. I concorrenti affrontano le nomination che riguardano tutti ad eccezione di Pamela e Javier (preferiti della casa), Luca (preferito di Cesara) e Zeudi (preferita di Beatrice), ignari che si tratti di un televoto in positivo per eleggere i due preferiti del pubblico. Le nomination avvengono ancora con il meccanismo dei piramidali: i più votati risultano essere Amanda (6), Bernardo (2), Lorenzo (2) e Maxime (2).
- Giorno 123: Dopo la sua eliminazione nella puntata precedente, Helena Prestes torna nella casa per un confronto con Lorenzo Spolverato, mentre Jessica Morlacchi per un confronto con Amanda Lecciso. Amanda, Bernardo, Lorenzo e Maxime sono i nominati della puntata: con il 57% e il 27% dei voti, Lorenzo e Amanda risultano i preferiti del pubblico pertanto viene conferita loro l'immunità, oltre alla facoltà di mandare direttamente al televoto per l'eliminazione uno degli altri nominati; di comune accordo, i due decidono di nominare Bernardo, che viene designato come primo candidato per l'eliminazione definitiva. I concorrenti affrontano una catena di salvataggi che porterà alla nomination diretta dell'unico concorrente che non sarà salvato, alla quale prendono parte tutti i concorrenti tranne Lorenzo e Amanda (preferiti del pubblico), Giglio e Mariavittoria (preferiti della casa), Luca (preferito di Beatrice) e Tommaso (preferito di Cesara): Bernardo, designato come primo candidato del televoto, deve avviare la catena che porta alla nomination diretta di Maxime (ordine di salvataggio: Bernardo, Shaila, Ilaria, Pamela, Eva, Alfonso, Javier, Emanuele, Chiara, Zeudi e Stefania) che pertanto è il secondo candidato all'eliminazione definitiva. I concorrenti affrontano le nomination con gli immuni che godono del segreto del confessionale e i nominabili costretti ad affrontare nomination palesi: i più votati risultano essere Emanuele (4), Alfonso (2), Eva (2), Javier (2), Pamela (2), Stefania (2) e Zeudi (2), che si aggiungono a Bernardo e Maxime.
- Giorno 127: Alfonso, Bernardo, Emanuele, Eva, Javier, Maxime, Pamela, Stefania e Zeudi sono i nominati della puntata. Con il 3% dei voti, Eva risulta essere la meno votata dal pubblico ed è pertanto la nona concorrente a dover abbandonare la casa[41]. Durante la puntata, Alfonso Signorini induce un ripescaggio dei concorrenti sinora eliminati e/o ritirati (con l'eccezione di Ila, Eleonora e Yulia in quanto ancora alle prese con le motivazioni per cui avevano scelto di ritirarsi dal gioco[37]) chiedendo prima al pubblico se consentire il ripescaggio[35]: con il 66% dei voti, il pubblico decide di approvare il ripescaggio e di conseguenza viene aperto un secondo televoto per permettere a dieci candidati esclusi dal gioco di poter far ritorno nella casa, tra cui Clarissa, Clayton, Eva, Federica, Helena, Iago, Jessica, Le Monsè, Michael e Stefano[36]. Ad Enzo Paolo, anch'egli inizialmente tra i candidati a far ritorno nella casa, viene invece negata tale possibilità in seguito ad un provvedimento assunto dal Grande Fratello nei suoi confronti per aver riportato nella casa informazioni esterne al concorrente Luca Calvani (contro il quale il Grande Fratello ha già deciso che provvedimento adottare nella puntata successiva)[38]. Tra i dieci candidati al televoto, il pubblico decreta i 6 che possono accedere alla fase successiva, cioè far ritorno nella casa ma non ancora in veste di concorrenti[39]: con il 62%, il 16%, l'11%, il 4%, il 3% e il 2% a tornare nella casa sono rispettivamente Helena, Jessica, Iago, Michael, Eva e Federica, i quali soggiorneranno nel tugurio[91] sino a quando non saranno decretati i quattro concorrenti ufficiali a far ritorno nella casa[40]. In occasione di questo evento speciale e mai accaduto nella storia del reality, tutti i concorrenti ancora in casa sono immuni e le nomination non hanno avuto luogo. Viene infine aperto un ultimo televoto per stabilire chi far tornare ufficialmente in gioco nella prossima puntata tra Eva, Federica, Helena, Iago, Jessica e Michael[41].
- Giorno 130: Eva, Federica, Helena, Iago, Jessica e Michael sono in lizza per tornare nella casa come concorrenti ufficiali: con il 60%, il 16%, il 13% e l'8% dei voti, a tornare nella casa sono rispettivamente Helena, Jessica, Iago ed Eva, mentre Michael e Federica devono abbandonare il tugurio e fare ritorno in studio[42]. Al fronte delle polemiche avanzate dai concorrenti ancora in casa verso la decisione del ripescaggio, il Grande Fratello decide di offrire ad essi la stessa opportunità, aprendo un televoto flash con la finalità di individuare 4 favoriti che avranno l'opportunità di rientrare nel gioco una volta eliminati: con il 27%, il 14%, il 13% e il 10% dei voti, i più votati risultano Zeudi, Javier, Lorenzo e Shaila, che ignorano di aver ottenuto questo prezioso vantaggio[43]. In puntata si discute della mancata lealtà nei confronti del programma da parte di Lorenzo e Luca, entrambi responsabili di aver violato il regolamento ed essere entrati in possesso di informazioni provenienti dall'esterno (Lorenzo durante l'interscambio con il Gran Hermano, Luca tramite il biglietto ricevuto da Enzo Paolo) ma il Grande Fratello decide di perdonarli senza alcun provvedimento, ammonendo però che ulteriori infrazioni non saranno perdonate[92]. I concorrenti affrontano le nomination che, a partire da questa puntata, riguardano tutti (senza alcun immune) inclusi i concorrenti ripescati, ma avvengono separatamente tra uomini e donne: le donne devono nominarsi in maniera palese e le più votate risultano Amanda (3), Stefania (3) e Shaila (2); gli uomini devono nominarsi tramite i piramidali e i più votati risultano Lorenzo (5), Luca (3) e Iago (2).
- Giorno 134: Nel corso della puntata Maria Teresa Ruta, Federico Chimirri e Mattia Fumagalli entrano nella casa in qualità di nuovi concorrenti. Amanda, Iago, Lorenzo, Luca, Shaila e Stefania sono i nominati della puntata: con il 8% dei voti, Luca risulta essere il meno votato dal pubblico ed è pertanto il decimo concorrente a dover abbandonare la casa. I concorrenti affrontano le nomination che riguardano tutti (senza alcun immunità) ma si svolgono attraverso il meccanismo dei piramidali: i più votati risultano essere Helena (4), Amanda (3), Bernardo (2), Chiara (2), Eva (2) e Ilaria (2).
- Giorno 137: Amanda, Bernardo, Chiara, Eva, Helena e Ilaria sono i nominati della puntata: con il 7% dei voti, Bernardo risulta essere il meno votato dal pubblico ed è pertanto l'undicesimo concorrente ad abbandonare la casa. I concorrenti affrontano le nomination che riguardano tutti, ad eccezione di Federico, Maria Teresa e Mattia perché entrati nella puntata precedente ed esenti dalle nomination, e avvengono con il meccanismo dei piramidali: i più votati risultano essere Emanuele (3), Iago (3), Ilaria (3), Giglio (2), Jessica (2) e Zeudi (2).
- Giorno 141: Emanuele, Giglio, Iago, Ilaria, Jessica e Zeudi sono i nominati della puntata: con il 7% dei voti, Emanuele risulta essere il meno votato dal pubblico ed è pertanto il dodicesimo concorrente ad abbandonare la casa. Ilaria Galassi, nonostante sia appena stata salvata dal pubblico, decide comunque di abbandonare il gioco, dopo un periodo in cui aveva manifestato il desiderio di ritornare dalla sua famiglia. Shaila, Lorenzo, Iago e Javier vengono convocati in studio dal conduttore per discutere di alcune parole molto dure espresse da Iago e Javier nei confronti di Shaila. I concorrenti affrontano le nomination che si svolgono tramite il meccanismo dei piramidali e riguardano tutti ad eccezione di Federico, Maria Teresa e Mattia (esenti ancora dalle nomination): i più votati risultano essere Iago (6), Amanda (2), Javier (2), Maxime (2), Eva (1), Giglio (1), Jessica (1), Pamela (1) e Shaila (1).
- Giorno 144: Amanda, Eva, Giglio, Iago, Javier, Jessica, Maxime, Pamela e Shaila sono i nominati della puntata. Con l'1,77% dei voti, Eva risulta essere la meno votata dal pubblico ed è pertanto la tredicesima concorrente ad abbandonare la casa (nel suo caso, per la seconda volta, essendo stata eliminata in precedenza e rientrata in seguito al ripescaggio avvenuto due settimane prima). In puntata, viene affrontata una prova tra Shaila ed Helena che ha come premio una cena intima nel tugurio: la prova consiste nel comporre il proprio nome dopo aver recuperato le lettere sparse sul fondo della piscina. Helena è la prima a terminare la prova e decide di condividere la cena con Javier. I concorrenti affrontano le nomination che riguardano tutti, ad eccezione di Federico, Maria Teresa e Mattia  (ancora esenti dalle nomination): i più votati risultano Amanda (3), Iago (2), Pamela (2), Stefania (2) e Zeudi (2).
- Giorno 148: A distanza di poche ore dalla trentesima diretta serale, il televoto in corso che vedeva coinvolti Amanda, Iago, Pamela, Stefania e Zeudi viene annullato a seguito del ritiro per motivi personali di Pamela Petrarolo. Come anticipato da Federica Panicucci a Mattino Cinque News, in questa puntata vi è l'elezione del primo finalista che però vede coinvolti solo gli uomini ancora in gioco: durante la puntata in diretta, viene inizialmente chiesto alle donne della casa (esclusa Maria Teresa in quanto è l'ultima arrivata) di votare chi per loro merita di andare in finale tra gli uomini (esclusi Federico e Mattia in quanto ultimi arrivati). Ad aver ricevuto più voti è Javier (3) che viene designato come primo candidato ad essere finalista ma non solo, sarà lui a dare il via ad una catena di salvataggio che determinerà altri tre candidati al posto in finale. Javier quindi, sceglie di portare al televoto con sé Alfonso, che sceglie a sua volta di portare Lorenzo che a sua volta sceglie di portare Giglio: il primo finalista sarà quindi decretato dal pubblico tra Alfonso, Giglio, Javier e Lorenzo. Con il 46% dei voti, è Lorenzo ad essere decretato come primo finalista del Grande Fratello 18. I concorrenti affrontano le nomination che riguardano tutti (ad eccezione di Lorenzo, in quanto già in finale) e avvengono tramite i piramidali, ignari che il televoto abbia come obiettivo quello di individuare il preferito del pubblico: i più votati risultano Chiara (4), Amanda (3), Iago (3), Maria Teresa (3), Stefania (3), Jessica (1) e Maxime (1).
- Giorno 149: Il Grande Fratello ha deciso di regalare ad Amanda, Alfonso, Giglio, Javier, Lorenzo, Mariavittoria e Shaila una giornata di relax, dopo quasi 5 mesi di permanenza della casa, pertanto lasciano momentaneamente la casa per ritronarci la sera stessa.
- Giorno 151: Amanda, Chiara, Iago, Jessica, Maria Teresa, Maxime e Stefania sono i nominati della puntata. Con il 38% dei voti, Jessica risulta la preferita del pubblico ed è pertanto immune dalle nomination della serata: a partire da lei, ha, però, inizio una catena di salvataggi che coinvolge i restanti nominati che porta alla nomination diretta di Chiara (ordine di salvataggio: Jessica, Maxime, Amanda, Stefania, Iago e Maria Teresa). Pamela Petrarolo rientra in casa per comunicare ai concorrenti la ragione del suo abbandono. Viene inoltre istituita una sfida tra le coppie della casa (Lorenzo e Shaila, Alfonso e Chiara, Tommaso e Mariavittoria) basata sull'affinità di coppia e sulla conoscenza reciproca dei partner, alla quale Javier ed Helena non partecipano a causa di un dissapore in diretta: la prova viene vinta da Tommaso e Mariavittoria ai quali è riservato un giro in limousine di tutta Roma, per cui al termine della puntata i due lasciano momentaneamente la casa. I concorrenti affrontano le nomination che riguardano tutti ad eccezione di Lorenzo (già in finale), Jessica (preferita del pubblico) e Chiara (candidata al televoto) e si svolgono attraverso i piramidali: i più votati risultano Alfonso (3), Amanda (2), Giglio (2), Iago (2) e Shaila (2).
- Giorno 155: Alfonso, Amanda, Chiara, Giglio, Iago e Shaila sono i nominati della puntata. Con il 10% dei voti, Alfonso risulta essere il meno votato e pertanto è il quattordicesimo concorrente ad abbandonare la casa. I concorrenti affrontano le nomination che riguardano tutti (ad eccezione di Lorenzo, già in finale) e avvengono tramite il meccanismo dei piramidali: i più votati risultano essere Chiara (5), Maria Teresa (3), Iago (2), Amanda (1), Federico (1), Giglio (1), Mariavittoria (1), Maxime (1), Shaila (1) e Stefania (1). Si tratta della nomination con più concorrenti dell'edizione.
- Giorno 158: Amanda, Chiara, Federico, Giglio, Iago, Maria Teresa, Mariavittoria, Maxime, Shaila e Stefania sono i nominati della puntata: con l'1,6% dei voti, Maxime risulta il meno votato dal pubblico e pertanto è il quindicesimo concorrente ad abbandonare la casa. Alfonso D'Apice torna nella casa per un confronto con Mariavittoria e Tommaso in seguito alle piccanti informazioni rilasciate sul suo rapporto con Mariavittoria nel corso della puntata precedente. Stefania e Iago si trasferiscono momentaneamente nel tugurio per una cena organizzata dal Grande Fratello. I concorrenti affrontano le nomination che riguardano tutti (ad eccezione di Lorenzo, già in finale) e avvengono attraverso i piramidali: i più votati risultano essere Chiara (3), Mattia (3), Giglio (2), Iago (2) e Shaila (2).
- Giorno 162: Chiara, Giglio, Iago, Mattia e Shaila sono i nominati della puntata: con il 18% dei voti, Iago risulta il meno votato del pubblico e pertanto è il sedicesimo concorrente ad abbandonare la casa (nel suo caso, per la seconda volta dopo essere rientrato tramite il ripescaggio). In puntata viene indetta l'elezione del secondo finalista, che però riguarda solo le donne ancora in gioco: esattamente come avvenuto per la votazione del primo uomo finalista, agli uomini è chiesto di scegliere, tramite una votazione palese, chi mandare in finale tra le donne ancora in casa. La più votata risulta essere Helena (3) che viene designata come prima candidata al televoto e deve, a questo punto, dare il via ad una catena di salvataggi per individuare altre tre candidate. Helena decide di portare con sé al televoto Amanda, che a sua volta sceglie Stefania, che a sua volta sceglie Jessica: la seconda finalista sarà quindi decretata dal pubblico tra Amanda, Helena, Jessica e Stefania. Con il 57% dei voti, è Jessica ad essere decretata come seconda finalista del Grande Fratello 18. I concorrenti affrontano le nomination che riguardano tutti (ad eccezione di Lorenzo e Jessica, già in finale e quindi immuni) e avvengono attraverso i piramidali: le più votate risultano essere Amanda (3), Chiara (3), Helena (2), Maria Teresa (2) e Zeudi (2). È la prima nomination dell'edizione a riguardare solo donne.
- Giorno 163: Stefania Orlando, lascia momentaneamente la casa per motivi personali per poi rientrare il pomeriggio stesso.
- Giorno 165: Amanda, Chiara, Helena, Maria Teresa e Zeudi sono le nominate della puntata: con il 10% dei voti, Amanda risulta la meno votata dal pubblico ed è pertanto la diciassettesima concorrente ad abbandonare la casa. Lorenzo e Jessica, eletti già finalisti nel corso delle puntate precedenti, sono chiamati ad un sorteggio di un piramidale dorato per avviare una catena di scelte che avrà come obiettivo individuare il primo candidato all'eliminazione definitiva: Lorenzo pesca il piramidale dorato e, ignaro della finalità della catena, dovendo fare i nomi di chi vorrebbe in finale, decide di nominare Shaila, Giglio, Chiara, Tommaso, Zeudi e Mariavittoria. A questo punto, lo stesso Lorenzo deve dare inizio ad una catena di scelte che porterà direttamente al televoto uno dei 6 concorrenti scelti: tale concorrente risulta essere Zeudi che pertanto è la prima candidata all'eliminazione definitiva (ordine di salvataggio: Shaila, Giglio, Tommaso, Mariavittoria, Chiara). I concorrenti affrontano le nomination che riguardano tutti (ad eccezione di Lorenzo e Jessica, già finalisti, e di Zeudi, già candidata all'eliminazione definitiva) e avvengono con il meccanismo dei piramidali: i più votati risultano Chiara (4), Helena (3), Maria Teresa (3) e Mattia (2).
- Giorno 166: Il Grande Fratello offre agli inquilini rimasti nella casa (ad esclusione di Federico, Maria Teresa e Mattia in quanto ultimi arrivati), una giornata di relax fuori dalla casa.
- Giorno 169: Chiara, Helena, Maria Teresa, Mattia e Zeudi sono i nominati della puntata: con il 5% dei voti, Maria Teresa risulta la meno votata dal pubblico e pertanto è la diciottesima concorrente a dover abbandonare la casa. In puntata avviene una seconda eliminazione: i concorrenti che hanno superato il televoto (Chiara, Helena, Mattia e Zeudi) sono salvi e devono salvare a testa uno degli altri inquilini (ad eccezione di Jessica e Lorenzo, già finalisti): nell'ordine, Mattia salva Mariavittoria, Helena salva Javier, Zeudi salva Shaila e Chiara salva Giglio, per cui ad andare direttamente al televoto sono Federico, Stefania e Tommaso. A due di loro viene però offerta la possibilità di vendicarsi, trascinando al televoto uno degli altri inquilini, qualora peschino il piramidale a fondo rosso: a pescarlo sono Federico e Stefania, che scelgono di trascinare al televoto Mattia e Chiara rispettivamente. Il secondo eliminato sarà dunque tra Chiara, Federico, Mattia, Stefania e Tommaso: con il 10% dei voti, Mattia risulta il meno votato e pertanto è il diciannovesimo concorrente ad abbandonare la casa. I concorrenti affrontano le nomination che riguardano tutti ad eccezione di Jessica e Lorenzo, già in finale: i più votati risultano Chiara (3), Stefania (3), Federico (2) e Mariavittoria (2).
- Giorno 172: Chiara, Federico, Mariavittoria e Stefania sono i nominati della puntata: con il 16% dei voti, Federico risulta il meno votato ed è pertanto il ventesimo concorrente ad abbandonare la casa. In puntata viene annunciata l'elezione del terzo finalista dell'edizione che verrà proclamato nella puntata successiva attraverso l'esito del televoto che verrà aperto al termine della puntata corrente. I concorrenti però devono affrontare un imprevisto, ovvero mandare direttamente a tale televoto due di loro qualora si pescherà il piramidale a fondo nero: a pescarlo sono Zeudi ed Helena che nominano rispettivamente Mariavittoria e Chiara, che sono direttamente nominate. In puntata va in onda un acceso diverbio che coinvolge tutti gli inquilini della casa a causa di alcuni commenti ed insinuazioni misogine nei confronti della concorrente Chiara Cainelli. I concorrenti affrontano le nomination che riguardano tutti, ad eccezione di Lorenzo e Jessica (già in finale) e di Chiara e Mariavittoria (già nominate): le più votate risultano Stefania (4), Shaila (3) e Zeudi (3).
- Giorno 176: Chiara, Mariavittoria, Shaila, Stefania e Zeudi sono le nominate della puntata in lizza per il terzo posto da finalista: con il 49% dei voti, Zeudi risulta la più votata dal pubblico e pertanto viene decretata come terza finalista del Grande Fratello 18. I concorrenti, ormai sempre in numero minore, affrontano le nomination che riguardano tutti ad accezione dei finalisti Lorenzo, Jessica e Zeudi che, in virtù della loro immunità, potranno nominare nel segreto del confessionale mentre tutti i concorrenti nominabili devono nominarsi a vicenda tramite votazioni palesi: le più votate risultano Chiara (5), Helena (2) e Stefania (2).
- Giorno 179: Chiara, Helena e Stefania sono le nominate della puntata: con l'11% dei voti, Stefania risulta la meno votata ed è pertanto la ventunesima concorrente ad abbandonare la casa. Durante la puntata, Lory del Santo entra in casa in qualità di ospite per effettuare dei casting per la propria serie amatoriale The Lady. I concorrenti affrontano le nomination che riguardano tutti ad accezione dei finalisti Lorenzo, Jessica e Zeudi che, in virtù della loro immunità, potranno nominare nel segreto del confessionale mentre tutti i concorrenti nominabili devono nominarsi a vicenda tramite votazioni palesi: i più votati risultano Chiara (4), Mariavittoria (3), Helena (1), Javier (1) e Shaila (1).
- Giorno 183: Chiara, Helena, Javier, Mariavittoria e Shaila sono i nominati della puntata: con il 10,06% dei voti, Javier risulta il meno votato dal pubblico ed è pertanto il ventiduesimo concorrente ad abbandonare la casa. Tuttavia, essendo uno dei quattro detentori del bonus scelti dal pubblico in occasione del ripescaggio avvenuto all’incirca due mesi prima, Javier rientra immediatamente in gioco. I concorrenti, con l'eccezione dei tre finalisti Lorenzo, Jessica e Zeudi, devono affrontare una seconda eliminazione che riguarda gli ultimi sette inquilini eliminabili. Attraverso il sorteggio di un piramidale dorato, Lorenzo deve dare inizio ad una catena di salvataggi che porterà due esclusi direttamente al televoto flash per l'eliminazione: attraverso una serie di scelte ad andare al televoto sono Mariavittoria e Tommaso (ordine di salvataggio: Shaila, Chiara, Giglio, Javier ed Helena), che però hanno la possibilità di trascinare con loro al televoto uno degli altri concorrenti: la scelta ricade su Chiara. Chiara, Mariavittoria e Tommaso sono dunque i candidati alla seconda eliminazione: con il 25% dei voti, è Tommaso a risultare il meno votato dal pubblico ed è pertanto il ventitreesimo concorrente ad abbandonare la casa. Durante la puntata, viene chiarito che i bonus consegnati in occasione del ripescaggio non saranno più validi dalla semifinale e che l'ultima occasione per sfruttarli era nella puntata corrente: per questo motivo i bonus conferiti a Lorenzo, Shaila e Zeudi sono persi. I concorrenti affrontano le nomination che riguardano tutti ad eccezione dei 3 finalisti: i nominabili possono godere del segreto del confessionale mentre i finalisti nomineranno in maniera palese. I più votati risultano Helena (3), Chiara (2) e Giglio (2).
- Giorno 190: Chiara, Giglio ed Helena sono i nominati della puntata: con il 21% dei voti, Giglio risulta il meno votato dal pubblico ed è pertanto il ventiquattresimo concorrente ad abbandonare la casa. Durante la puntata si giocano gli ultimi posti in finale che riguardano gli ultimi 5 inquilini nominabili, i quali sono i protagonisti delle ultime nomination dell'edizione che porteranno ad una seconda eliminazione: Chiara, Helena, Javier, Mariavittoria e Shaila devono nominarsi a vicenda attraverso votazioni palesi mentre i tre finalisti Lorenzo, Jessica e Zeudi devono inserire in una busta il nome della persona che vogliono eliminare. I più votati risultano essere Chiara (4), Helena (2), Javier (1) e Shaila (1): con il 14% dei voti, Javier risulta il meno votato dal pubblico ed è pertanto il venticinquesimo concorrente a dover abbandonare la casa. Le ultime quattro concorrenti (tutte donne) a giocarsi il quarto posto in finale sono Chiara, Helena, Mariavittoria e Shaila: attraverso il sorteggio di un piramidale dorato, Shaila deve decidere chi portare con sé al televoto, consapevole che si tratti di un televoto che comporterà anche l'eliminazione del meno votato e opta per Helena che a sua volta sceglie Chiara. Mariavittoria quindi resta per il momento in panchina mentre Chiara, Helena e Shaila si giocano il quarto posto da finalista: con il 52% dei voti, Helena risulta essere la più votata ed è pertanto la quarta finalista del Grande Fratello 18, mentre con il 17% dei voti Shaila risulta la meno votata ed è pertanto la ventiseiesima concorrente a dover abbandonare la casa. A questo punto, Chiara e Mariavittoria, ultime concorrenti a poter essere eliminate, vanno al televoto settimanale per giocarsi il quinto ed ultimo posto in finale. Con cinque donne ancora in casa e Lorenzo unico uomo rimasto in finale, questa è la terza edizione dopo il Grande Fratello 4 e il Grande Fratello 17 in cui un solo uomo sia arrivato all'ultima settimana del programma.
- Giorno 197: Chiara e Mariavittoria sono al televoto per l'ultimo posto da finalista: con il 53% dei voti, Chiara risulta la più votata dal pubblico per cui è la quinta ed ultima finalista del Grande Fratello 18, mentre con il 47% dei voti, Mariavittoria è l'ultima concorrente a dover abbandonare la casa come eliminata. Chiara, Helena, Jessica, Lorenzo e Zeudi devono scontrarsi in una serie di duelli per stabilire chi sarà il vincitore attraverso la pesca di alcuni piramidali: nella prima manche, Zeudi, pescando il piramidale con il fondo nero, è direttamente candidata al primo duello mentre Lorenzo, pescando il piramidale a fondo dorato, è salvo e può scegliere contro chi dovrà sfidarsi Zeudi: Lorenzo sceglie Helena, per cui solo una tra lei e Zeudi potrà continuare la scalata alla vittoria. Con il 47% dei voti, Zeudi risulta la meno votata dal pubblico per cui è ufficialmente la quinta classificata del Grande Fratello 18. Avendo vinto il primo duello, Helena ha l'accesso diretto al podio, per cui la seconda manche riguarda solo Chiara, Jessica e Lorenzo: pescando il piramidale con il fondo nero, Lorenzo è direttamente candidato al secondo duello e sceglie di sfidarsi contro Chiara, permettendo a Jessica di accedere al podio. Con il 42% dei voti, Lorenzo risulta il meno votato dal pubblico per cui è ufficialmente il quarto classificato del Grande Fratello 18. Con la fuoriuscita di Lorenzo (unico uomo ad essere giunto in finale), quest'edizione è la seconda consecutiva a presentare un podio interamente al femminile. Jessica, unica a non aver affrontato un duello, ora è chiamata a sfidare una tra Chiara ed Helena: scegliendo Chiara, Helena è la prima super-finalista. Con il 19% dei voti, Chiara perde il duello contro Jessica ed è ufficialmente la terza classificata del Grande Fratello 18. Helena e Jessica sono dunque le due super-finaliste di questa edizione e per la prima volta nella storia del reality la vittoria è contesa tra due concorrenti che avevano abbandonato il gioco in precedenza e poi riammesse attraverso il ripescaggio indetto dal programma: con il 48% dei voti, Helena è ufficialmente la seconda classificata, mentre Jessica, con il 52% dei voti, è la vincitrice del Grande Fratello 18.

## Ospiti
| Puntata    | Messa in onda     | Ospiti |
| ---------- | ----------------- | --- |
| 1          | 16 settembre 2024 | Carmen Russo |
| 2          | 19 settembre 2024 | Loredana Lecciso |
| 3          | 23 settembre 2024 | – |
| 4          | 26 settembre 2024 | Katherine Kelly Lang |
| 5          | 30 settembre 2024 | Luisa Menditto |
| 6          | 3 ottobre 2024    | Carmen Russo, Ivo e Ninni Micioni |
| 7          | 7 ottobre 2024    | Carmen Russo |
| 8          | 14 ottobre 2024   | Luigi, Karola e Marlene Galdiero, Ausilia |
| 9          | 21 ottobre 2024   | Cristina Bracci, Giada Spolverato, Simone Demofonti, Cristiano Malgioglio |
| 10         | 28 ottobre 2024   | Francesco De Simone, Antonello Rossetti, Marco Giglio, Luigi Galdiero |
| 11         | 4 novembre 2024   | Diletta Leotta, Cosimo Gatta |
| 12         | 12 novembre 2024  | Maria Teresa Minghetti, Carmen Russo, Maria Turchi, Alice Pea |
| 13         | 19 novembre 2024  | Antonio Fico, Dayami Bruschi |
| 14         | 23 novembre 2024  | Marina Morlacchi |
| 15         | 26 novembre 2024  | Dayane Mello, Giacomo Franchi |
| 16         | 2 dicembre 2024   | Mariano Martínez |
| 17         | 9 dicembre 2024   | Luisa Menditto, Greta Rossetti, Sergio Maria D'Ottavi |
| 18         | 16 dicembre 2024  | Filippo e Andrea Giglioli, Armando Spolverato |
| 19         | 23 dicembre 2024  | Luisa Menditto, Ninni Micioni, Riccardo Brunone |
| 20         | 30 dicembre 2024  | Cristina Bracci, Maria De Gennaro, Carmen Russo |
| 21         | 8 gennaio 2025    | – |
| 22         | 13 gennaio 2025   | Maria Rosaria Marino, Nikita Pelizon |
| 23         | 16 gennaio 2025   | Saro Mattia Taranto, Ginevra Rugani, Giulia Salemi, Pierpaolo Pretelli |
| 24         | 20 gennaio 2025   | Cinzia Petrarolo |
| 25         | 23 gennaio 2025   | Gessica Notaro |
| 26         | 27 gennaio 2025   | Jasmine Carrisi, Bianca Calvani |
| 27         | 30 gennaio 2025   | Imma, Daniele e Viola Battaglia, Tiziana Fascianelli |
| 28         | 3 febbraio 2025   | Daniele e Riccardo Brunone, Rossy Cainelli |
| 29         | 6 febbraio 2025   | Luwa Mbanda |
| 30         | 10 febbraio 2025  | Giuseppe Di Palma |
| 31         | 13 febbraio 2025  | Carlo Fumagalli |
| 32         | 17 febbraio 2025  | Carlota García, Anna Pettinelli |
| 33         | 20 febbraio 2025  | Eleonora Boi, Romeo Chimirri |
| 34         | 24 febbraio 2025  | Albamaria Franchi, Guenda Goria |
| 35         | 27 febbraio 2025  | Juan Manuel Martínez |
| 36         | 3 marzo 2025      | Pasquale Di Palma |
| 37         | 6 marzo 2025      | Luisa Menditto |
| 38         | 10 marzo 2025     | Stefano Cainelli, Cristina Bracci |
| 39         | 13 marzo 2025     | Lory Del Santo, Annalisa Giglioli |
| 40         | 17 marzo 2025     | Giacomo Franchi, Flavio Massimo e Adriano Morlacchi |
| Semifinale | 24 marzo 2025     | – |
| Finale     | 31 marzo 2025     | Ilary Blasi, Maria Teresa Minghetti, Mariana Prestes, Maria Rosaria Marino, Giuseppe Di Palma, Cristina Bracci, Armando Spolverato, Gianni Cainelli, Marina, Mauro e Giada Morlacchi, Rosario Albanese |

## Ascolti

### Prima serata
| Puntata    | Messa in onda     | Telespettatori | Share  |
| ---------- | ----------------- | -------------- | ------ |
| 1          | 16 settembre 2024 | 2 510 000      | 21,28% |
| 2          | 19 settembre 2024 | 2 091 000      | 17,10% |
| 3          | 23 settembre 2024 | 2 238 000      | 18,51% |
| 4          | 26 settembre 2024 | 1 993 000      | 16,26% |
| 5          | 30 settembre 2024 | 2 153 000      | 17,91% |
| 6          | 3 ottobre 2024    | 2 122 000      | 16,53% |
| 7          | 7 ottobre 2024    | 2 293 000      | 18,45% |
| 8          | 14 ottobre 2024   | 2 204 000      | 17,36% |
| 9          | 21 ottobre 2024   | 2 268 000      | 18,19% |
| 10         | 28 ottobre 2024   | 2 219 000      | 18,05% |
| 11         | 4 novembre 2024   | 2 096 000      | 17,05% |
| 12         | 12 novembre 2024  | 2 313 000      | 17,89% |
| 13         | 19 novembre 2024  | 1 987 000      | 15,40% |
| 14         | 23 novembre 2024  | 1 803 000      | 14,69% |
| 15         | 26 novembre 2024  | 1 825 000      | 13,93% |
| 16         | 2 dicembre 2024   | 2 226 000      | 17,45% |
| 17         | 9 dicembre 2024   | 2 382 000      | 18,79% |
| 18         | 16 dicembre 2024  | 2 277 000      | 19,09% |
| 19         | 23 dicembre 2024  | 2 055 000      | 16,30% |
| 20         | 30 dicembre 2024  | 2 215 000      | 18,45% |
| 21         | 8 gennaio 2025    | 2 632 000      | 19,81% |
| 22         | 13 gennaio 2025   | 2 260 000      | 17,03% |
| 23         | 16 gennaio 2025   | 1 944 000      | 14,76% |
| 24         | 20 gennaio 2025   | 2 311 000      | 17,32% |
| 25         | 23 gennaio 2025   | 2 050 000      | 15,80% |
| 26         | 27 gennaio 2025   | 2 297 000      | 16,85% |
| 27         | 30 gennaio 2025   | 1 978 000      | 15,28% |
| 28         | 3 febbraio 2025   | 2 062 000      | 15,97% |
| 29         | 6 febbraio 2025   | 1 984 000      | 14,87% |
| 30         | 10 febbraio 2025  | 2 246 000      | 17,82% |
| 31         | 13 febbraio 2025  | 1 230 000      | 7,65%  |
| 32         | 17 febbraio 2025  | 2 161 000      | 16,66% |
| 33         | 20 febbraio 2025  | 1 994 000      | 15,12% |
| 34         | 24 febbraio 2025  | 2 147 000      | 17,02% |
| 35         | 27 febbraio 2025  | 1 970 000      | 15,27% |
| 36         | 3 marzo 2025      | 2 089 000      | 16,10% |
| 37         | 6 marzo 2025      | 1 954 000      | 15,42% |
| 38         | 10 marzo 2025     | 2 136 000      | 16,72% |
| 39         | 13 marzo 2025     | 1 913 000      | 14,77% |
| 40         | 17 marzo 2025     | 2 063 000      | 16,44% |
| Semifinale | 24 marzo 2025     | 2 049 000      | 16,80% |
| Finale     | 31 marzo 2025     | 2 690 000      | 22,00% |
| Media      | Media             | 2 129 000      | 16,76% |

- Nota 1: La prima puntata del 16 settembre 2024 ha registrato un record negativo, diventando la meno vista di tutte le edizioni, con soli 2 510 000 telespettatori. Questo risultato ha superato il precedente record di ascolti, detenuto dalla premiere della diciassettesima edizione, che aveva totalizzato 2 994 000 telespettatori[135].
- Nota 2: La trentunesima puntata, andata in onda in contemporanea alla terza serata del Festival di Sanremo 2025, risulta essere sia in termini di spettatori (1 230 000) che di share (7,65%) la puntata meno vista nella storia del Grande Fratello.
- Nota 3: La finale di quest'edizione è, in termini di spettatori (2 690 000), la meno vista nella storia del Grande Fratello.
- Nota 4: Con una media di 2 129 000 telespettatori e del 16,76% di share, questa è l'edizione meno vista nella storia del Grande Fratello.

### Ascolti giornalieri

#### Canale 5
In questa tabella sono indicati i risultati in termini di ascolto delle strisce quotidiane andate in onda dal 17 settembre 2024 al 31 marzo 2025 su Canale 5:
- dal lunedì al venerdì alle 10:55 (dal 17 settembre 2024 al 31 gennaio 2025);
- dal lunedì al sabato alle 13:40 (dal 17 settembre 2024 al 31 marzo 2025);
- dal lunedì al venerdì alle 15:40 (dal 17 al 20 settembre 2024), alle 16:10 (dal 23 al 27 settembre 2024) e in seguito alle 16:40 (dal 27 novembre 2024 al 31 marzo 2025)[136].

|                |       | Martedì            | Martedì            | Martedì            | Mercoledì          | Mercoledì          | Mercoledì          | Giovedì            | Giovedì            | Giovedì            | Venerdì            | Venerdì            | Venerdì            | Sabato             | Sabato             | Sabato             | Lunedì             | Lunedì             | Lunedì             | Media settimanale | Media settimanale |
| Telespettatori | Share | Fonte              | Telespettatori     | Share              | Fonte              | Telespettatori     | Share              | Fonte              | Telespettatori     | Share              | Fonte              | Telespettatori     | Share              | Fonte              | Telespettatori     | Share              | Fonte              | Telespettatori     | Share              |                   |                   |
| -------------- | ----- | ------------------ | ------------------ | ------------------ | ------------------ | ------------------ | ------------------ | ------------------ | ------------------ | ------------------ | ------------------ | ------------------ | ------------------ | ------------------ | ------------------ | ------------------ | ------------------ | ------------------ | ------------------ | ----------------- | ----------------- |
| Settimana 1    | 10:55 | 843 000            | 18,45%             | [ 137 ]            | 782 000            | 17,76%             | [ 138 ]            | 853 000            | 18,57%             | [ 94 ]             | 704 000            | 18,10%             | [ 139 ]            | Non andato in onda | Non andato in onda | Non andato in onda | 721 000            | 17,15%             | [ 95 ]             | 1 515 000         | 17,35%            |
| Settimana 1    | 13:40 | 2 148 000          | 16,80%             | [ 137 ]            | 2 187 000          | 17,06%             | [ 138 ]            | 2 404 000          | 19,14%             | [ 94 ]             | 2 129 000          | 16,98%             | [ 139 ]            | 1 827 000          | 14,02%             | [ 140 ]            | 2 418 000          | 19,53%             | [ 95 ]             | 1 515 000         | 17,35%            |
| Settimana 1    | 15:40 | 1 455 000          | 16,34%             | [ 137 ]            | 1 419 000          | 16,20%             | [ 138 ]            | 1 562 000          | 18,26%             | [ 94 ]             | 1 358 000          | 16,09%             | [ 139 ]            | Non andati in onda | Non andati in onda | Non andati in onda | Non andati in onda | Non andati in onda | [ 95 ]             | 1 515 000         | 17,35%            |
| Settimana 1    | 16:10 | Non andati in onda | Non andati in onda | Non andati in onda | Non andati in onda | Non andati in onda | Non andati in onda | Non andati in onda | Non andati in onda | Non andati in onda | Non andati in onda | Non andati in onda | Non andati in onda | Non andati in onda | Non andati in onda | Non andati in onda | 1 428 000          | 17,08%             | [ 95 ]             | 1 515 000         | 17,35%            |
| Settimana 2    | 10:55 | 728 000            | 17,68%             | [ 141 ]            | 845 000            | 20,57%             | [ 142 ]            | 802 000            | 17,86%             | [ 96 ]             | 780 000            | 18,80%             | [ 143 ]            | Non andato in onda | Non andato in onda | Non andato in onda | 820 000            | 18,80%             | [ 97 ]             | 1 496 000         | 17,89%            |
| Settimana 2    | 13:40 | 2 181 000          | 17,96%             | [ 141 ]            | 2 067 000          | 16,94%             | [ 142 ]            | 1 996 000          | 16,24%             | [ 96 ]             | 1 968 000          | 16,54%             | [ 143 ]            | 1 893 000          | 13,92%             | [ 144 ]            | 2 205 000          | 17,98%             | [ 97 ]             | 1 496 000         | 17,89%            |
| Settimana 2    | 16:10 | 1 581 000          | 19,40%             | [ 141 ]            | 1 569 000          | 19,67%             | [ 142 ]            | 1 498 000          | 16,94%             | [ 96 ]             | 1 508 000          | 18,99%             | [ 143 ]            | Non andati in onda | Non andati in onda | Non andati in onda | Non andati in onda | Non andati in onda | Non andati in onda | 1 496 000         | 17,89%            |
| Settimana 3    | 10:55 | 643 000            | 16,07%             | [ 145 ]            | 874 000            | 18,54%             | [ 146 ]            | 834 000            | 16,19%             | [ 98 ]             | 906 000            | 20,51%             | [ 147 ]            | Non andato in onda | Non andato in onda | Non andato in onda | 702 000            | 16,53%             | [ 99 ]             | 1 507 000         | 16,91%            |
| Settimana 3    | 13:40 | 2 074 000          | 16,63%             | [ 145 ]            | 1 931 000          | 15,37%             | [ 146 ]            | 2 191 000          | 17,10%             | [ 98 ]             | 2 267 000          | 17,32%             | [ 147 ]            | 2 123 000          | 15,11%             | [ 148 ]            | 2 029 000          | 16,65%             | [ 99 ]             | 1 507 000         | 16,91%            |
| Settimana 4    | 10:55 | 743 000            | 15,67%             | [ 149 ]            | 871 000            | 20,09%             | [ 150 ]            | 814 000            | 17,57%             | [ 151 ]            | 639 000            | 16,37%             | [ 152 ]            | Non andato in onda | Non andato in onda | Non andato in onda | 619 000            | 14,82%             | [ 100 ]            | 1 505 000         | 17,01%            |
| Settimana 4    | 13:40 | 2 324 000          | 18,21%             | [ 149 ]            | 2 081 000          | 17,23%             | [ 150 ]            | 2 180 000          | 17,55%             | [ 151 ]            | 2 241 000          | 18,02%             | [ 152 ]            | 2 092 000          | 15,38%             | [ 153 ]            | 1 955 000          | 16,25%             | [ 100 ]            | 1 505 000         | 17,01%            |
| Settimana 5    | 10:55 | 639 000            | 14,99%             | [ 154 ]            | 795 000            | 18,05%             | [ 155 ]            | 748 000            | 15,72%             | [ 156 ]            | 771 000            | 15,47%             | [ 157 ]            | Non andato in onda | Non andato in onda | Non andato in onda | 819 000            | 18,85%             | [ 101 ]            | 1 497 000         | 16,67%            |
| Settimana 5    | 13:40 | 2 153 000          | 17,99%             | [ 154 ]            | 2 018 000          | 16,42%             | [ 155 ]            | 2 172 000          | 17,65%             | [ 156 ]            | 2 029 000          | 15,92%             | [ 157 ]            | 2 309 000          | 15,40%             | [ 158 ]            | 2 013 000          | 16,86%             | [ 101 ]            | 1 497 000         | 16,67%            |
| Settimana 6    | 10:55 | 721 000            | 16,11%             | [ 159 ]            | 805 000            | 16,58%             | [ 160 ]            | 937 000            | 19,79%             | [ 161 ]            | 711 000            | 15,33%             | [ 162 ]            | Non andato in onda | Non andato in onda | Non andato in onda | 747 000            | 18,18%             | [ 102 ]            | 1 517 000         | 16,99%            |
| Settimana 6    | 13:40 | 2 011 000          | 16,63%             | [ 159 ]            | 2 063 000          | 16,59%             | [ 160 ]            | 2 153 000          | 17,38%             | [ 161 ]            | 2 277 000          | 17,78%             | [ 162 ]            | 2 220 000          | 15,44%             | [ 163 ]            | 2 040 000          | 17,06%             | [ 102 ]            | 1 517 000         | 16,99%            |
| Settimana 7    | 10:55 | 677 000            | 17,42%             | [ 164 ]            | 852 000            | 21,80%             | [ 165 ]            | 837 000            | 21,09%             | [ 166 ]            | 892 000            | 15,49%             | [ 167 ]            | Non andato in onda | Non andato in onda | Non andato in onda | 741 000            | 18,64%             | [ 103 ]            | 1 537 000         | 18,12%            |
| Settimana 7    | 13:40 | 2 208 000          | 18,86%             | [ 164 ]            | 2 194 000          | 18,28%             | [ 165 ]            | 2 126 000          | 18,25%             | [ 166 ]            | 2 099 000          | 15,72%             | [ 167 ]            | 2 080 000          | 15,72%             | [ 168 ]            | 2 206 000          | 18,06%             | [ 103 ]            | 1 537 000         | 18,12%            |
| Settimana 8    | 10:55 | 671 000            | 15,45%             | [ 169 ]            | 837 000            | 18,74%             | [ 170 ]            | 806 000            | 17,99%             | [ 171 ]            | 801 000            | 18,34%             | [ 172 ]            | Non andato in onda | Non andato in onda | Non andato in onda | 846 000            | 19,99%             | [ 173 ]            | 1 525 000         | 17,66%            |
| Settimana 8    | 13:40 | 2 092 000          | 17,42%             | [ 169 ]            | 2 279 000          | 18,76%             | [ 170 ]            | 2 099 000          | 17,55%             | [ 171 ]            | 2 233 000          | 18,23%             | [ 172 ]            | 2 155 000          | 15,51%             | [ 174 ]            | 1 961 000          | 16,31%             | [ 173 ]            | 1 525 000         | 17,66%            |
| Settimana 9    | 10:55 | 986 000            | 21,07%             | [ 104 ]            | 702 000            | 15,23%             | [ 175 ]            | 763 000            | 16,80%             | [ 176 ]            | 811 000            | 18,10%             | [ 177 ]            | Non andato in onda | Non andato in onda | Non andato in onda | 674 000            | 15,02%             | [ 178 ]            |                   | %                 |
| Settimana 9    | 13:40 | 2 109 000          | 16,93%             | [ 104 ]            | 2 190 000          | 17,92%             | [ 175 ]            | 2 293 000          | 18,62%             | [ 176 ]            | 2 068 000          | 16,80%             | [ 177 ]            | 2 026 000          | 14,62%             | [ 179 ]            | 2 184 000          | 17,63%             | [ 178 ]            |                   | %                 |
| Settimana 10   | 10:55 | 863 000            | 19,37%             | [ 105 ]            | 841 000            | 18,73%             | [ 180 ]            | 787 000            | 17,17%             | [ 181 ]            | 826 000            | 16,56%             | [ 182 ]            | Non andato in onda | Non andato in onda | Non andato in onda | 943 000            | 20,50%             | [ 183 ]            |                   | %                 |
| Settimana 10   | 13:40 | 2 349 000          | 18,49%             | [ 105 ]            | 2 125 000          | 17,16%             | [ 180 ]            | 2 234 000          | 17,81%             | [ 181 ]            | 2 030 000          | 16,10%             | [ 182 ]            | 2 126 000          | 14,37%             | [ 106 ]            | 2 249 000          | 17,89%             | [ 183 ]            |                   | %                 |
| Settimana 11   | 10:55 |                    | %                  |                    |                    | %                  |                    |                    | %                  |                    |                    | %                  |                    | Non andato in onda | Non andato in onda | Non andato in onda |                    | %                  |                    |                   | %                 |
| Settimana 11   | 13:40 |                    | %                  |                    | %                  |                    | %                  |                    | %                  |                    | %                  |                    |                    | %                  |                    |                    |                    |                    |                    |                   | %                 |
| Settimana 11   | 16:40 | Non andato in onda | Non andato in onda | Non andato in onda |                    | %                  |                    | %                  |                    | %                  | Non andati in onda | Non andati in onda | Non andati in onda |                    | %                  |                    |                    |                    |                    |                   | %                 |
| Settimana 12   | 10:55 |                    | %                  |                    |                    | %                  |                    |                    | %                  |                    | Non andati in onda | Non andati in onda | Non andati in onda |                    | %                  |                    |                    | %                  |                    |                   | %                 |
| Settimana 12   | 13:40 |                    | %                  |                    | %                  |                    | %                  |                    | %                  |                    | %                  |                    |                    | %                  |                    |                    |                    |                    |                    |                   | %                 |
| Settimana 12   | 16:40 |                    | %                  |                    | %                  |                    | %                  |                    | %                  | Non andati in onda | Non andati in onda | Non andati in onda |                    | %                  |                    |                    |                    |                    |                    |                   | %                 |
| Settimana 13   | 10:55 |                    | %                  |                    |                    | %                  |                    |                    | %                  | Non andati in onda | Non andati in onda | Non andati in onda |                    |                    | %                  |                    |                    | %                  |                    |                   | %                 |
| Settimana 13   | 13:40 |                    | %                  |                    | %                  |                    | %                  |                    | %                  |                    | %                  |                    |                    | %                  |                    |                    |                    |                    |                    |                   | %                 |
| Settimana 13   | 16:40 |                    | %                  |                    | %                  |                    | %                  |                    | %                  | Non andati in onda | Non andati in onda | Non andati in onda |                    | %                  |                    |                    |                    |                    |                    |                   | %                 |
| Settimana 14   | 10:55 |                    | %                  |                    |                    | %                  |                    |                    | %                  | Non andati in onda | Non andati in onda | Non andati in onda |                    |                    | %                  |                    |                    | %                  |                    |                   | %                 |
| Settimana 14   | 13:40 |                    | %                  |                    | %                  |                    | %                  |                    | %                  |                    | %                  |                    |                    | %                  |                    |                    |                    |                    |                    |                   | %                 |
| Settimana 14   | 16:40 |                    | %                  |                    | %                  |                    | %                  |                    | %                  | Non andati in onda | Non andati in onda | Non andati in onda |                    | %                  |                    |                    |                    |                    |                    |                   | %                 |
| Settimana 15   | 10:55 |                    | %                  |                    |                    | %                  |                    |                    | %                  | Non andati in onda | Non andati in onda | Non andati in onda |                    |                    | %                  |                    |                    | %                  |                    |                   | %                 |
| Settimana 15   | 13:40 |                    | %                  |                    | %                  |                    | %                  |                    | %                  |                    | %                  |                    |                    | %                  |                    |                    |                    |                    |                    |                   | %                 |
| Settimana 15   | 16:40 |                    | %                  |                    | %                  |                    | %                  |                    | %                  | Non andati in onda | Non andati in onda | Non andati in onda |                    | %                  |                    |                    |                    |                    |                    |                   | %                 |
| Settimana 16   | 10:55 |                    | %                  |                    |                    | %                  |                    |                    | %                  | Non andati in onda | Non andati in onda | Non andati in onda |                    |                    | %                  |                    |                    | %                  |                    |                   | %                 |
| Settimana 16   | 13:40 |                    | %                  |                    | %                  |                    | %                  |                    | %                  |                    | %                  |                    |                    | %                  |                    |                    |                    |                    |                    |                   | %                 |
| Settimana 16   | 16:40 |                    | %                  |                    | %                  |                    | %                  |                    | %                  | Non andati in onda | Non andati in onda | Non andati in onda |                    | %                  |                    |                    |                    |                    |                    |                   | %                 |
| Settimana 17   | 10:55 |                    | %                  |                    |                    | %                  |                    |                    | %                  | Non andati in onda | Non andati in onda | Non andati in onda |                    |                    | %                  |                    |                    | %                  |                    |                   | %                 |
| Settimana 17   | 13:40 |                    | %                  |                    | %                  |                    | %                  |                    | %                  |                    | %                  |                    |                    | %                  |                    |                    |                    |                    |                    |                   | %                 |
| Settimana 17   | 16:40 |                    | %                  |                    | %                  |                    | %                  |                    | %                  | Non andati in onda | Non andati in onda | Non andati in onda |                    | %                  |                    |                    |                    |                    |                    |                   | %                 |
| Settimana 18   | 10:55 |                    | %                  |                    |                    | %                  |                    |                    | %                  | Non andati in onda | Non andati in onda | Non andati in onda |                    |                    | %                  |                    |                    | %                  |                    |                   | %                 |
| Settimana 18   | 13:40 |                    | %                  |                    | %                  |                    | %                  |                    | %                  |                    | %                  |                    |                    | %                  |                    |                    |                    |                    |                    |                   | %                 |
| Settimana 18   | 16:40 |                    | %                  |                    | %                  |                    | %                  |                    | %                  | Non andati in onda | Non andati in onda | Non andati in onda |                    | %                  |                    |                    |                    |                    |                    |                   | %                 |
| Settimana 19   | 10:55 |                    | %                  |                    |                    | %                  |                    |                    | %                  | Non andati in onda | Non andati in onda | Non andati in onda |                    |                    | %                  |                    |                    | %                  |                    |                   | %                 |
| Settimana 19   | 13:40 |                    | %                  |                    | %                  |                    | %                  |                    | %                  |                    | %                  |                    |                    | %                  |                    |                    |                    |                    |                    |                   | %                 |
| Settimana 19   | 16:40 |                    | %                  |                    | %                  |                    | %                  |                    | %                  | Non andati in onda | Non andati in onda | Non andati in onda |                    | %                  |                    |                    |                    |                    |                    |                   | %                 |
| Settimana 20   | 10:55 |                    | %                  |                    |                    | %                  |                    |                    | %                  | Non andati in onda | Non andati in onda | Non andati in onda |                    |                    | %                  |                    |                    | %                  |                    |                   | %                 |
| Settimana 20   | 13:40 |                    | %                  |                    | %                  |                    | %                  |                    | %                  |                    | %                  |                    |                    | %                  |                    |                    |                    |                    |                    |                   | %                 |
| Settimana 20   | 16:40 |                    | %                  |                    | %                  |                    | %                  |                    | %                  | Non andati in onda | Non andati in onda | Non andati in onda |                    | %                  |                    |                    |                    |                    |                    |                   | %                 |
| Media          | Media | Media              | Media              | Media              | Media              | Media              | Media              | Media              | Media              | Media              | Media              | Media              | Media              | Media              | Media              | Media              | Media              | Media              | Media              |                   | %                 |

#### Italia 1
In questa tabella sono indicati i risultati in termini di ascolto delle strisce quotidiane andate in onda dal 17 settembre 2024 al 31 marzo 2025 su Italia 1:
- tutti i giorni alle 12:15 (dal 18 al 29 settembre 2024) e in seguito solo dal lunedì al venerdì (dal 30 settembre al 4 ottobre 2024);
- tutti i giorni alle 18:15 (dal 18 settembre 2024 al 31 marzo 2025);
- dal lunedì al venerdì alle 13:00 (dal 17 settembre 2024 al 31 marzo 2025).

| Italia 1     | Italia 1 | Martedì            | Martedì            | Martedì | Mercoledì      | Mercoledì | Mercoledì | Giovedì        | Giovedì | Giovedì | Venerdì        | Venerdì | Venerdì | Sabato             | Sabato             | Sabato             | Domenica           | Domenica           | Domenica           | Lunedì             | Lunedì             | Lunedì             | Media settimanale | Media settimanale |
| Italia 1     | Italia 1 | Telespettatori     | Share              | Fonte   | Telespettatori | Share     | Fonte     | Telespettatori | Share   | Fonte   | Telespettatori | Share   | Fonte   | Telespettatori     | Share              | Fonte              | Telespettatori     | Share              | Fonte              | Telespettatori     | Share              | Fonte              | Telespettatori    | Share             |
| ------------ | -------- | ------------------ | ------------------ | ------- | -------------- | --------- | --------- | -------------- | ------- | ------- | -------------- | ------- | ------- | ------------------ | ------------------ | ------------------ | ------------------ | ------------------ | ------------------ | ------------------ | ------------------ | ------------------ | ----------------- | ----------------- |
| Settimana 1  | 12:15    | Non andato in onda | Non andato in onda | [ 137 ] | 330 000        | 4,24%     | [ 138 ]   | 237 000        | 2,98%   | [ 94 ]  | 268 000        | 3,64%   | [ 139 ] | 241 000            | 2,98%              | [ 140 ]            | 305 000            | 3,25%              | [ 184 ]            | 245 000            | 3,16%              | [ 95 ]             | 361 000           | 3,72%             |
| Settimana 1  | 13:00    | 609 000            | 5,55%              | [ 137 ] | 697 000        | 6,19%     | [ 138 ]   | 604 000        | 5,32%   | [ 94 ]  | 594 000        | 5,60%   | [ 139 ] | Non andato in onda | Non andato in onda | [ 140 ]            | Non andato in onda | Non andato in onda | [ 184 ]            | 663 000            | 6,14%              | [ 95 ]             | 361 000           | 3,72%             |
| Settimana 1  | 18:15    | Non andato in onda | Non andato in onda | [ 137 ] | 162 000        | 1,62%     | [ 138 ]   | 199 000        | 2,11%   | [ 94 ]  | 234 000        | 2,69%   | [ 139 ] | 193 000            | 2,22%              | [ 140 ]            | 255 000            | 2,39%              | [ 184 ]            | 309 000            | 3,20%              | [ 95 ]             | 361 000           | 3,72%             |
| Settimana 2  | 12:15    | 273 000            | 3,57%              | [ 141 ] | 288 000        | 3,75%     | [ 142 ]   | 289 000        | 3,52%   | [ 96 ]  | 272 000        | 3,56%   | [ 143 ] | 319 000            | 3,99%              | [ 144 ]            | 177 000            | 1,81%              | [ 185 ]            | 186 000            | 2,52%              | [ 97 ]             | 273 000           | 3,11%             |
| Settimana 2  | 13:00    | 609 000            | 5,82%              | [ 141 ] | 681 000        | 6,52%     | [ 142 ]   | 523 000        | 4,89%   | [ 96 ]  | 499 000        | 4,85%   | [ 143 ] | Non andato in onda | Non andato in onda | [ 144 ]            | Non andato in onda | Non andato in onda | [ 185 ]            | 578 000            | 5,19%              | [ 97 ]             | 273 000           | 3,11%             |
| Settimana 2  | 18:15    | 167 000            | 1,90%              | [ 141 ] | 254 000        | 2,85%     | [ 142 ]   | 154 000        | 1,67%   | [ 96 ]  | 169 000        | 2,01%   | [ 143 ] | 281 000            | 3,16%              | [ 144 ]            | 171 000            | 1,67%              | [ 185 ]            | 201 000            | 2,15%              | [ 97 ]             | 273 000           | 3,11%             |
| Settimana 3  | 12:15    | 243 000            | 3,02%              | [ 145 ] | 281 000        | 3,44%     | [ 146 ]   | 274 000        | 3,13%   | [ 98 ]  | 374 000        | 4,91%   | [ 147 ] | Non andati in onda | Non andati in onda | Non andati in onda | Non andati in onda | Non andati in onda | Non andati in onda | Non andati in onda | Non andati in onda | Non andati in onda | 397 000           | 3,95%             |
| Settimana 3  | 13:00    | 595 000            | 5,30%              | [ 145 ] | 607 000        | 5,54%     | [ 146 ]   | 630 000        | 5,42%   | [ 98 ]  | 790 000        | 7,25%   | [ 147 ] | Non andati in onda | Non andati in onda | Non andati in onda | Non andati in onda | Non andati in onda | Non andati in onda | 724 000            | 6,70%              | [ 99 ]             | 397 000           | 3,95%             |
| Settimana 3  | 18:15    | 187 000            | 2,04%              | [ 145 ] | 267 000        | 2,83%     | [ 146 ]   | 258 000        | 2,48%   | [ 98 ]  | 176 000        | 1,88%   | [ 147 ] | 331 000            | 3,41%              | [ 148 ]            | 310 000            | 2,81%              | [ 186 ]            | 309 000            | 3,10%              | [ 99 ]             | 397 000           | 3,95%             |
| Settimana 4  | 13:00    | 565 000            | 4,91%              | [ 149 ] | 669 000        | 5,86%     | [ 150 ]   | 517 000        | 4,62%   | [ 151 ] | 584 000        | 5,64%   | [ 152 ] | Non andati in onda | Non andati in onda | Non andati in onda | Non andati in onda | Non andati in onda | Non andati in onda | 557 000            | 5,22%              | [ 100 ]            | 374 000           | 3,55%             |
| Settimana 4  | 18:15    | 222 000            | 2,12%              | [ 149 ] | 242 000        | 2,49%     | [ 150 ]   | 342 000        | 3,65%   | [ 151 ] | 226 000        | 2,53%   | [ 152 ] | 140 000            | 1,45%              | [ 153 ]            | 241 000            | 2,21%              | [ 187 ]            | 182 000            | 1,88%              | [ 100 ]            | 374 000           | 3,55%             |
| Settimana 5  | 13:00    | 540 000            | 5,02%              | [ 154 ] | 535 000        | 4,90%     | [ 155 ]   | 559 000        | 5,16%   | [ 156 ] | 606 000        | 5,33%   | [ 157 ] | Non andati in onda | Non andati in onda | Non andati in onda | Non andati in onda | Non andati in onda | Non andati in onda | 612 000            | 5,57%              | [ 101 ]            | 386 000           | 3,58%             |
| Settimana 5  | 18:15    | 217 000            | 2,38%              | [ 154 ] | 210 000        | 1,99%     | [ 155 ]   | 307 000        | 2,97%   | [ 156 ] | 191 000        | 1,93%   | [ 157 ] | 288 000            | 2,50%              | [ 158 ]            | 334 000            | 2,81%              | [ 188 ]            | 236 000            | 2,45%              | [ 101 ]            | 386 000           | 3,58%             |
| Settimana 6  | 13:00    | 571 000            | 5,12%              | [ 159 ] | 590 000        | 4,99%     | [ 160 ]   | 591 000        | 5,21%   | [ 161 ] | 750 000        | 6,56%   | [ 162 ] | Non andati in onda | Non andati in onda | Non andati in onda | Non andati in onda | Non andati in onda | Non andati in onda | 530 000            | 4,84%              | [ 102 ]            | 410 000           | 3,67%             |
| Settimana 6  | 18:15    | 207 000            | 2,12%              | [ 159 ] | 281 000        | 2,81%     | [ 160 ]   | 178 000        | 1,73%   | [ 161 ] | 245 000        | 2,46%   | [ 162 ] | 282 000            | 2,70%              | [ 163 ]            | 344 000            | 2,47%              | [ 189 ]            | 355 000            | 3,07%              | [ 102 ]            | 410 000           | 3,67%             |
| Settimana 7  | 13:00    | 589 000            | 5,38%              | [ 164 ] | 512 000        | 4,78%     | [ 165 ]   | 530 000        | 5,00%   | [ 166 ] | 652 000        | 5,28%   | [ 167 ] | Non andati in onda | Non andati in onda | Non andati in onda | Non andati in onda | Non andati in onda | Non andati in onda | 715 000            | 6,34%              | [ 103 ]            | 411 000           | 3,62%             |
| Settimana 7  | 18:15    | 241 000            | 2,20%              | [ 164 ] | 211 000        | 1,99%     | [ 165 ]   | 226 000        | 2,16%   | [ 166 ] | 290 000        | 2,38%   | [ 167 ] | 377 000            | 3,26%              | [ 168 ]            | 312 000            | 2,22%              | [ 190 ]            | 281 000            | 2,46%              | [ 103 ]            | 411 000           | 3,62%             |
| Settimana 8  | 13:00    | 564 000            | 5,05%              | [ 169 ] | 568 000        | 4,90%     | [ 170 ]   | 566 000        | 5,14%   | [ 171 ] | 639 000        | 5,78%   | [ 172 ] | Non andati in onda | Non andati in onda | Non andati in onda | Non andati in onda | Non andati in onda | Non andati in onda | 715 000            | 6,58%              | [ 173 ]            | 437 000           | 3,82%             |
| Settimana 8  | 18:15    | 308 000            | 2,73%              | [ 169 ] | 286 000        | 2,46%     | [ 170 ]   | 312 000        | 2,74%   | [ 171 ] | 367 000        | 3,14%   | [ 172 ] | 367 000            | 3,02%              | [ 174 ]            | 283 000            | 2,05%              | [ 191 ]            | 271 000            | 2,22%              | [ 173 ]            | 437 000           | 3,82%             |
| Settimana 9  | 13:00    | 634 000            | 5,56%              | [ 104 ] | 632 000        | 5,57%     | [ 175 ]   | 593 000        | 5,17%   | [ 176 ] | 498 000        | 4,45%   | [ 177 ] | Non andati in onda | Non andati in onda | Non andati in onda | Non andati in onda | Non andati in onda | Non andati in onda | 573 000            | 5,10%              | [ 178 ]            |                   | %                 |
| Settimana 9  | 18:15    | 264 000            | 2,31%              | [ 104 ] | 304 000        | 2,51%     | [ 175 ]   | 231 000        | 1,94%   | [ 176 ] | 314 000        | 2,71%   | [ 177 ] | 418 000            | 3,47%              | [ 179 ]            | 298 000            | 2,02%              | [ 192 ]            | 257 000            | 2,12%              | [ 178 ]            |                   | %                 |
| Settimana 10 | 13:00    | 556 000            | 4,79%              | [ 105 ] | 638 000        | 5,45%     | [ 180 ]   | 447 000        | 3,92%   | [ 181 ] | 601 000        | 5,11%   | [ 182 ] | Non andati in onda | Non andati in onda | Non andati in onda | Non andati in onda | Non andati in onda | Non andati in onda | 511 000            | 4,48%              | [ 183 ]            |                   | %                 |
| Settimana 10 | 18:15    | 312 000            | 2,67%              | [ 105 ] | 260 000        | 2,12%     | [ 180 ]   | 263 000        | 2,18%   | [ 181 ] | 257 000        | 2,19%   | [ 182 ] | 357 000            | 2,94%              | [ 106 ]            | 367 000            | 2,35%              | [ 193 ]            | 332 000            | 2,72%              | [ 183 ]            |                   | %                 |
| Settimana 11 | 13:00    |                    | %                  |         |                | %         |           |                | %       |         |                | %       |         | Non andati in onda | Non andati in onda | Non andati in onda | Non andati in onda | Non andati in onda | Non andati in onda |                    | %                  |                    |                   | %                 |
| Settimana 11 | 18:15    |                    | %                  |         | %              |           | %         |                | %       |         | %              |         |         | %                  |                    |                    | %                  |                    |                    |                    |                    |                    |                   | %                 |
| Settimana 12 | 13:00    |                    | %                  |         |                | %         |           |                | %       |         |                | %       |         | Non andati in onda | Non andati in onda | Non andati in onda | Non andati in onda | Non andati in onda | Non andati in onda |                    | %                  |                    |                   | %                 |
| Settimana 12 | 18:15    |                    | %                  |         | %              |           | %         |                | %       |         | %              |         |         | %                  |                    |                    | %                  |                    |                    |                    |                    |                    |                   | %                 |
| Settimana 13 | 13:00    |                    | %                  |         |                | %         |           |                | %       |         |                | %       |         | Non andati in onda | Non andati in onda | Non andati in onda | Non andati in onda | Non andati in onda | Non andati in onda |                    | %                  |                    |                   | %                 |
| Settimana 13 | 18:15    |                    | %                  |         | %              |           | %         |                | %       |         | %              |         |         | %                  |                    |                    | %                  |                    |                    |                    |                    |                    |                   | %                 |
| Settimana 14 | 13:00    |                    | %                  |         |                | %         |           |                | %       |         |                | %       |         | Non andati in onda | Non andati in onda | Non andati in onda | Non andati in onda | Non andati in onda | Non andati in onda |                    | %                  |                    |                   | %                 |
| Settimana 14 | 18:15    |                    | %                  |         | %              |           | %         |                | %       |         | %              |         |         | %                  |                    |                    | %                  |                    |                    |                    |                    |                    |                   | %                 |
| Settimana 15 | 13:00    |                    | %                  |         |                | %         |           |                | %       |         |                | %       |         | Non andati in onda | Non andati in onda | Non andati in onda | Non andati in onda | Non andati in onda | Non andati in onda |                    | %                  |                    |                   | %                 |
| Settimana 15 | 18:15    |                    | %                  |         | %              |           | %         |                | %       |         | %              |         |         | %                  |                    |                    | %                  |                    |                    |                    |                    |                    |                   | %                 |
| Settimana 16 | 13:00    |                    | %                  |         |                | %         |           |                | %       |         |                | %       |         | Non andati in onda | Non andati in onda | Non andati in onda | Non andati in onda | Non andati in onda | Non andati in onda |                    | %                  |                    |                   | %                 |
| Settimana 16 | 18:15    |                    | %                  |         | %              |           | %         |                | %       |         | %              |         |         | %                  |                    |                    | %                  |                    |                    |                    |                    |                    |                   | %                 |
| Settimana 17 | 13:00    |                    | %                  |         |                | %         |           |                | %       |         |                | %       |         | Non andati in onda | Non andati in onda | Non andati in onda | Non andati in onda | Non andati in onda | Non andati in onda |                    | %                  |                    |                   | %                 |
| Settimana 17 | 18:15    |                    | %                  |         | %              |           | %         |                | %       |         | %              |         |         | %                  |                    |                    | %                  |                    |                    |                    |                    |                    |                   | %                 |
| Settimana 18 | 13:00    |                    | %                  |         |                | %         |           |                | %       |         |                | %       |         | Non andati in onda | Non andati in onda | Non andati in onda | Non andati in onda | Non andati in onda | Non andati in onda |                    | %                  |                    |                   | %                 |
| Settimana 18 | 18:15    |                    | %                  |         | %              |           | %         |                | %       |         | %              |         |         | %                  |                    |                    | %                  |                    |                    |                    |                    |                    |                   | %                 |
| Settimana 19 | 13:00    |                    | %                  |         |                | %         |           |                | %       |         |                | %       |         | Non andati in onda | Non andati in onda | Non andati in onda | Non andati in onda | Non andati in onda | Non andati in onda |                    | %                  |                    |                   | %                 |
| Settimana 19 | 18:15    |                    | %                  |         | %              |           | %         |                | %       |         | %              |         |         | %                  |                    |                    | %                  |                    |                    |                    |                    |                    |                   | %                 |
| Settimana 20 | 13:00    |                    | %                  |         |                | %         |           |                | %       |         |                | %       |         | Non andati in onda | Non andati in onda | Non andati in onda | Non andati in onda | Non andati in onda | Non andati in onda |                    | %                  |                    |                   | %                 |
| Settimana 20 | 18:15    |                    | %                  |         | %              |           | %         |                | %       |         | %              |         |         | %                  |                    |                    | %                  |                    |                    |                    |                    |                    |                   | %                 |
| Media        | Media    | Media              | Media              | Media   | Media          | Media     | Media     | Media          | Media   | Media   | Media          | Media   | Media   | Media              | Media              | Media              | Media              | Media              | Media              | Media              | Media              | Media              |                   | %                 |